# Galicia
Galicia es una comunidad autónoma española, considerada nacionalidad histórica según su estatuto de autonomía, situada en el noroeste de la península ibérica. Está formada por las provincias de La Coruña, Lugo, Orense y Pontevedra, que se componen de trescientos trece municipios agrupados en cincuenta y tres comarcas. Su capital es la ciudad de Santiago de Compostela. Por otro lado, Vigo es el municipio con más población y La Coruña es el municipio más densamente poblado y la localidad con más habitantes.
Geográficamente, Galicia está bañada al oeste por el océano Atlántico y al norte por el mar Cantábrico. Limita al sur con Portugal y al este con Asturias y Castilla y León (más específicamente con las provincias de León y de Zamora). Además del territorio continental, la comunidad autónoma incluye los archipiélagos de las islas Cíes, la Isla de Ons, la Isla de Sálvora, el archipiélago de Cortegada, la isla de Arosa, las Sisargas, el sub-archipiélago de las Malveiras y otras más pequeñas.
Galicia tiene 2 705 833 habitantes (INE 2024), con una distribución demográfica que aglomera la mayor parte de la población en las franjas costeras comprendidas entre Ferrol y La Coruña en el noroeste y entre Villagarcía de Arosa, Pontevedra y Vigo en el suroeste. En su territorio se hablan el gallego y el castellano, ambas lenguas cooficiales según el Estatuto de Autonomía de Galicia.

## Etimología
En la Antigüedad los griegos denominaban a la zona noroccidental de la península ibérica (una zona más amplia que la actual Galicia) kalaikói (καλλαικoί), que era el nombre con que sus habitantes se conocían a sí mismos.  El topónimo procede de la denominación de los pobladores celtas que arribaron en dos oleadas sucesivas, la primera en torno al siglo XVIII a. C. y la segunda en torno al siglo IV a. C. (celtas de Hallstatt). El topónimo evolucionó a Gallaecia bajo la administración romana. En el período transicional entre la Edad Antigua y la Edad Media la zona fue llamada ocasionalmente Suevia debido a que en este territorio fue el centro en el cual se establecieron las etnias invasoras de los germanos suevos (o suavos). En la época medieval se constituyó como reino independiente, con el nombre de Reyno de Galicia formando parte posteriormente del Reino de León, aunque mantuvo su carácter formal de reino (Reyno de Galicia) el territorio de la actual comunidad autónoma hasta la división territorial de 1833, momento en el cual se crearon las actuales provincias gallegas, y desaparecieron formalmente los antiguos reinos.

### Variantes toponímicas
La forma predominante, tanto en gallego como en castellano, para referirse a esta comunidad es la de Galicia, aunque existe la versión Galiza, minoritaria y usada en gallego.
Las normas ortográficas y morfológicas del idioma gallego oficiales aceptan Galicia y Galiza como formas legítimas. La única forma oficial para designar a la comunidad autónoma es Galicia, que es la predominante en la lengua gallega, tanto oral como escrita.
El topónimo Galiza era usado en el gallego medieval junto con el topónimo Galicia. Sin embargo, la forma Galiza cayó en desuso durante los «Séculos Escuros», mientras que la forma Galicia fue la única que siguió empleándose de forma ininterrumpida a lo largo de la historia en la lengua hablada. En el siglo XIX, durante el «Rexurdimento» de la lengua gallega, se recuperaría el uso de Galiza por parte de intelectuales y literatos.
La denominación Galiza ha venido siendo utilizada por un sector amplio del nacionalismo gallego aunque también existen sectores nacionalistas que utilizan la forma Galicia. El uso de «Galiza» se ha relacionado con el galleguismo, el activismo cultural, el BNG y, en general, la izquierda nacionalista gallega.

## Símbolos

### Himno

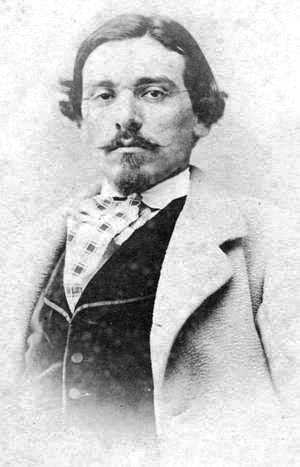
Eduardo Pondal, autor del poema Queixumes dos pinos

La letra del himno gallego, Os Pinos, consiste en las dos primeras partes del poema Queixumes dos pinos de Eduardo Pondal, elaborado expresamente para convertirse en himno gallego, y la música fue compuesta por Pascual Veiga, el músico más importante de Galicia en esa época. La letra se refiere a Galicia como la nación de Breogán, un héroe mitológico celta. Fue interpretado por primera vez en La Habana (Cuba), el 20 de diciembre de 1907.

### Bandera
Si bien durante siglos, la antigua bandera gallega tenía fondo azul con cruces doradas, y un copón en el centro a modo de escudo, la actual bandera de Galicia fue creada a finales del siglo XIX por los galleguistas históricos del Rexurdimento, como insignia nacional, ondeando desde el año 1891 al menos. Posee fondo blanco y presenta una franja azul desde el ángulo superior izquierdo hasta el inferior derecho.

### Escudo
El cáliz, figura heráldica que representa a Galicia, fue documentado por vez primera en el escudo de los reyes de Galicia (roys de Galyce) del Armorial Segar de Inglaterra en el año 1282. Ha experimentado diferentes cambios a lo largo de la historia. El actual escudo de Galicia se describe en el artículo número 3 de la Ley de Símbolos de Galicia:

El escudo de Galicia trae, en campo de azur, un cáliz de oro sumado de una hostia de plata, y acompañado de siete cruces recortadas del mismo metal, tres a cada lado y una en el centro del jefe. El timbre, corona real, cerrada, que es un círculo de oro, engastado de piedras preciosas, compuesto de ocho florones de hojas de acanto, visibles cinco, interpoladas de perlas, y de sus hojas salen sendas diademas sumadas de perlas que convergen en un mundo de azur, con semimeridiano y ecuador de oro, sumado de cruz de oro. La corona, forrada de gules, o rojo.

## Historia

### Prehistoria

#### Paleolítico
Las primeras pruebas de presencia humana en Galicia son instrumentos de piedra que se remontan a hace 300 000 años, en el Paleolítico inferior. Del período Paleolítico, que en esta zona dura hasta aproximadamente el 5000 a. C., existen diversos yacimientos, como los de Camposancos (La Guardia), Gándaras de Budiño (Porriño), Monte del Castro (Vigo) y Pena Grande (Villalba). También son notables los descubrimientos en la parte portuguesa del río Miño —desde Caminha a Melgazo—, y el de cueva Eirós, situado en el municipio de Triacastela (provincia de Lugo), en el que se han preservado restos animales y líticos neandertales de hasta el Paleolítico medio, gracias a su ambiente básico.

#### Cultura megalítica

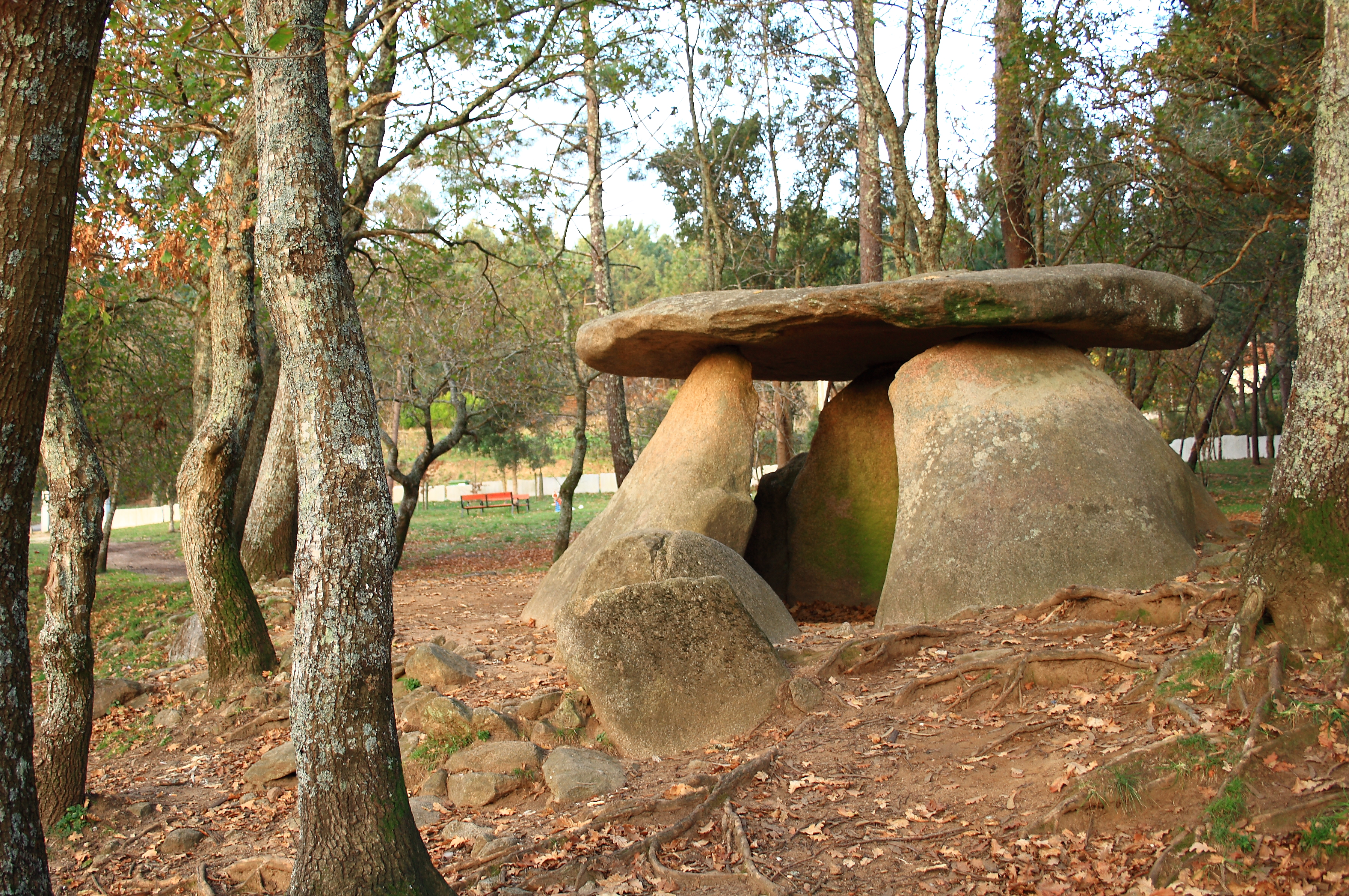
Dolmen de Axeitos, en Ribeira

Propia del período Neolítico (5000 al 2000 a. C.), se caracterizaba por su capacidad constructora y arquitectónica, junto con su sentido religioso, fundamentado en el culto a los muertos como mediadores entre el ser humano y los dioses. Este sentido religioso abarca su importancia hasta la actualidad.
Se dice que la sociedad estaba organizada en un tipo de estructura de clanes. De la época del megalítico dan testimonio millares de túmulos extendidos por todo el territorio, generalmente referidos en gallego como mámoas. En su interior estos túmulos escondían una cámara funeraria de dimensiones mayores o menores, edificada con losas de piedra, lo que es conocido como dolmen.

#### Edad del Bronce
La Edad del Bronce se desarrolla en Europa entre 2250 a. C. y el 700 a. C. Fue en la Edad del Bronce cuando se consiguió el desarrollo metalúrgico, impulsado por la riqueza minera.
Fue una época de producción de diversos utensilios y joyas de oro o de bronce, que incluso fueron llevadas más allá de los Pirineos. Datan también de esta época la mayoría de los petroglifos (inscripciones sobre las rocas graníticas a cielo abierto) que se conservan en los montes gallegos, principalmente en la provincia de Pontevedra. Son muy conocidas las de Campo Lameiro. Se desconocen todavía su origen y su significado, aunque se piensa que formaban parte de algún tipo de lenguaje ritual o religioso.

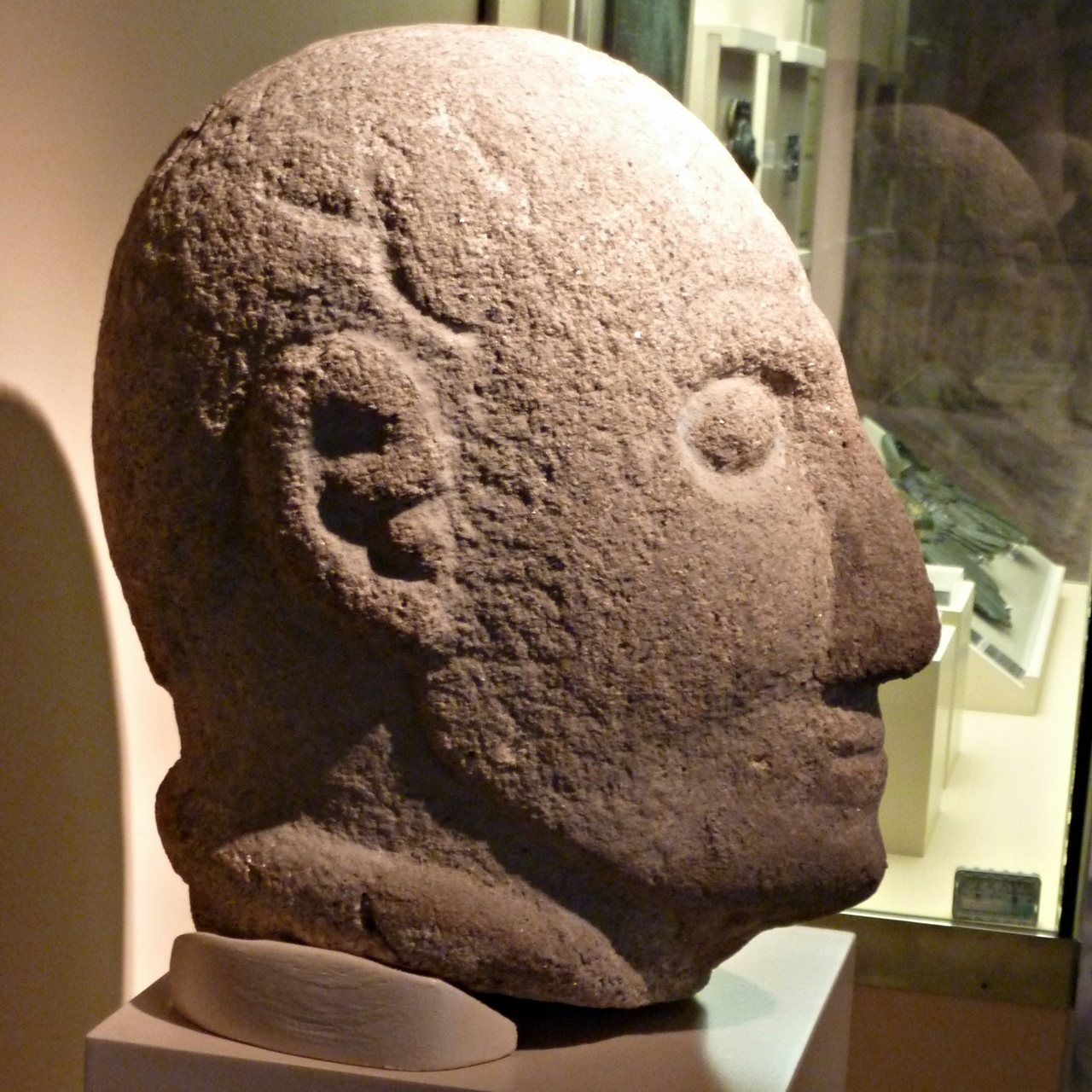
Cabeza de guerrero de Rubiás (Edad del Hierro)

En los últimos siglos de esta era, en lo que se conoce como Bronce final atlántico, Galicia formó parte de un complejo cultural de frecuentes intercambios comerciales por vía marítima con otras tierras de la fachada atlántica europea, como las islas británicas, Portugal y Bretaña.

### Edad Antigua

#### Etapa castreña

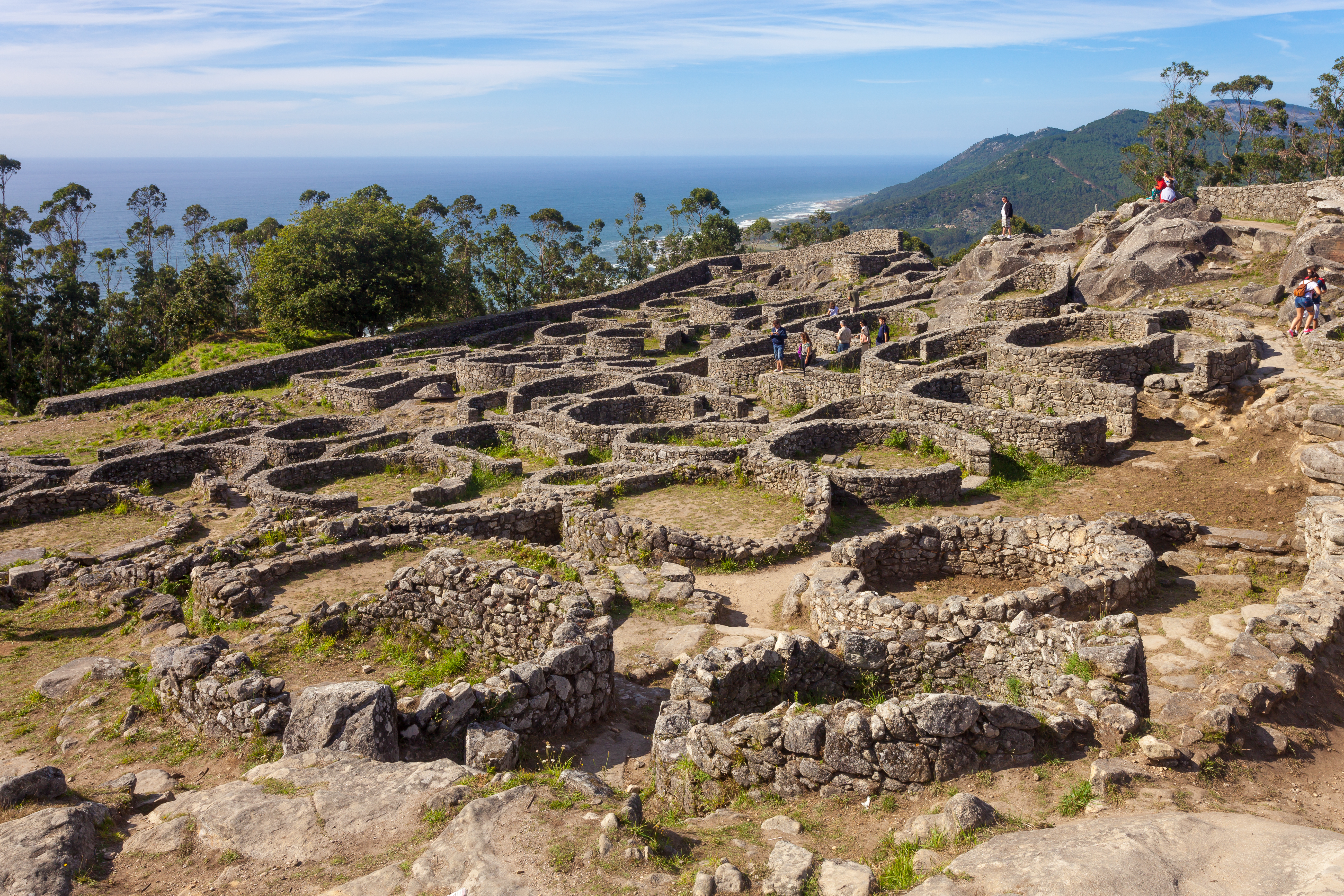
Castro de Santa Tecla, La Guardia

La etapa castreña se desarrolló aproximadamente entre el año 700 a. C. y el año 1 de nuestra era. Su mayor desarrollo se produce en la segunda mitad de la Edad del Hierro, resultado de la fusión de la cultura de la Edad del Bronce y otras contribuciones posteriores, coexistiendo en parte con la época romana.
Algunos estudios históricos sugieren la llegada de pueblos celtas que trajeron nuevas variedades de ganado, el caballo domesticado y probablemente el centeno. Estos celtas, también denominados sefes o saefes, o incluso celtas de Hallstatt, se encontraron con una región bastante poblada. Según las teorías más aceptadas se superpusieron a la población autóctona como élites guerreras, nobles y jefes de tribus, manteniendo un estatus de superioridad o una cierta estratificación social, como sucedería posteriormente con las invasiones de los suevos y los alanos.
Una investigación de 2006, ha sugerido la vinculación genética celta entre la población del norte y noroeste de la península ibérica y las de Bretaña, Gales e Irlanda.
Es en esta época, cuando la provincia romana de Gallaecia (galaicos) aún no estaba constituida política y administrativamente, cuando aparecen los castros. Estas construcciones eran recintos fortificados de forma circular provistos de uno o varios muros concéntricos, precedidos generalmente de su correspondiente foso y situados en su mayoría en la cumbre de oteros y montañas.

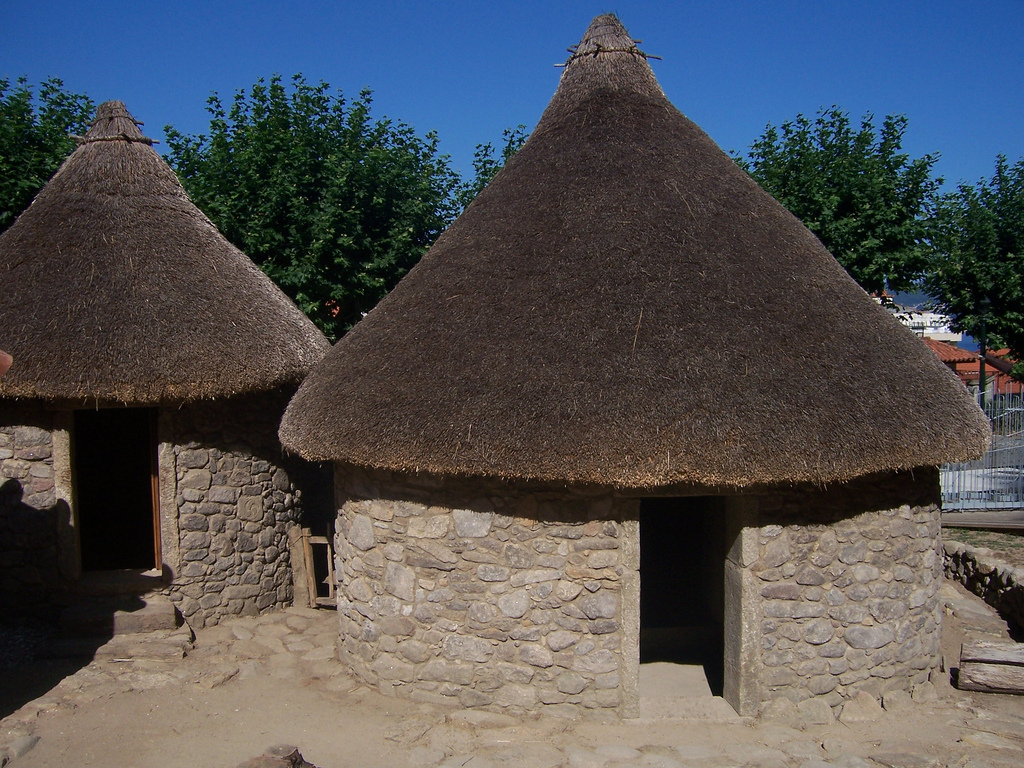
Viviendas castreñas reconstruidas en el Monte del Castro (Vigo)

Entre los castros de tipo costero destacan el de Fazouro, Santa Tecla, Baroña y O Neixón. En el interior se puede mencionar el castro de Castromao, Santomé o el de Villadonga.
En cuanto a los templos, la única construcción encontrada es la de Elviña. En el castro de Meirás se conserva una necrópolis. En otros castros se han hallado cistas (pequeñas construcciones de piedra en forma de caja) con cenizas de difuntos. También existen otras construcciones que están parcialmente soterradas y que tienen un depósito para el agua, en las que los vestigios de fuego indican que debían servir para incinerar los cadáveres.
La economía de los castreños se basaba en la agricultura, la ganadería y el pastoreo.

#### La romanización

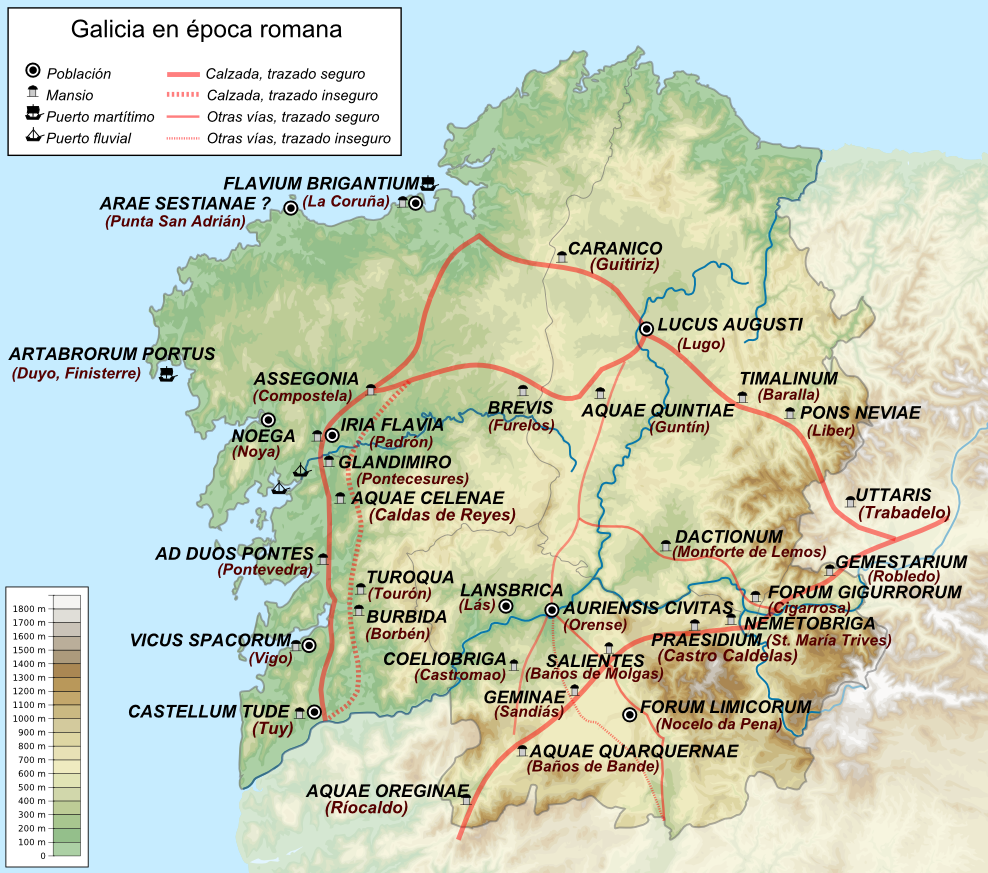
Poblaciones y calzadas de la actual Galicia en época romana

Los romanos, ya asentados en la mayor parte de la península ibérica (Hispania), llegaron a la actual Galicia atraídos por los recursos mineros de la zona. El sometimiento a Roma de los galaicos, junto al de astures y cántabros, se produjo tardíamente (año 23 a. C.) en comparación al resto de la península, debido en gran medida a la fuerte resistencia y la cohesión social y territorial que caracterizaba a estos pueblos del área atlántica.

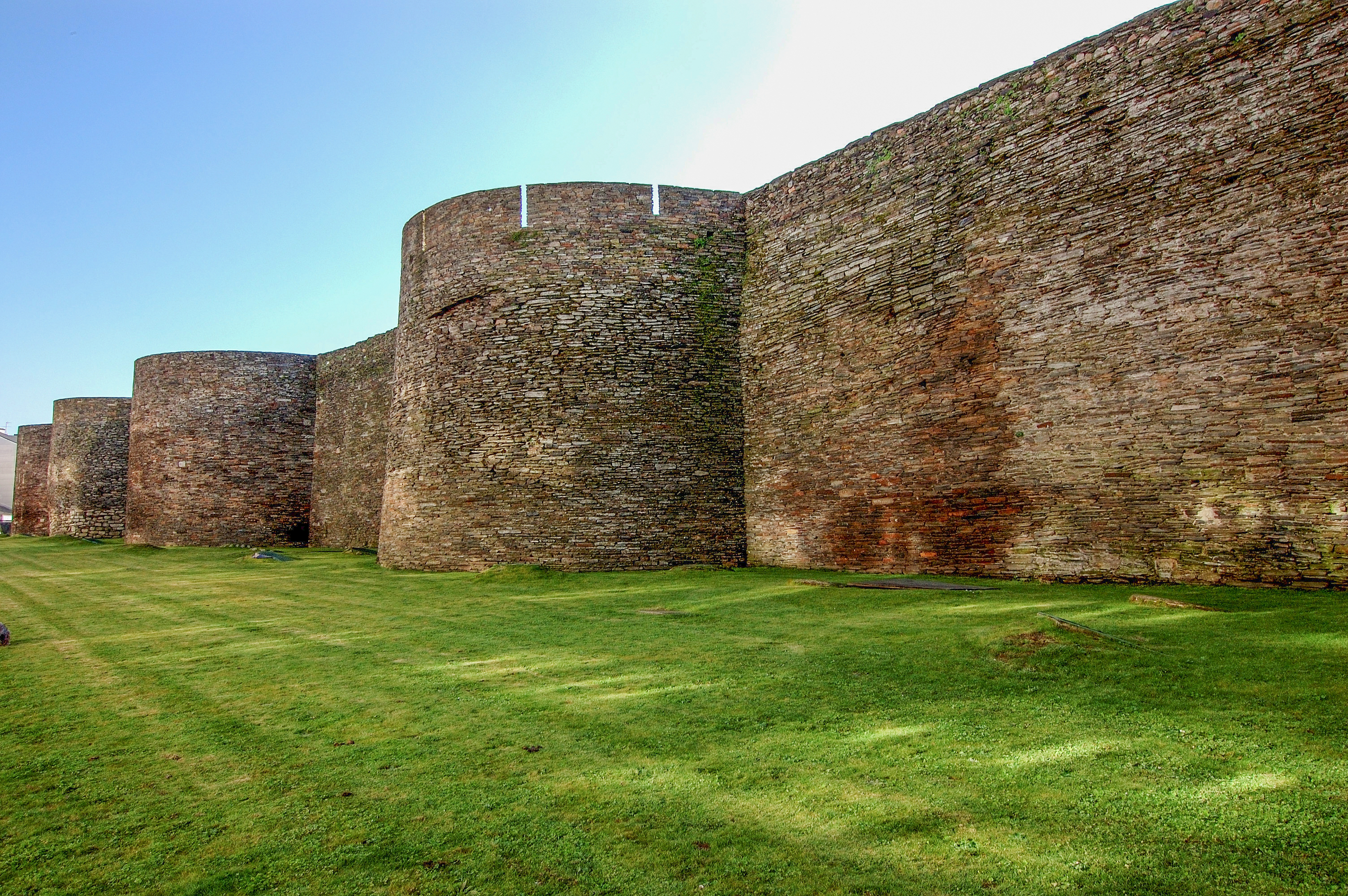
Muralla romana de Lugo

Tres ciudades, fundadas por Augusto, encabezaron los tres conventus o subprovincias romanas que conformaron la región: Lucus Augusti (Lugo), Bracara Augusta (Braga) y Asturica Augusta (Astorga). Con la reforma de Diocleciano del año 298 estos conventus quedarían unificados bajo una única provincia segregada de la Tarraconensis: Gallaecia.
Con la romanización, los castros perdieron su viejo valor defensivo, aunque muchos de ellos siguieron siendo habitados durante siglos. Los romanos trajeron nuevas técnicas, nuevas vías de comunicación, nuevas formas de organizar la propiedad y una lengua nueva, el latín.
Más tarde llegó el cristianismo a Galicia, aún bajo dominación romana, sustituyendo poco a poco al paganismo. La Iglesia católica, de creciente influencia en el imperio a partir de su oficialización, tuvo que enfrentarse en la Gallaecia del siglo IV al priscilianismo, una doctrina cristiana basada en los ideales de austeridad y pobreza, que tuvo gran arraigo popular y que fue posteriormente condenada como herejía.
Por último, la llegada de los suevos en el siglo V, procedentes del norte de Europa, puso fin al dominio romano en la región.

### Edad Media
En los comienzos de la Edad Media, los suevos, un pueblo germánico seguidor del arrianismo, establecieron en la Gallaecia un reino dependiente que mantendrían durante ciento setenta años.
En el año 585, los visigodos, que ya dominaban el resto de la península consolidan este territorio a su reino.
En torno al año 715, el islam llegaría hasta el sur de Galicia, que la denomina Al-Yalalika. Su presencia allí no duraría más que unas décadas ante el avance de la Reconquista. El territorio gallego, inicialmente incorporado al Reino de Asturias, pronto conformará una entidad política propia conocida durante varios siglos como Reino de Galicia, cuya corona fue compartida casi ininterrumpidamente con los reinos de Asturias primero y de León después. Mención aparte merece la región galaica situada al sur del río Miño, que en 1139 se independizaría con el nombre de Portugal.

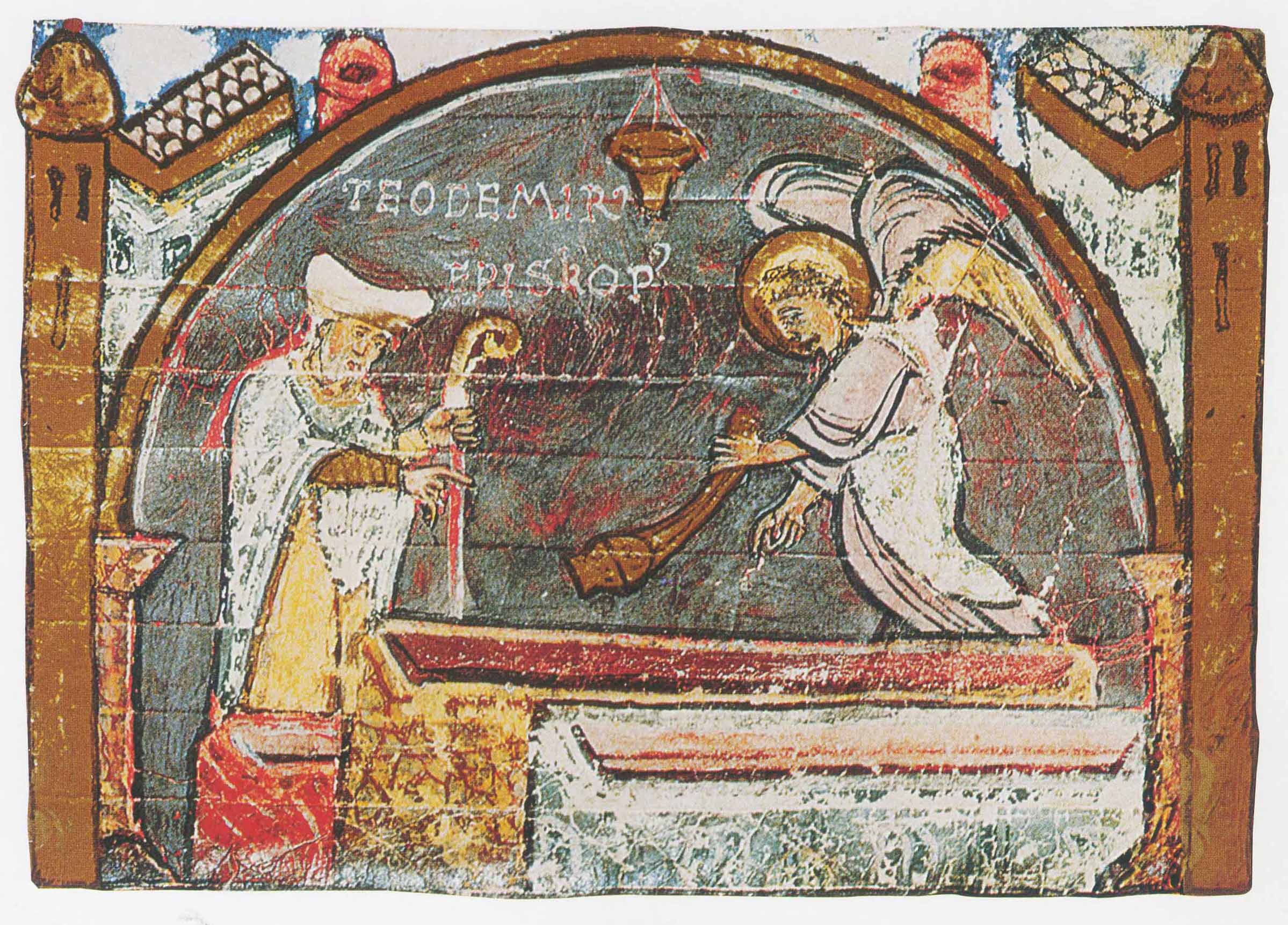
Representación del obispo Teodomiro descubriendo la tumba del apóstol Santiago,

Cabe destacar desde el siglo IX el culto a la figura del apóstol Santiago en Santiago de Compostela, que confirió a Galicia una importancia clave dentro del fortalecimiento ideológico de los reinos cristianos ibéricos durante la Reconquista, erigiéndose como centro religioso y destino de peregrinos que fortalecieron los enlaces con Europa. El Camino de Santiago se convirtió en un eje cultural por el que se extendieron, entre otros, el arte románico o la lírica de los trovadores.
Con estos precedentes, y tras un dificultoso siglo X (con violentas incursiones de vikingos y árabes), Galicia conoce en los siglos XI y XII una época de esplendor en lo político, lo religioso y lo cultural. Data de esta época la construcción de varios grandes monasterios (Osera, Sobrado de los Monjes...), junto al inicio de la catedral compostelana. Este esplendor entra en declive a partir del siglo XIII al trasladarse el centro de poder a Castilla con Fernando III.
La Edad Media concluye en Galicia con la Revuelta Irmandiña, un alzamiento de las clases populares contra la opresión señorial. Aunque la revuelta fue finalmente derrotada gracias al apoyo de la monarquía castellana, provocó un importante debilitamiento de los señores feudales en favor del poder monárquico.

### Edad Moderna

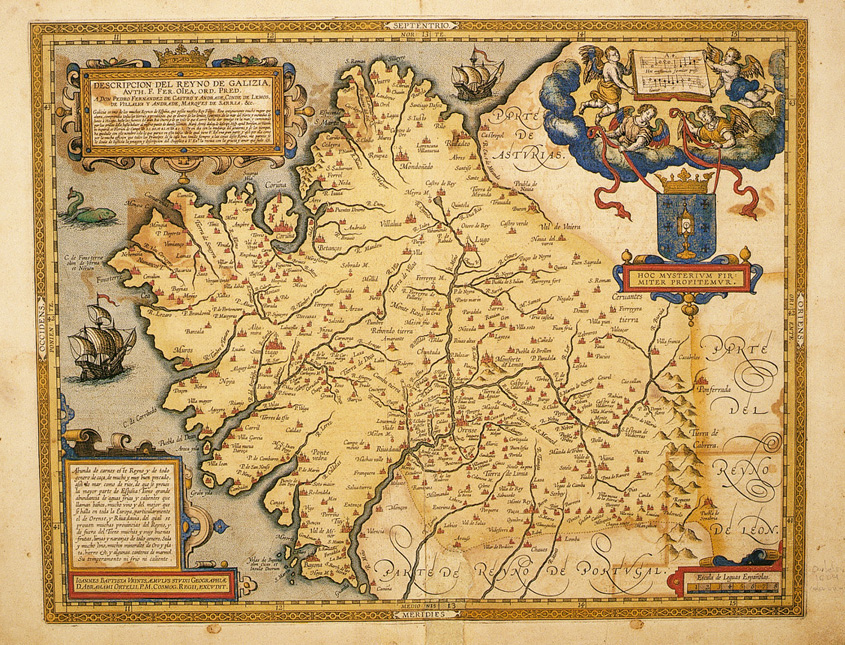
«Descripcion del Reyno de Galizia» (1603)

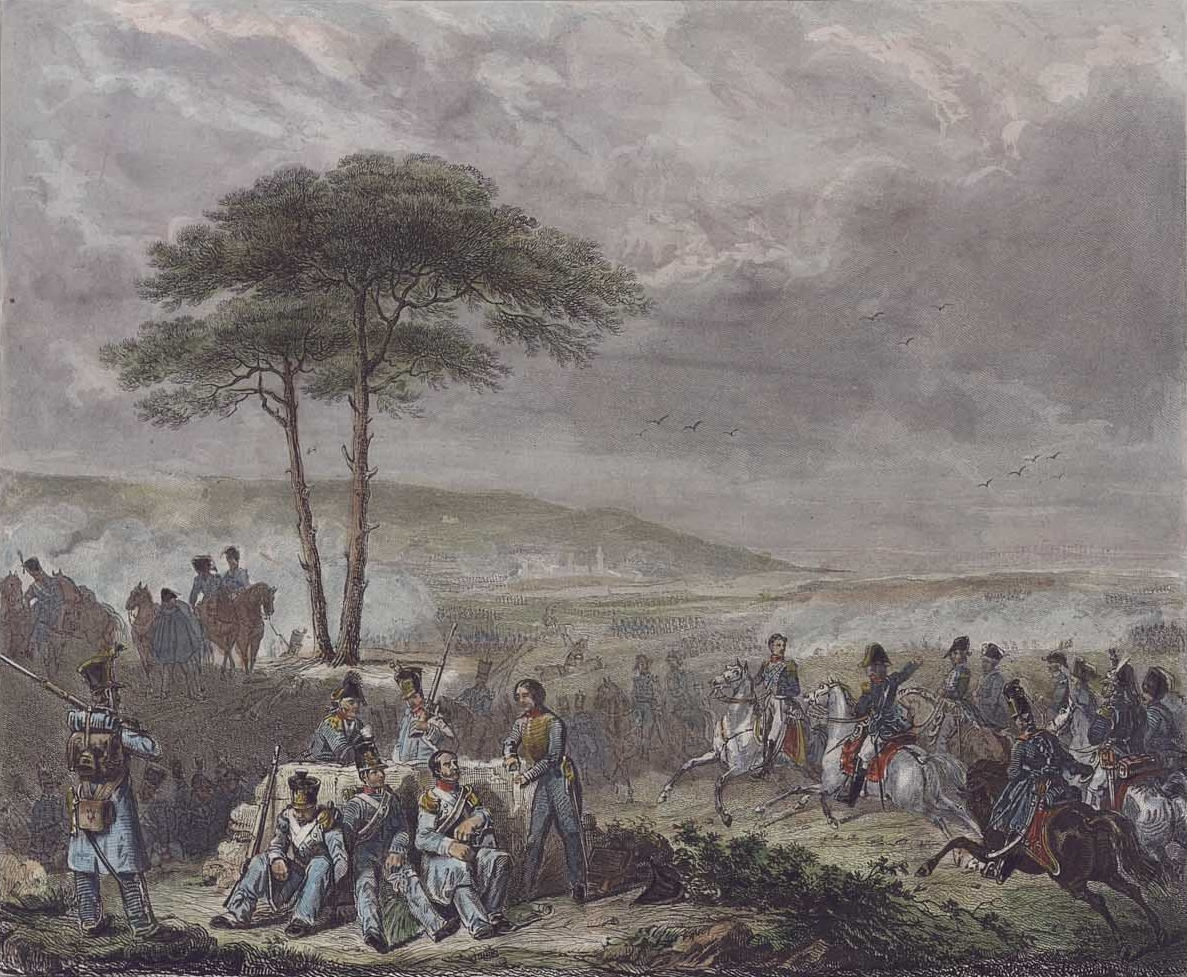
La batalla de Elviña tuvo lugar en La Coruña el 16 de enero de 1809, durante la Guerra de Independencia

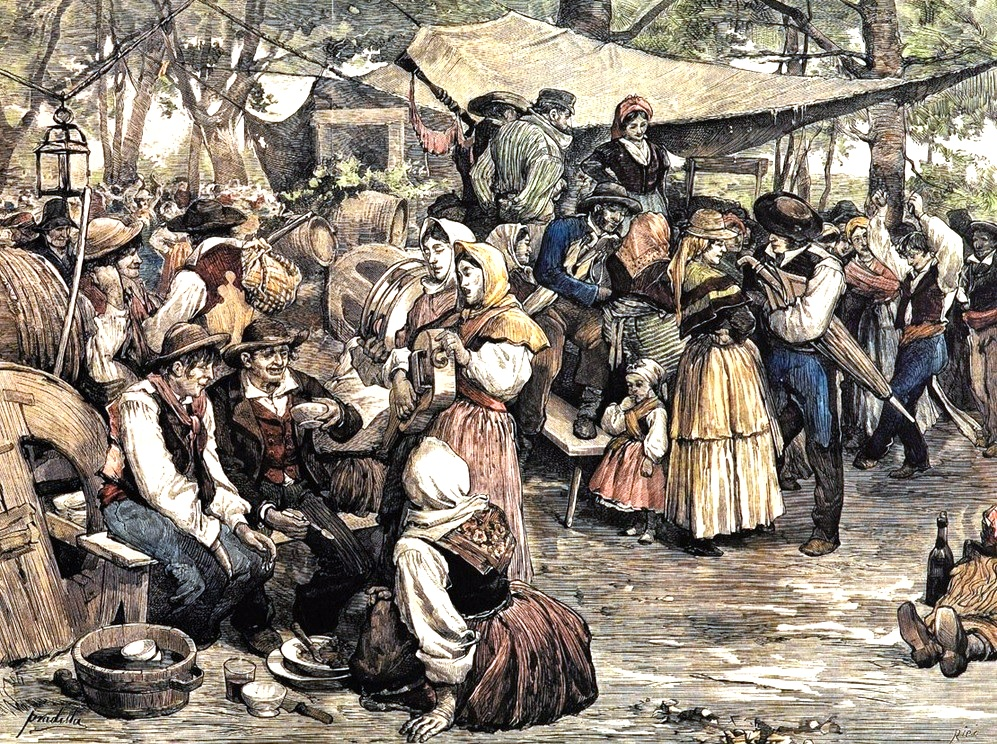
Romería de San Cosme en Bayona (segunda mitad del)

Tras la unificación de los reinos peninsulares en la Monarquía Hispánica, el órgano de gobierno del reino de Galicia fue la Junta do Reyno, creada en 1528. Hasta su disolución, este órgano constituyó la expresión política del reino, si bien su existencia fue poco significativa durante todo el Antiguo Régimen. Durante este periodo fue una constante la reivindicación del voto en las Cortes de Castilla, pues el Reino de Galicia estaba representado en ella por la ciudad de Zamora.

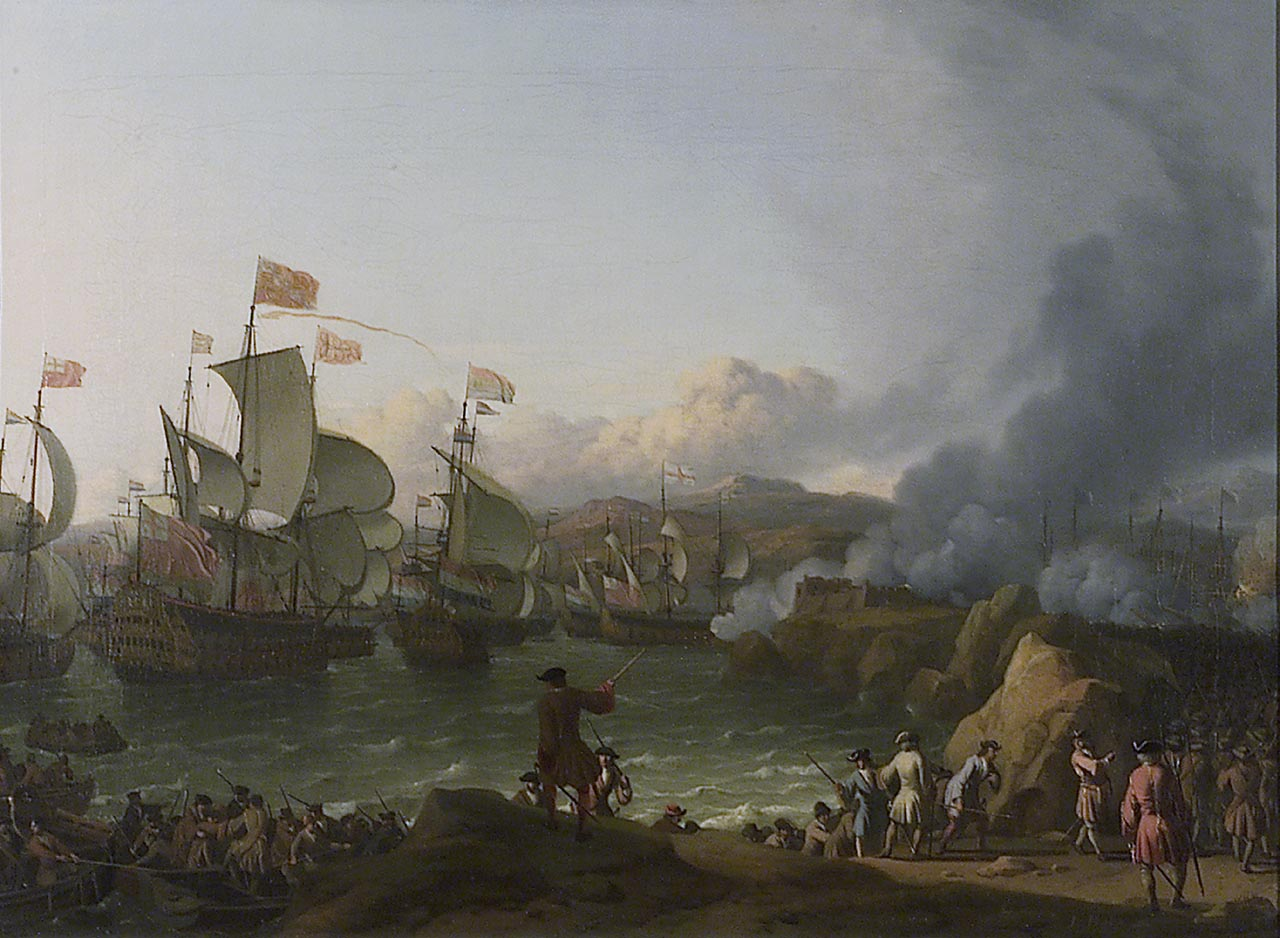
La Batalla de Rande (1702) por Ludolf Backhuysen

A nivel socioeconómico, la estabilidad política y el descabezamiento de la nobleza dan lugar a tres rasgos propios de este periodo como son la prosperidad de los fidalgos (que viven en los pazos del cobro de los foros a los campesinos), el auge de los monasterios, y una expansión demográfica sin precedentes, apoyada en el cultivo del maíz y la patata procedentes de América.
El crecimiento económico se vio no obstante interrumpido en algunos períodos, como ocurrió con la guerra anglo-española (1585-1604, con episodios como la batalla de Rande o el asedio de La Coruña), o la guerra con Portugal (1640-1688).
En el ámbito cultural, la creación de la Universidad de Santiago (1495) y el esplendor artístico del barroco gallego en arquitectura y escultura son también dos hitos de este período. En contraste, a partir de la escriturización normativa en castellano comenzada tiempo atrás por Alfonso X, [cita requerida] el gallego como lengua comenzó una decadencia acelerada dentro del proceso de uniformización de España, pasando por los llamados séculos escuros («siglos oscuros»), en los que la supervivencia del idioma fue solo oral.
A fines del siglo XVIII aún se le conocía como «reino de Galicia», siendo, por ejemplo, sus gobernadores políticos y militares los capitanes generales Zermeño o el ilustre Luis de Unzaga y Amézaga «le Conciliateur», uno de los artífices del nacimiento de los EE. UU., quien fue destinado por sus dotes diplomáticas por Carlos III de cara a posibles ataques ingleses y sus aliados portugueses.

### Edad Contemporánea

#### SigloXIX
Tras la invasión napoleónica, las guerrillas populares consiguen hacer de Galicia el primer territorio español liberado del ejército francés (año 1809). Ello no obsta para que el impulso liberal heredado de la Revolución Francesa esté presente a lo largo de todo el siglo XIX frente a las políticas y los valores del Antiguo Régimen. Manifestación de este nuevo clima son la Constitución de 1812 y la desaparición del absolutismo monárquico tras la muerte de Fernando VII (1833).
La eliminación del régimen señorial y la desamortización eclesiástica son dos reformas fundamentales del reinado de Isabel II de España. A nivel social hay que destacar en Galicia fenómenos como la aparición del caciquismo local (especialmente en el mundo rural), el éxodo hacia las ciudades como consecuencia de la Revolución Industrial, y la emigración a América a partir de la segunda mitad del siglo, todo ello en un contexto de grave atraso económico y escasa modernización de las técnicas productivas.
Paralelamente, Galicia perdió su representatividad como unidad administrativa y desapareció la Junta del Reino de Galicia (1833). Es entonces cuando nacen las actuales cuatro provincias gallegas que estructuran el territorio bajo administración del gobierno central. Posteriores reformas que acentuaron este giro centralizador incitaron el surgimiento de los primeros movimientos políticos que defendieron a Galicia frente a esta pérdida de poder (carlismo, provincialismo, federalismo, regionalismo...).
Un episodio dramático relacionado con esta lucha fue el pronunciamiento de Miguel Solís, que levantó en armas a una parte del ejército en contra del régimen autoritario de Narváez. Fueron derrotados en la batalla de Cacheiras el 23 de abril de 1846, todos los que sobrevivieron acabaron siendo fusilados y a partir de ahí comenzaron a ser conocidos como los Mártires por la Libertad o Mártires de Carral.
En la segunda mitad del siglo, el Rexurdimento supuso una tentativa culturalista de defensa de la galleguidad posterior a la tentativa política, el afianzamiento de la conciencia de diferenciación cultural unido a un ideal político. Esto supuso la recuperación de la lengua gallega como vehículo de expresión social y cultural. De esta época son escritores como Rosalía de Castro, Manuel Murguía, Manuel Leiras Pulpeiro o Eduardo Pondal, entre otros.

#### SiglosXXyXXI

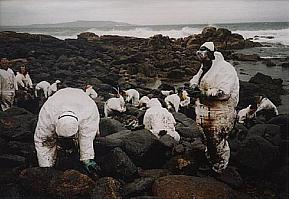
Voluntarios limpiando playas de Galicia, España tras el Desastre del Prestige (2002). Tras el accidente del petrolero Prestige, se desató una de las mayores catástrofes medioambientales de Europa, afectando a más de 2000km de costa. El caso desveló una serie de irregularidades, como el mal estado de la embarcación, el destino y origen de su ruta, las condiciones laborales de los operarios, las malas decisiones de las autoridades españolas, la ausencia de implicación de las portuguesas, y la relación del petrolero con poderosos oligarcas rusos

Después de los movimientos galleguistas y liberales del siglo XIX, surgió la etapa de la Solidaridad Gallega, desde el año 1907 hasta la Primera Guerra Mundial, con el objetivo de conseguir un frente electoral unido para eliminar el caciquismo y conseguir una representación gallega (lo que se saldó con un fracaso).
Una primera etapa, hasta Primo de Rivera, es la marcada por las Irmandades da Fala, con una preocupación fundamental por la defensa de la lengua gallega. Al extenderse, va cuajando de nuevo la idea política del galleguismo. Así, Vicente Risco y Otero Pedrayo trabajaron en el aspecto cultural y tuvieron contraparte en el aspecto político Porteira y Lois Peña Novo. El relevo lo constituyeron la llamada Xeración Nós, en torno a la revista del mismo nombre, acompañada de 1920 a la Segunda República por una preocupación por la creación de un galleguismo controlado e instrumental desde el poder político central.
En la Segunda República había dos tendencias fundamentales: la correspondiente a la Organización Republicana Gallega Autónoma (ORGA) y la contraparte en el Partido Galeguista (PG). El PG surge de la unión de varias tendencias representadas en figuras como Vicente Risco, Ramón Otero Pedrayo, Ramón Cabanillas, Ramón Suárez Picallo y Castelao. En 1936 el PG, para lograr el estatuto para Galicia, se alió con el Frente Popular, y como resultado de esa alianza sufrió una escisión. Sin embargo, se logró el Estatuto y Castelao se presentó a las Cortes poco antes de la guerra civil española.
Guerra Civil y franquismo

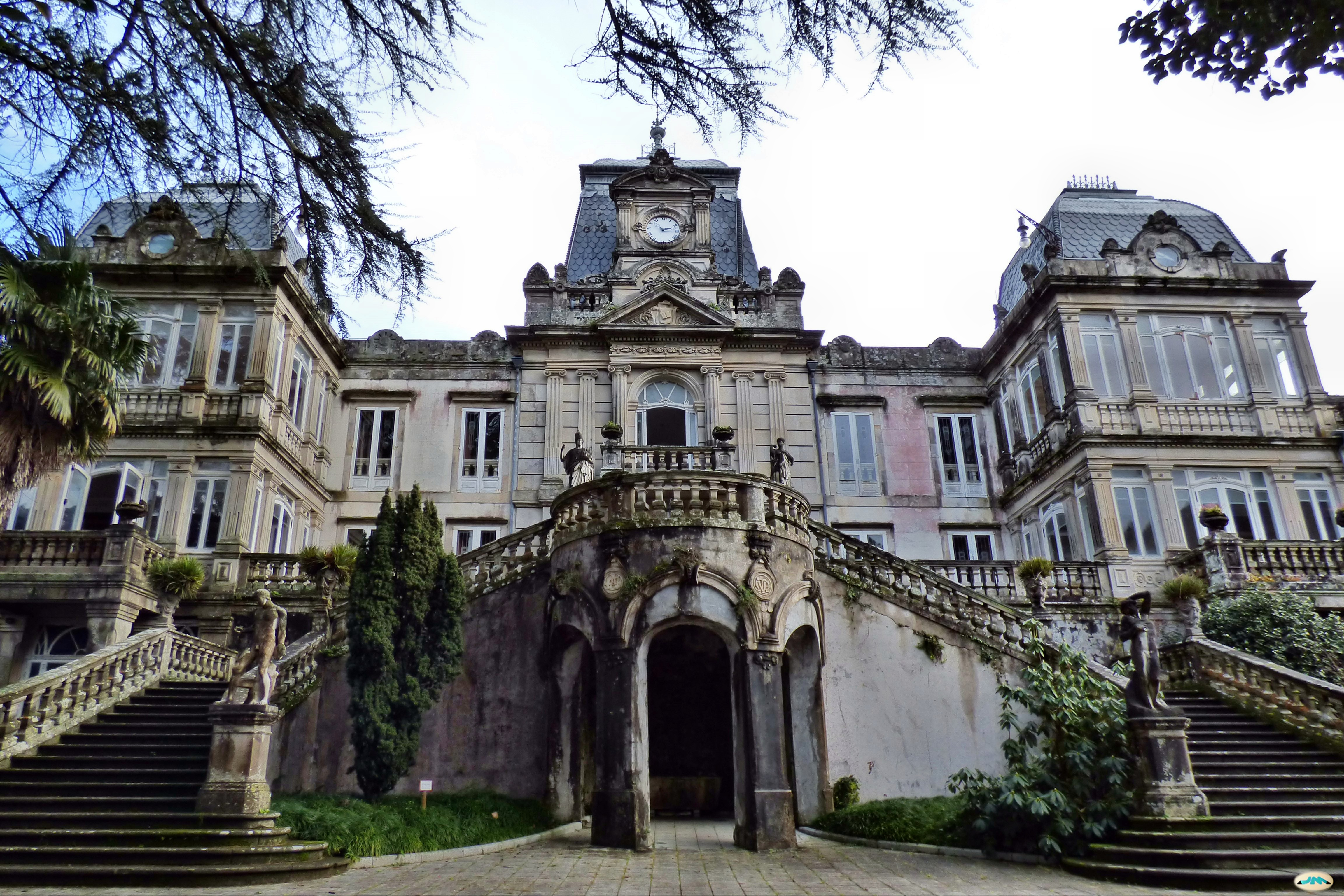
Pazo de Lourizán, Pontevedra, en el que se trataron importantes cuestiones de Estado

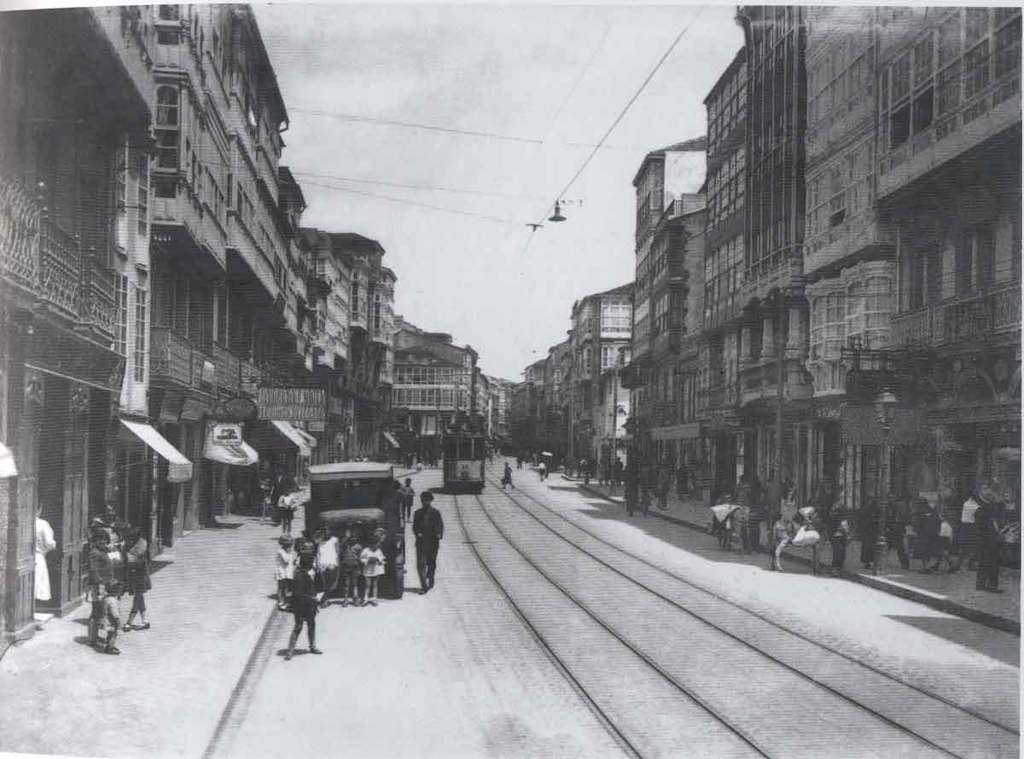
Tranvía en La Coruña a mediados de la década de 1930

Galicia fue una de las regiones, junto con Castilla la Vieja, León, Navarra, dos tercios de Zaragoza y Cáceres, donde triunfó el golpe de Estado que desencadenó la guerra civil. La represión franquista que se desató a continuación acabó con los partidos, los sindicatos y el orden democrático republicano.
Galicia, que no fue nunca frente de guerra, con una importante influencia del clero sobre las zonas rurales deprimidas y una escasa resistencia al golpe de Estado, sufrió la represión de los sublevados, ascendiendo la cifra de asesinados y ejecutados tras juicios sumarísimos por delitos de "traición" y "auxilio a la represión" a 4560, de las cuales, 836 se produjeron sobre la base de un juicio, siendo el resto extrajudiciales. Personas de toda condición social o ideología fueron víctimas de la represión: los cuatro gobernadores civiles en el momento de la sublevación, la mujer del gobernador de La Coruña, Juana Capdevielle, destacada intelectual feminista que estaba embarazada en el momento de su ejecución, alcaldes galleguistas como Ángel Casal en Santiago de Compostela, socialistas como Jaime Quintanilla en Ferrol, o Emilio Martínez Garrido en Vigo, diputados del Frente Popular (Antonio Bilbatúa, José Miñones, Díaz Villaamil, Ignacio Seoane, o exdiputados como Heraclio Botana), militares que se mantuvieron leales a la República, como los generales Rogelio Caridad Pita, Enrique Salcedo Molinuevo, y el contraalmirante Antonio Azarola, o los fundadores del Partido Galeguista, el católico y conservador, Alexandre Bóveda Iglesias y Víctor Casas. En paralelo, para muchas personas vinculadas a la República comenzó la etapa del exilio.
Algunos movimientos de izquierda resistente crearon pequeños grupos de guerrillas con líderes como El Piloto (José Castro Veiga) o Foucellas (Benigno Andrade), que acabaron siendo detenidos y ejecutados.
El régimen dictatorial franquista prohibió los partidos, acabó con la libertad de prensa y persiguió y "depuró" las iniciativas republicanas de modernización de las instituciones e infraestructuras y de dignificación de la lengua y cultura gallegas, reduciendo estas últimas a simples manifestaciones folclóricas. La autarquía del régimen tras la Guerra Civil, unida a las malas cosechas de esos años, provocaron grandes hambrunas en los años 50. La falta de industria propia hizo que la única salida de la población gallega fuese, como en anteriores crisis, la emigración, bien a zonas industriales del país, como País Vasco y Cataluña, bien a Sudamérica, destacando Brasil y Argentina como países receptores y, ya a partir de los años 60, a Europa occidental, sobre todo a la antigua República Federal Alemana, a Suiza y a los Países Bajos.
En la década de 1960, ministros como Manuel Fraga Iribarne introdujeron ciertas reformas aperturistas al tiempo que los tecnócratas del Opus Dei modernizaron la administración y abrieron la economía española al capitalismo (milagro económico español (1959-1973)).[cita requerida] Galicia, aportó materias primas y energía hidroeléctrica jugando un papel importante en las políticas industrializadoras del Estado que condujeron al llamado "milagro económico español". Fueron apareciendo iniciativas dinamizadoras como la instalación de Citroën en Vigo, la modernización de la industria conservera y la flota pesquera de gran altura, y un esfuerzo del campesinado por modernizar sus pequeñas explotaciones volcándose especialmente en la producción de leche de vacuno. En la provincia de Orense, el empresario y político Eulogio Gómez Franqueira dinamizó el sector agropecuario con una experiencia cooperativista que catapultó la producción y comercialización agroalimentaria (Coren).
Los años setenta entraron en una fase de agitación universitaria, agraria y obrera. En 1972, hubo huelgas generales en Vigo y Ferrol, núcleos industriales con abundante actividad sindical. En Ferrol, en una manifestación, la policía mató a dos obreros del astillero Bazán. Sobre estos hechos el obispo de Mondoñedo-Ferrol, Miguel Ángel Araújo Iglesias, escribió una pastoral que no fue bien recibida por el franquismo.
En democracia

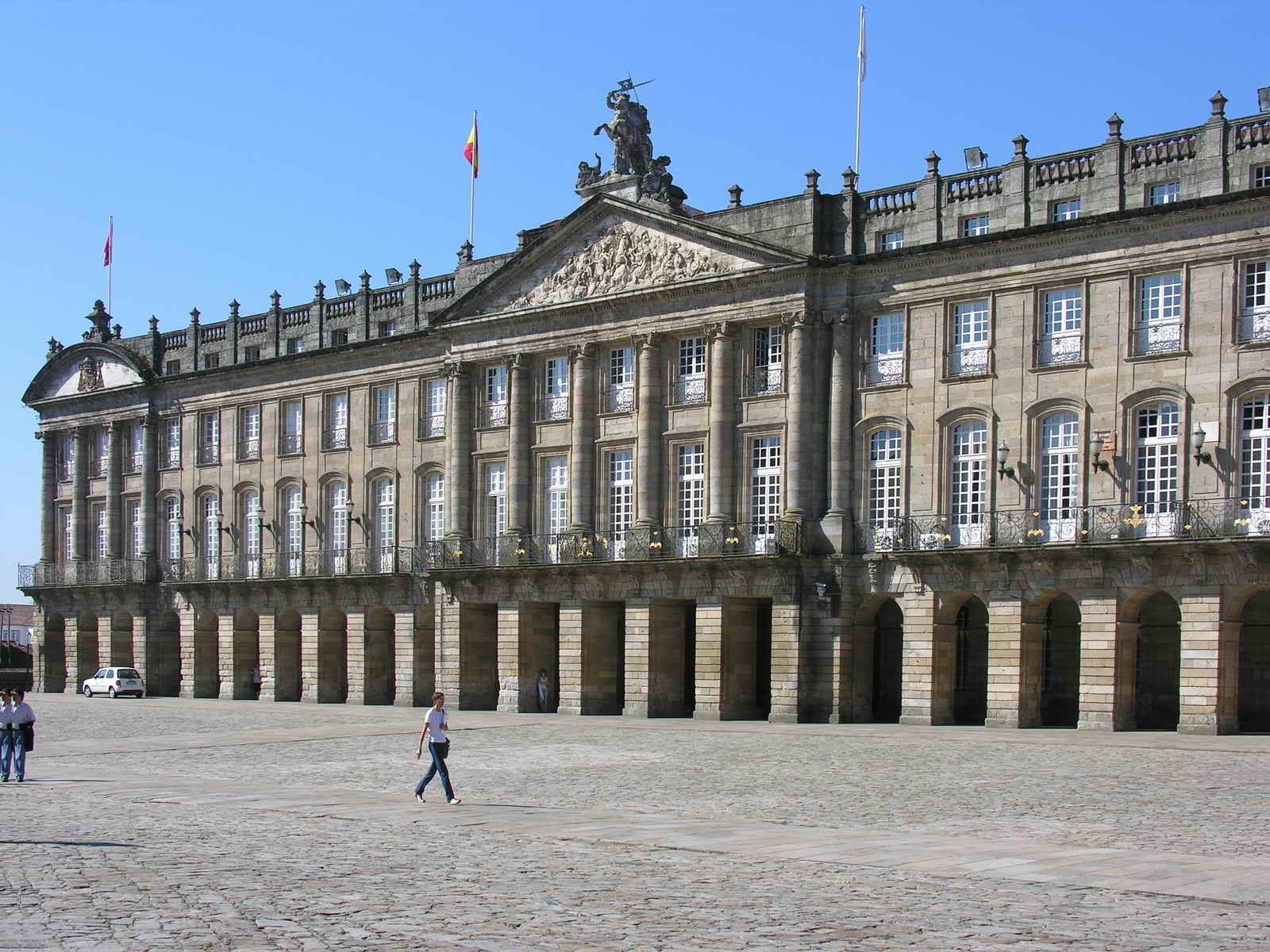
El Palacio de Rajoy es la sede oficial de la presidencia de la Junta de Galicia y del ayuntamiento de Santiago

La muerte del general Franco en 1975 dio paso a un proceso de transición a la democracia, en el que Galicia recuperó su estatus como región autónoma dentro de España con el estatuto de autonomía de 1981. El nuevo estatus político supone un compromiso entre el Estado centralista anterior y un mayor grado de independencia reclamado por fuerzas nacionalistas como el Bloque Nacionalista Gallego (BNG). El nuevo gobierno autonómico, la Junta de Galicia, ha sido desde entonces dirigido tanto por el Partido Popular de Galicia (con Manuel Fraga como figura más destacable, presidente entre 1990 y 2005), como por el PSdeG-PSOE en coalición con los nacionalistas del BNG. En 2009 volvió al gobierno el Partido Popular, en la figura de Alberto Núñez Feijóo.
Cronología política desde 1975:
- 1975: constitución de la Junta Democrática de Galicia.
- 1976: constitución de la Mesa Democrática de Galicia.
- 1977: constitución de la Asamblea de Parlamentarios de Galicia.
- 1978: Junta preautonómica presidida por Antonio Rosón Pérez.
- 1979: Junta preautonómica presidida por José Quiroga Suárez.
- 1980: referéndum del estatuto de autonomía. Aprobado haciendo referencia a la Nacionalidad histórica.
- 1981: primeras elecciones autonómicas.
- 1982: presidente de la Junta de Galicia: Gerardo Fernández Albor.
- 1987: presidente de la Junta de Galicia: Fernando González Laxe.
- 1990: presidente de la Junta de Galicia: Manuel Fraga Iribarne.
- 2005: presidente de la Junta de Galicia: Emilio Pérez Touriño.
- 2009: presidente de la Junta de Galicia: Alberto Núñez Feijóo.
- 2012: presidente de la Junta de Galicia: Alberto Núñez Feijóo.
- 2016: presidente de la Junta de Galicia: Alberto Núñez Feijóo.
- 2020: presidente de la Junta de Galicia: Alberto Núñez Feijóo.
- 2024: presidente de la Junta de Galicia: Alfonso Rueda Valenzuela.

## Gobierno y política

### Los poderes de la comunidad

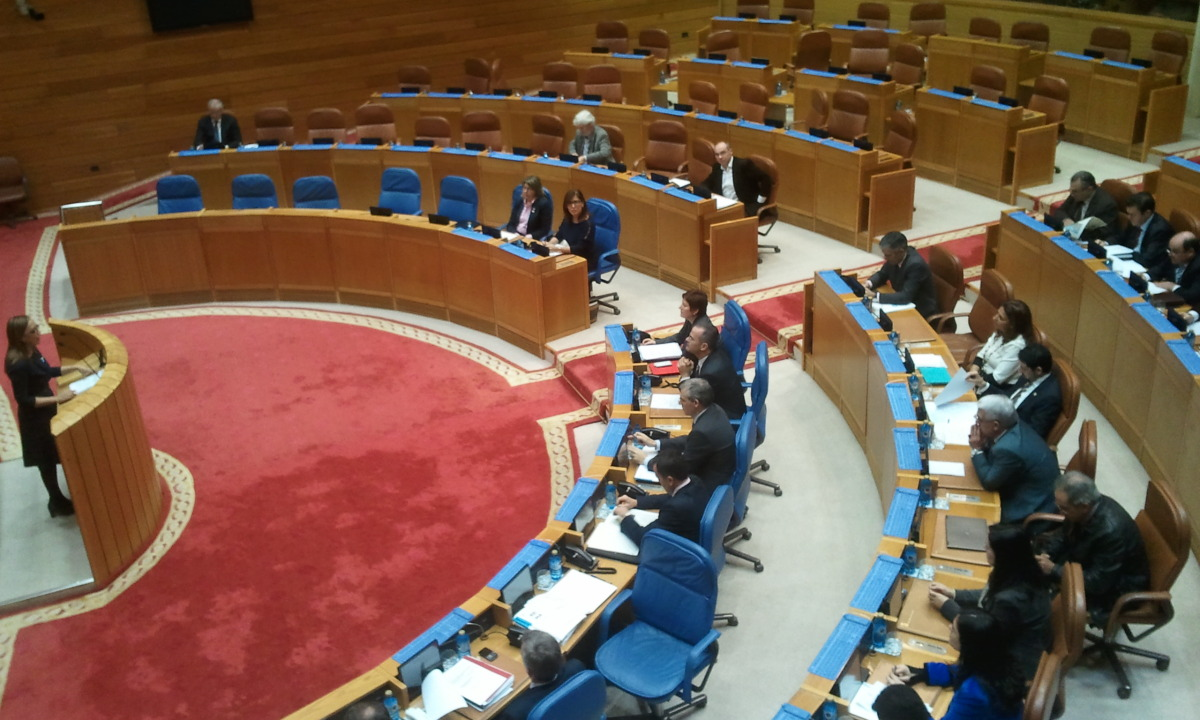
Interior del Parlamento de Galicia

El Estatuto de Autonomía de Galicia establece que los poderes de la comunidad se ejercen por la vía del Parlamento, la Junta y la Presidencia:
- El Parlamento de Galicia es el representante máximo de Galicia, y sobre el cual recae la potestad legislativa. Está integrado por 75 diputados elegidos por sufragio universal por la vía de la representación proporcional por un periodo de cuatro años. La posibilidad del voto a los gallegos que residen en el extranjero está garantizada por ley.
- La Junta de Galicia es el órgano colegiado sobre el cual recae la potestad ejecutiva y administrativa del gobierno. Está integrada por el presidente, el vicepresidente y diez consejeros (conselleiros). La comunidad ejerce sus funciones administrativas por la vía de la Junta y de sus entes y órganos dependientes. La Junta también coordina las actividades de las Diputaciones Provinciales.
- El presidente de la Junta dirige y coordina las acciones de la Junta y ostenta la representación de la comunidad autónoma y la ordinaria de España en Galicia. Es miembro del Parlamento y es electo por los diputados y nombrado por el rey de España.

### Resultados electorales
| ← Elecciones al Parlamento de Galicia de 2024 → |                                                      |         |       |         |     |
| Partido                                         | Partido                                              | Votos   | %     | Escaños | +/- |
|                                                 | Partido Popular de Galicia (PPdeG)                   | 711 204 | 47,51 | 40      | 2   |
|                                                 | Bloque Nacionalista Galego (BNG)                     | 470 335 | 31,42 | 25      | 6   |
|                                                 | Partido dos Socialistas de Galicia-PSOE (PSdeG-PSOE) | 211 182 | 14,11 | 9       | 5   |
|                                                 | Democracia Ourensana (DO)                            | 15 442  | 1,03  | 1       | 1   |

- Fuente: Junta de Galicia.[41][42]

### Organización territorial

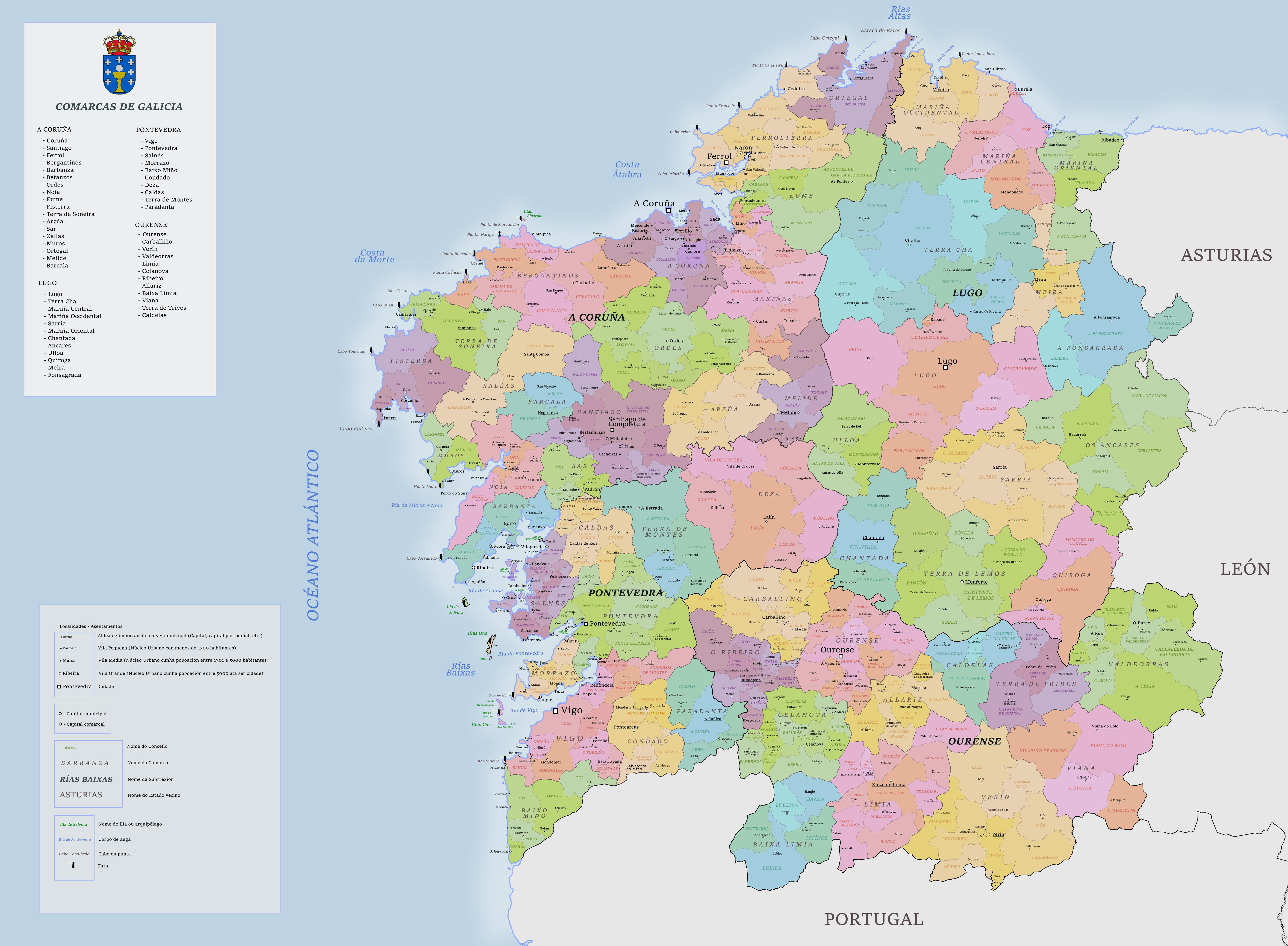
Mapa de Galicia con sus provincias, comarcas, municipios, capitales municipales y otras localidades importantes

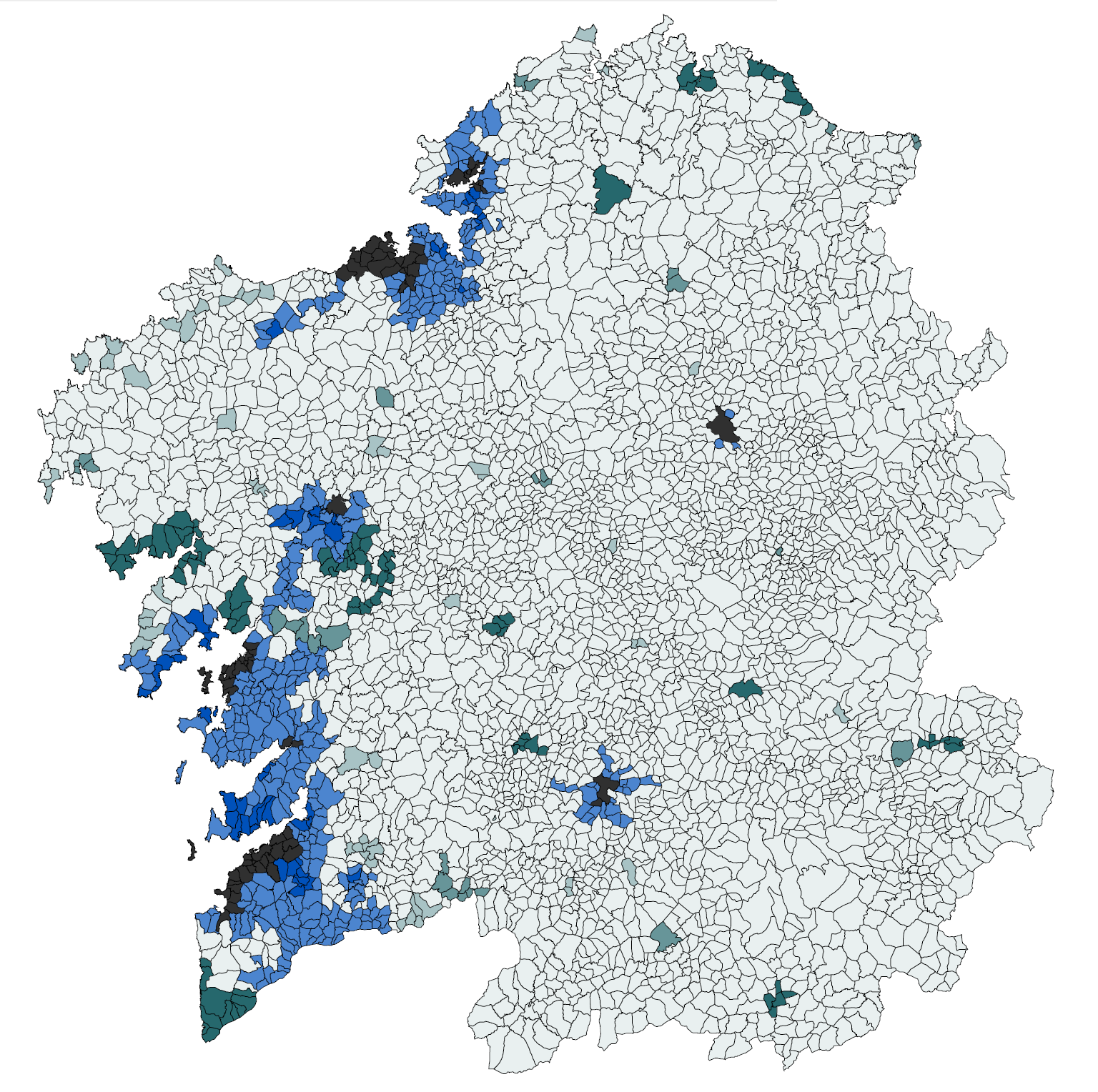
Mapa de las parroquias de Galicia, los colores más oscuros indican una mayor densidad de población

#### Provincias
Aunque históricamente dividida en siete provincias (La Coruña, Santiago, Betanzos, Mondoñedo, Lugo, Orense y Tuy), representadas en el escudo de Galicia; actualmente Galicia está conformada por cuatro provincias:
| Provincia  | Población | Superficie (km²) | Municipios | Partidos judiciales |
| ---------- | --------- | ---------------- | ---------- | ------------------- |
| La Coruña  | 1 128 449 | 7950             | 93         | 14                  |
| Lugo       | 325 048   | 9856             | 67         | 9                   |
| Orense     | 304 467   | 7273             | 92         | 9                   |
| Pontevedra | 947 869   | 4495             | 61         | 13                  |

#### Comarcas, ayuntamientos y parroquias
Asimismo, Galicia también posee numerosas comarcas. Cada comarca comprende varios municipios que a su vez comprenden diversas parroquias. A nivel local, la Galicia actual se estructura en cincuenta y tres comarcas, subdivididas en trescientos trece municipios (concellos en gallego), los cuáles se subdividen en tres mil setecientas setenta y ocho parroquias. La parroquia es la división territorial tradicional de los municipios y cada parroquia comprende una o varias entidades de población, llamadas lugares. Durante el año 2016 se conforma legalmente el área metropolitana de Vigo, única de este tipo en Galicia.
En Galicia existen cuarenta y cinco partidos judiciales, de los cuales catorce pertenecen a la provincia de La Coruña, nueve a la de Lugo, nueve a la de Orense y trece a la provincia de Pontevedra.

## Demografía
Según el censo de 2024 publicado por el Instituto Nacional de Estadística, Galicia cuenta con 2 705 833 habitantes censados, tras aumentar 6409 habitantes respecto al año anterior. Se calcula en cerca de tres millones los gallegos que han emigrado, en su mayor parte a las demás comunidades autónomas españolas, Argentina, Chile, Colombia y Venezuela. También hay importantes colonias de gallegos en Uruguay, Cuba, Brasil, México y en varios países europeos (Suiza, Alemania, Francia, Países Bajos y Reino Unido fueron importantes destinos de la emigración gallega en los años 60 y 70). 

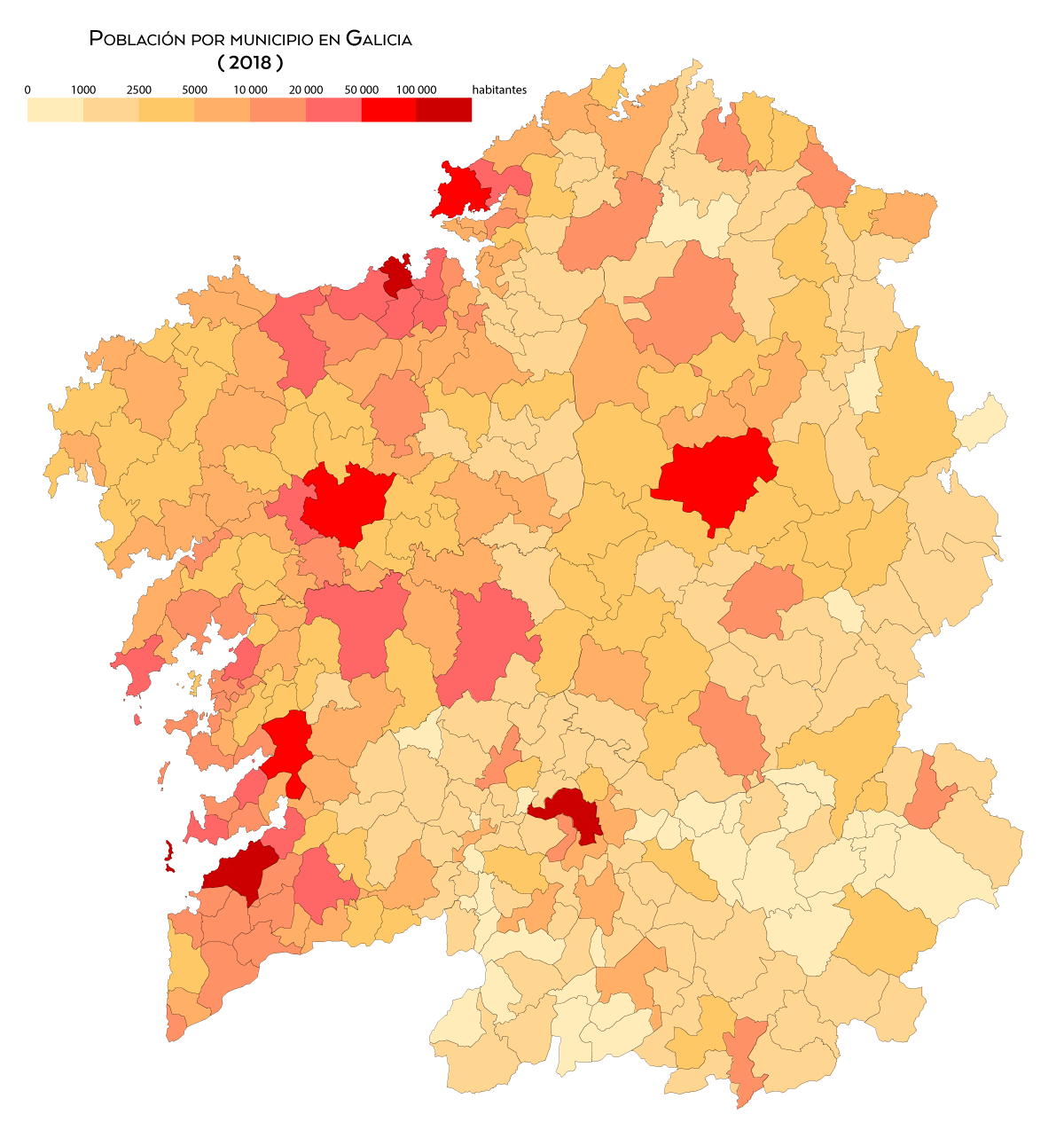
Población por municipio (2018)
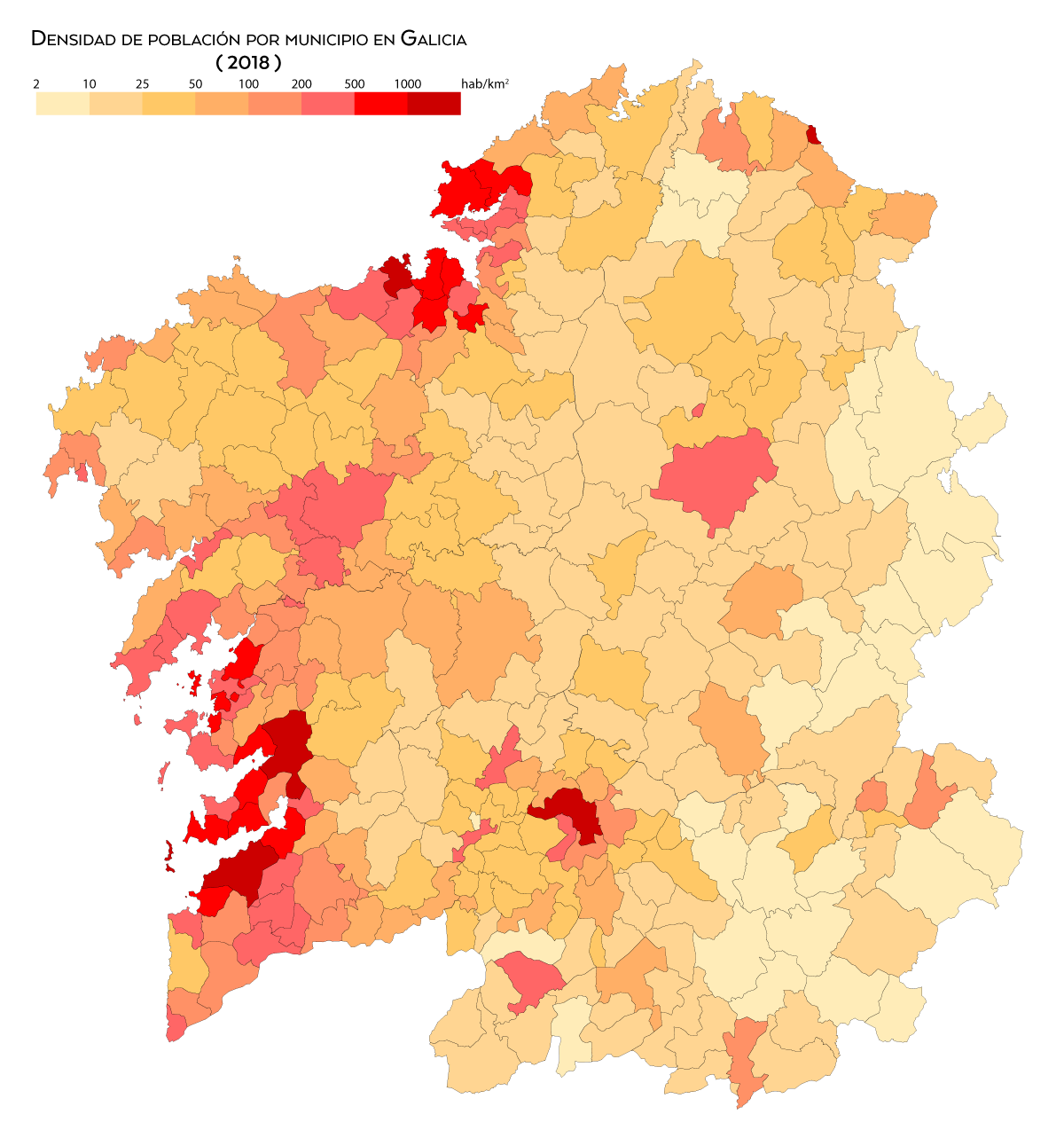
Densidad de población (2018)
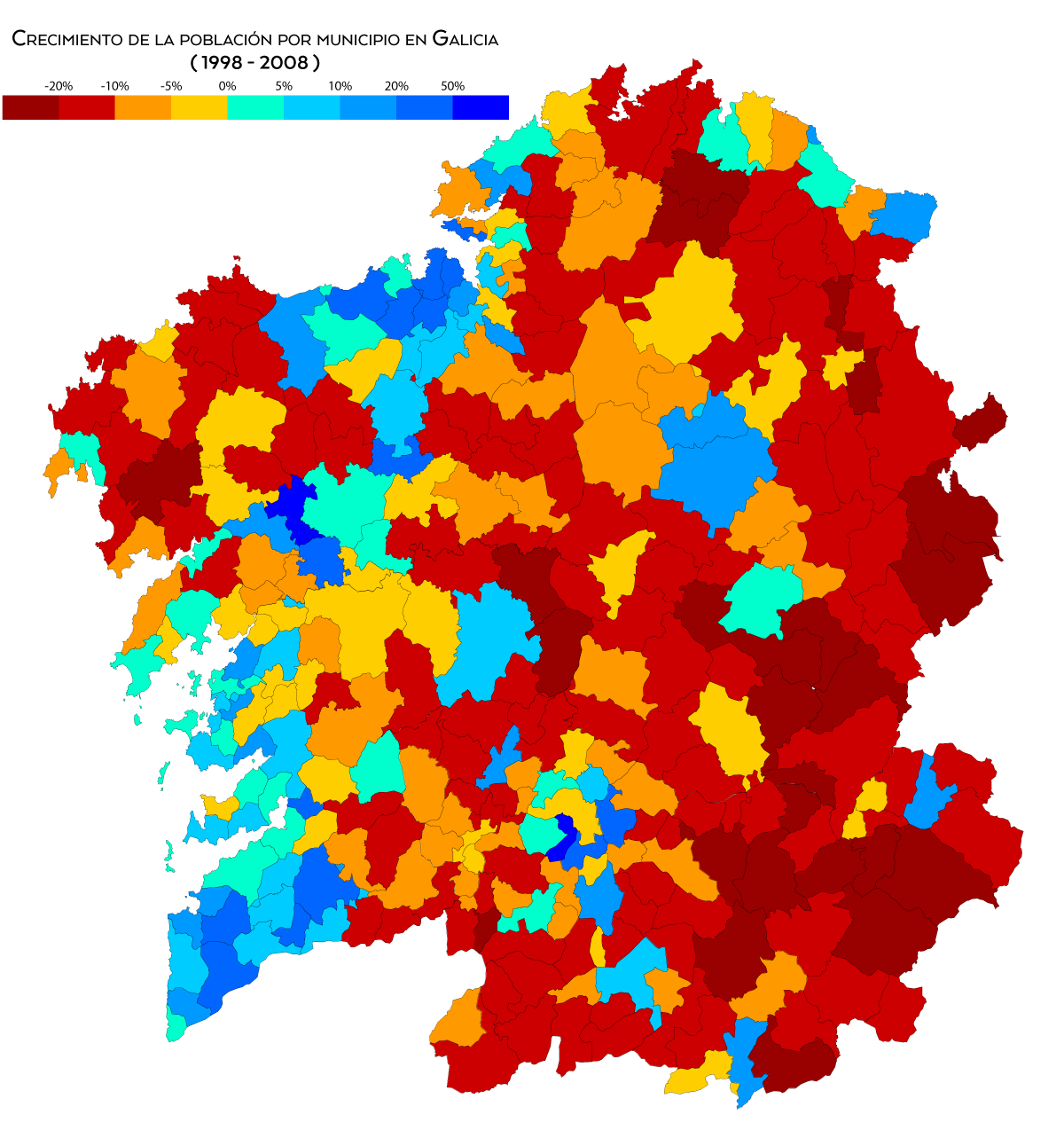
Crecimiento de la población entre 1998 y 2008
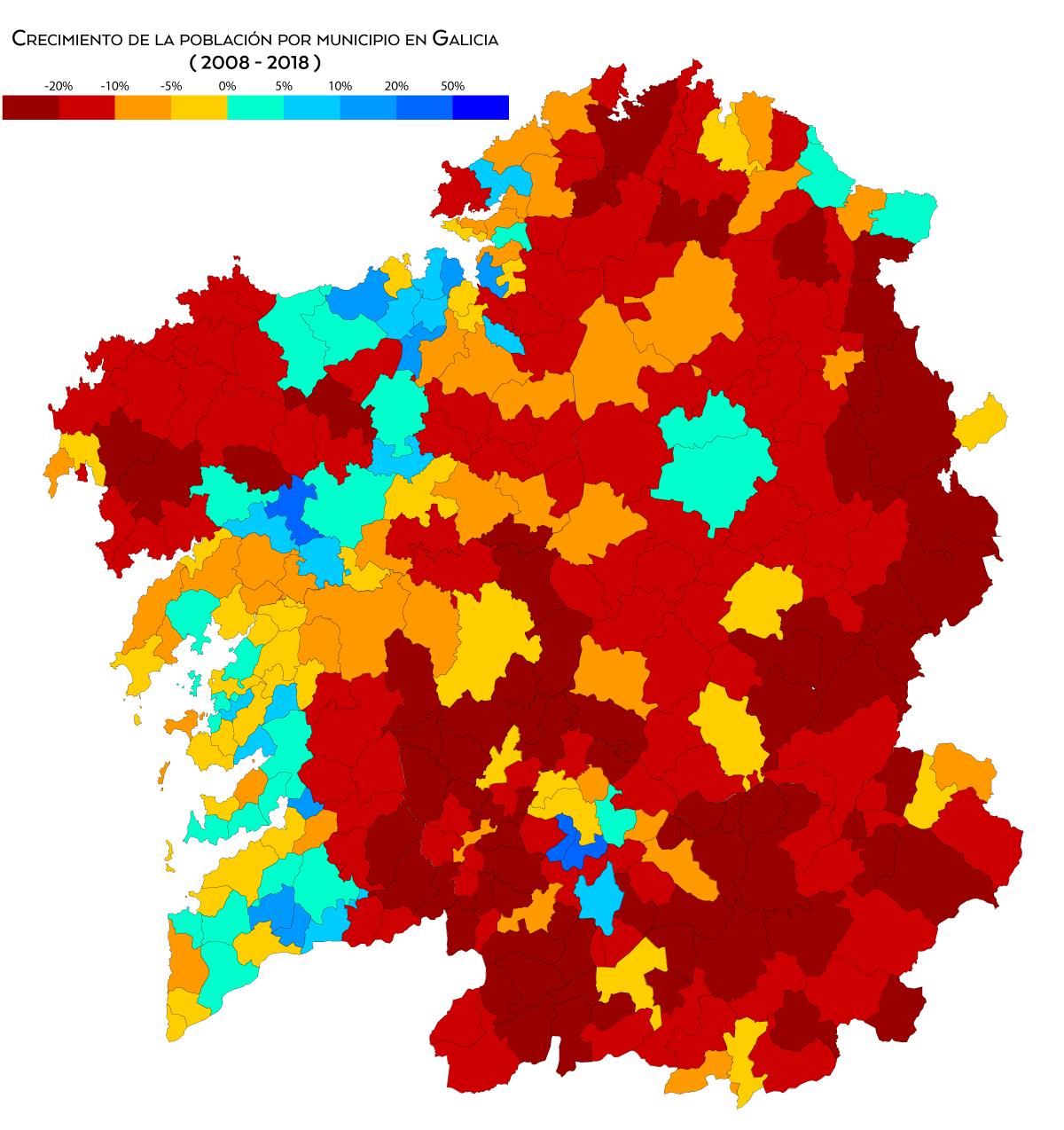
Crecimiento de la población entre 2008 y 2018

### Distribución de la población
Galicia es la quinta comunidad autónoma de España en número de habitantes y su densidad de población, de 92,35 hab./km², es ligeramente inferior a la media española.
La organización tradicional de la población es sustancialmente diferente a la del resto de España, a excepción de Asturias. Así, el territorio de cada municipio se dividía en parroquias, que a su vez comprendían varias localidades. Galicia se caracteriza por su alta tasa de dispersión demográfica, lo que, unido a un elevado número de poblaciones, hace que un 50 % de los entes de población de España se localicen en Galicia, ocupando solo el 5,8 % de la superficie total. Así, se calcula que en Galicia existen un millón de topónimos y microtopónimos.
La población de Galicia se concentra mayoritariamente en las zonas costeras, siendo las áreas de las Rías Bajas (áreas metropolitanas de Vigo y Pontevedra) y la del golfo Ártabro (áreas metropolitanas de La Coruña y Ferrol) las de mayor densidad poblacional. Según los datos de 2018 del INE, Vigo es el municipio que cuenta con mayor número de habitantes de toda la comunidad autónoma, y La Coruña el más densamente poblado.

### Población por municipios
Galicia cuenta con veintitrés municipios de más de 20 000 habitantes, además de otros once de más de 15 000. A continuación se presentan en una tabla los veinticuatro municipios con mayor población según el padrón municipal del INE de 2022:

### Evolución demográfica
La historia demográfica de Galicia ha sido la de una continua pérdida de peso respecto al resto de España, fruto de la emigración hacia Iberoamérica u otras partes de España. Así, en 1857 la densidad de población en Galicia era la mayor de todas las regiones de España, y Galicia representaba el 11,49 % de la población española. Sin embargo, en 2023, solo el 5,61 % de los españoles residía en esta comunidad autónoma.
|            | 1857      | 1887      | 1900      | 1910      | 1920      | 1930      | 1940      | 1950      | 1960      | 1970      |           |
| ---------- | --------- | --------- | --------- | --------- | --------- | --------- | --------- | --------- | --------- | --------- | --------- |
| Población  | 1 776 879 | 1 894 558 | 1 980 515 | 2 063 589 | 2 124 244 | 2 230 261 | 2 495 860 | 2 604 200 | 2 602 962 | 2 583 674 |           |
| Porcentaje | 11,49 %   | 10,79 %   | 10,64 %   | 10,32 %   | 9,93 %    | 9,42 %    | 9,59 %    | 9,26 %    | 8,51 %    | 7,61 %    |           |
|            | 1981      | 1991      | 1996      | 2001      | 2005      | 2010      | 2012      | 2014      | 2016      | 2018      | 2019      |
| Población  | 2 753 836 | 2 720 445 | 2 742 622 | 2 732 926 | 2 762 198 | 2 797 653 | 2 781 498 | 2 748 695 | 2 718 525 | 2 701 743 | 2 724 643 |
| Porcentaje | 7,30 %    | 6,90 %    | 6,91 %    | 6,65 %    | 6,26 %    | 5,95 %    | 5,88 %    | 5,88 %    | 5,85 %    | 5,78 %    | 6,32 %    |

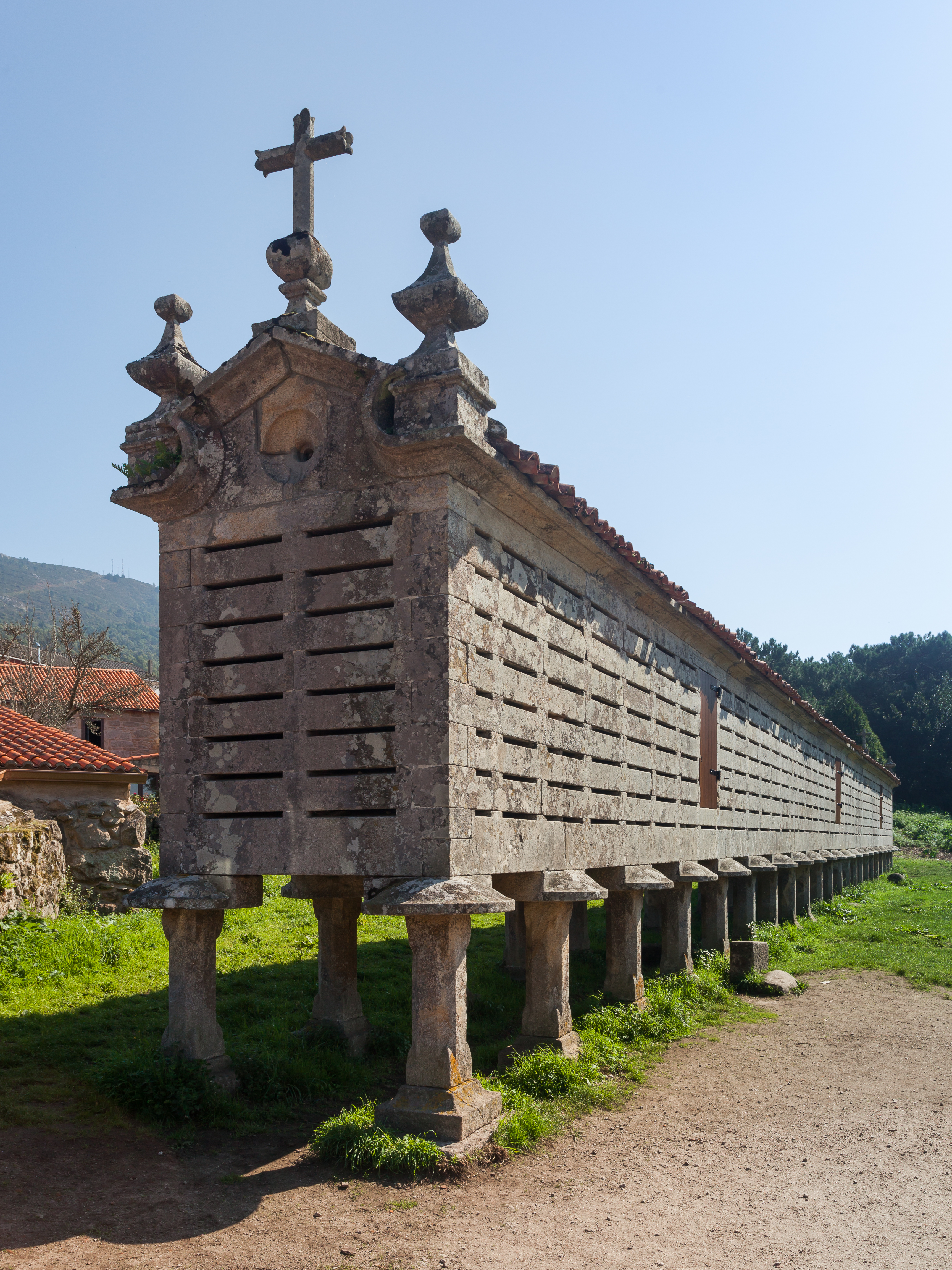
Un hórreo en Carnota, provincia de La Coruña. Se trata de una especie de granero típico del norte de España

La proporción de extranjeros en su censo es del 2,9 %, el porcentaje más bajo de España tras Extremadura. La media nacional de extranjeros empadronados es del 10,0 %, tres veces y media más que en Galicia. Las colonias foráneas predominantes son la portuguesa (con un 17,93 % del total de extranjeros), la colombiana (10,93 %) y la brasileña (8,74 %). La inmigración que más ha crecido en los últimos años es la procedente del continente americano, especialmente la llegada de los países hacia los que en el pasado salieron muchos miles de gallegos (caso de Argentina, Brasil, Venezuela y Uruguay) y de los que ahora vienen descendientes de esos antiguos emigrantes que ya no conservan la nacionalidad. A ellos hay que añadir los procedentes de Colombia, más numerosos, pese a que las salidas de gallegos hacia dicho país en el pasado fueron bastante modestas, y que participan de las características de la corriente llegada a España con un fuerte componente femenino (las colombianas ya han superado a las portuguesas en cifras absolutas) para trabajar en muchos casos en el servicio doméstico. Moderada es la presencia de africanos, colectivo con un marcado carácter masculino, que trabajan en la construcción y en algunas actividades del sector terciario y muy débiles son los efectivos de otros continentes.
Según el censo de 2006, el nivel de fertilidad de las gallegas era de 1,03 hijos por mujer frente al 1,38 nacional y menor a la cifra de 2,1 hijos por mujer necesarios para que se produzca el reemplazo generacional de la población. Entre las gallegas, las lucenses y las orensanas son las que menos hijos tienen, con 0,88 y 0,93, siendo las primeras, las que menos hijos tienen en España.
En 2006 se registraron en Galicia un total de 21 392 nacimientos, lo que supone casi 300 más que en 2005, según el Instituto Gallego de Estadística.
De hecho, en la actualidad Galicia vive una recuperación del número absoluto de nacimientos comenzado en 1999 y que está sosteniéndose en los últimos años. Desde 1981 la esperanza de vida de los gallegos creció en 5 años, gracias a la mejora de la calidad de vida.
- Tasa de natalidad (2013): 7,2 por 1000 (conjunto de España: 9,1 por 1000)
- Tasa bruta de mortalidad (2013): 11,1 por 1000 (conjunto de España: 8,3 por 1000)
- Esperanza de vida al nacer (2013): 82,6 años (conjunto de España: 80,2 años)
  - Hombres: 79,5 años (conjunto de España: 80,0 años)
  - Mujeres: 85,6 años (conjunto de España: 85,6 años)[56]

## Geografía

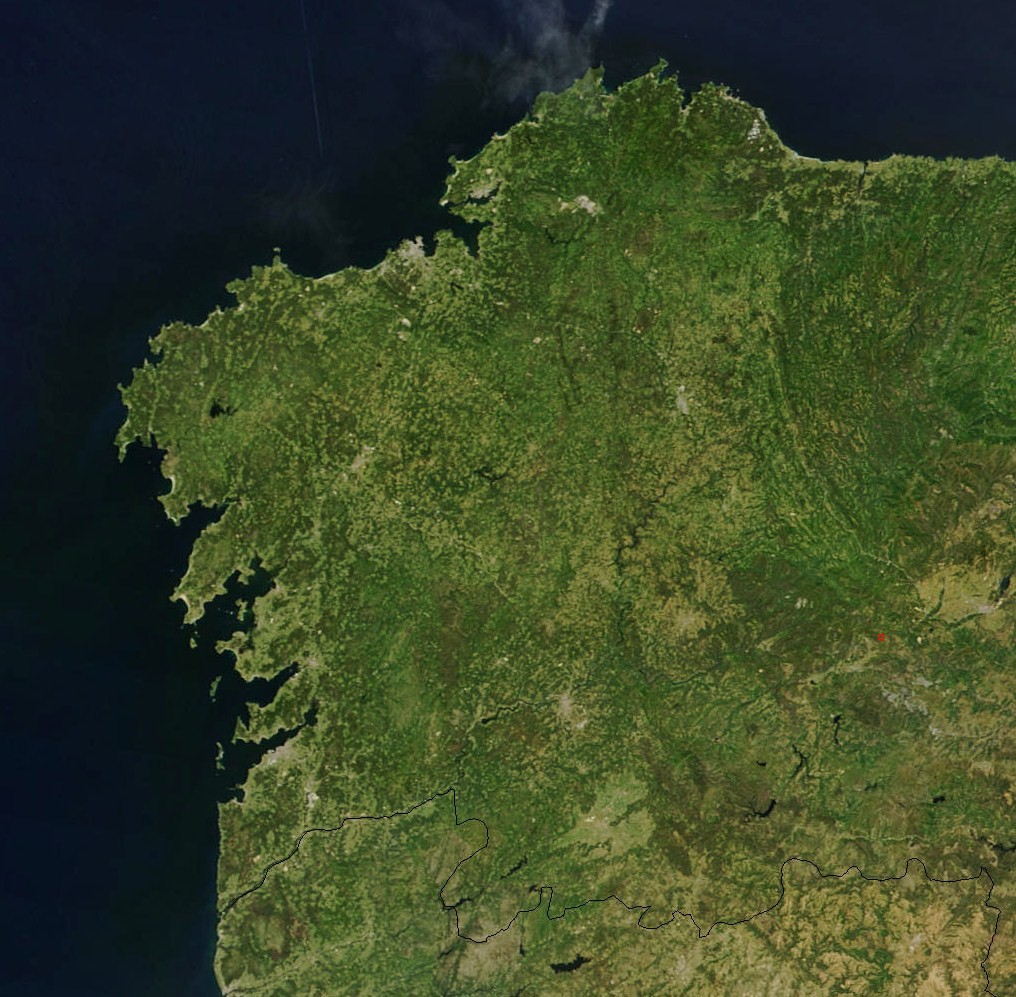
Imagen de Galicia hecha por un satélite de la NASA

El territorio de Galicia tiene una superficie total de 29 574 km². Está comprendido entre 43°47′ N (Estaca de Bares) y 41°49′ N (frontera con Portugal en el parque del Xurés) en latitud. En longitud, entre 6°42′ O (límite entre Orense y Zamora, concretamente en la estación invernal de Trevinca) y 9°18′ O (conseguido prácticamente en dos lugares: cabo de la Nave en Finisterre y cabo Touriñán).
El centro geográfico de Galicia se sitúa en una parcela en la aldea de Nugallás, parroquia de San Fiz de Amarante, en el municipio de Antas de Ulla (Lugo). El centro de la comunidad gallega fue calculado por el Instituto Geográfico Nacional (España), utilizando un algoritmo Centroide que dio como resultado las siguientes coordenadas 7° 54‘ 38‘‘,99 Oeste y 42° 45‘ 25‘‘,15 Norte según el sistema ETRS89; y las coordenadas X=589126m., Y= 4734404m según el sistema UTM.

### Relieve

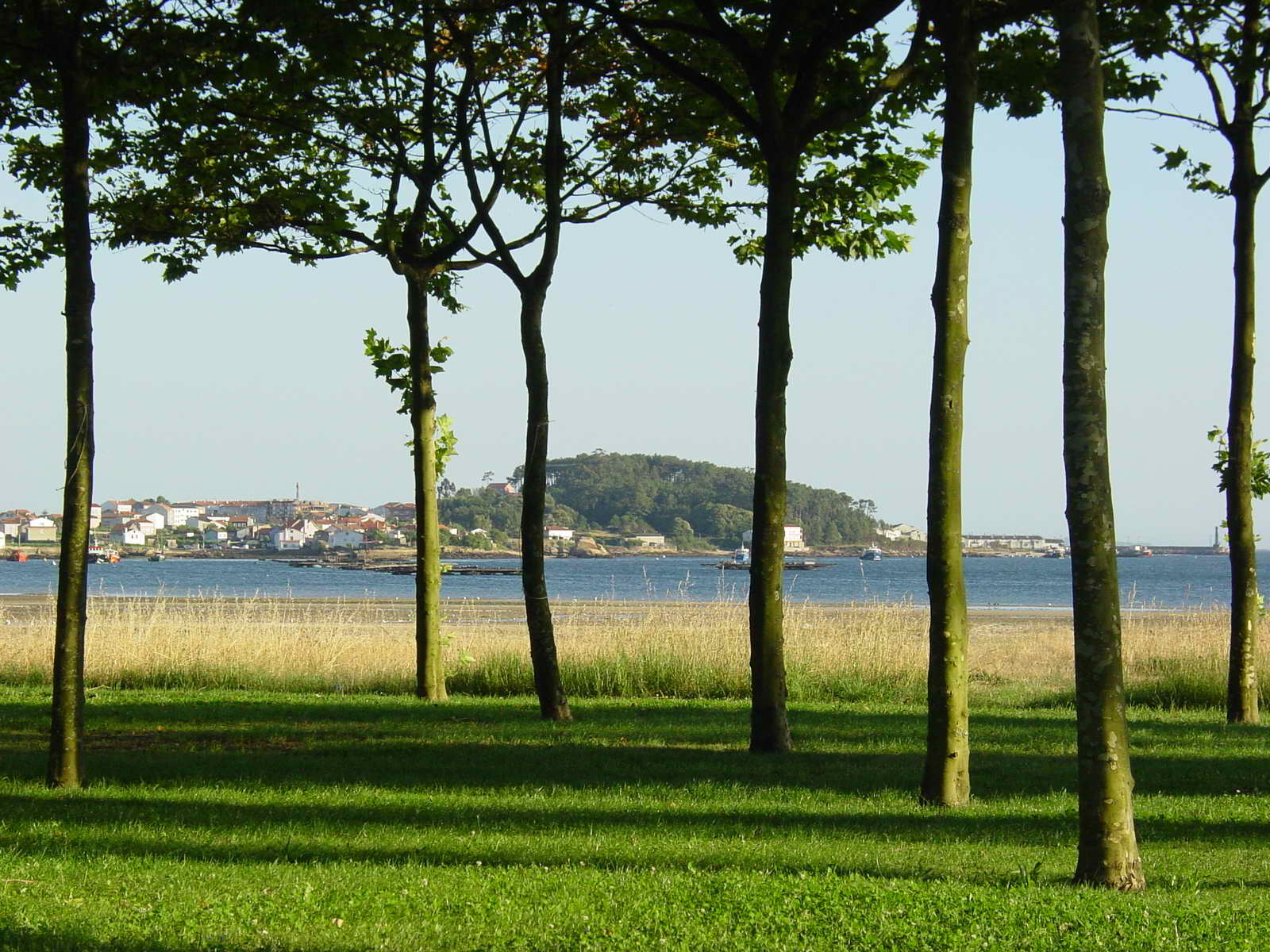
La ría de Arosa constituye la mayor ría gallega en superficie, y es la más grande de toda España

En la geografía gallega destaca el contraste entre el relieve costero y el del interior, más elevado que el primero. También contrasta la morfología entre las llanuras elevadas septentrionales y las sierras y depresiones meridionales.
El aspecto orográfico que presenta Galicia en su interior es de montañas bajas y romas, con multitud de ríos, estructurados como tributarios del río Miño en el interior, y en las cuencas atlántica y cantábrica, ríos más cortos (en particular los que van al mar Cantábrico). Las pendientes suaves a veces ceden el paso a laderas escabrosas, como ocurre en los cañones del Sil. En otras zonas aparecen amplios valles, si bien son minoritarios.
La costa gallega cuenta con 1500 kilómetros y se caracteriza por la presencia de las rías. Las rías están tradicionalmente divididas en Rías Altas (Ribadeo, Foz, Vivero, Barquero, Ortigueira, Cedeira, Ferrol, Betanzos, La Coruña, Corme y Lage y Camariñas) y Rías Bajas de mayor tamaño, se encuentran al sur de Finisterre como punto más occidental de Galicia (Corcubión, Muros y Noya, Arosa, Pontevedra y Vigo). Entre las Rías Altas se hace continuamente una división entre las denominadas propiamente Rías Altas (al este de Estaca de Bares) y las Rías Medias.

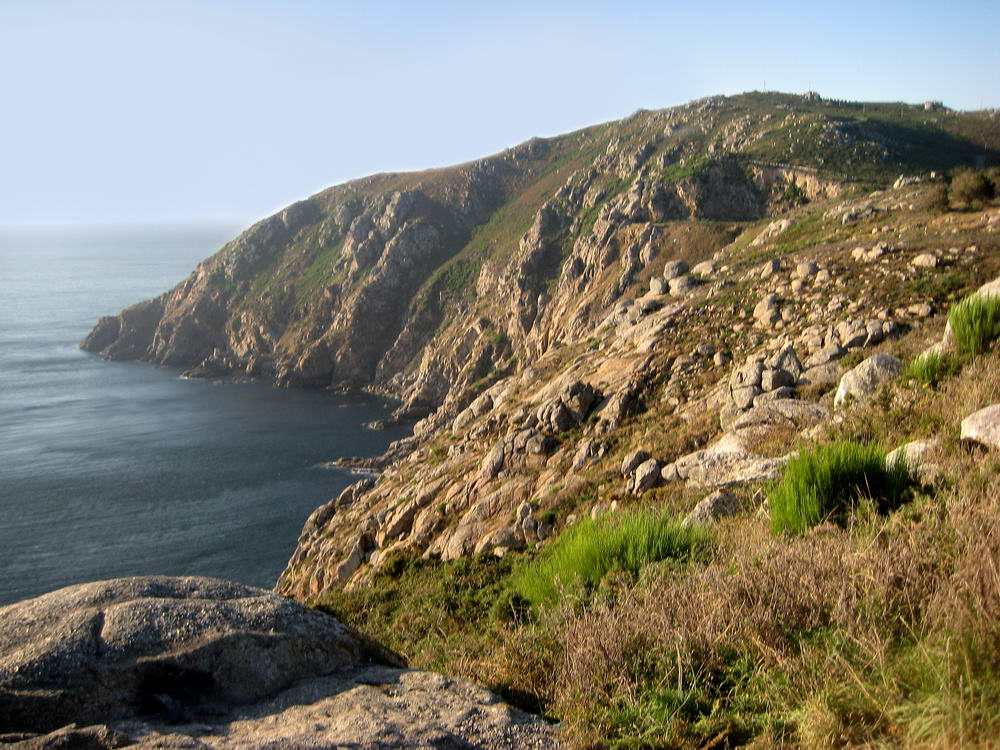
Contrariamente a la creencia popular, el cabo Finisterre no es el punto más occidental de la España peninsular. Dicho punto extremo es el cabo Touriñán en Mugía

Las rías destacan por su importante ayuda a la pesca de Galicia, contribuyendo a que la costa gallega sea una de las zonas pesqueras más importantes del mundo. La erosión del océano Atlántico en la costa gallega también contribuyó a la presencia de multitud de cabos entre los que destacan Estaca de Bares (punto más al norte de Galicia y la separación entre el océano Atlántico y el mar Cantábrico), cabo Ortegal, cabo Prior, Punta Santo Adrao, cabo Vilán, cabo Touriñán (punto más occidental de Galicia), cabo Finisterre, considerado por los romanos como el fin del mundo conocido, y el cabo Silleiro que cierra por el sur la ría de Vigo.
A lo largo de la costa gallega se encuentran cerrando las rías un gran número de archipiélagos que destacan tanto por sus fondos marinos como por sus colonias de aves marinas. Se calcula que en la costa de Galicia hay 316 archipiélagos, islotes y peñascos, según un inventario realizado en el año 2007. Los principales grupos de islas son los archipiélagos de Cíes, Ons, Sálvora así como las islas de Cortegada (junto con los tres archipiélagos anteriores forman el parque nacional de las Islas Atlánticas de Galicia), Arosa, Sisargas y Malveiras.
El aspecto orográfico gallego en su interior es de montañas bajas y romas. Las pendientes suaves a veces ceden el paso a laderas escabrosas, como acontece en los cañones del río Sil. En otras zonas aparecen amplios valles, si bien son minoritarios.

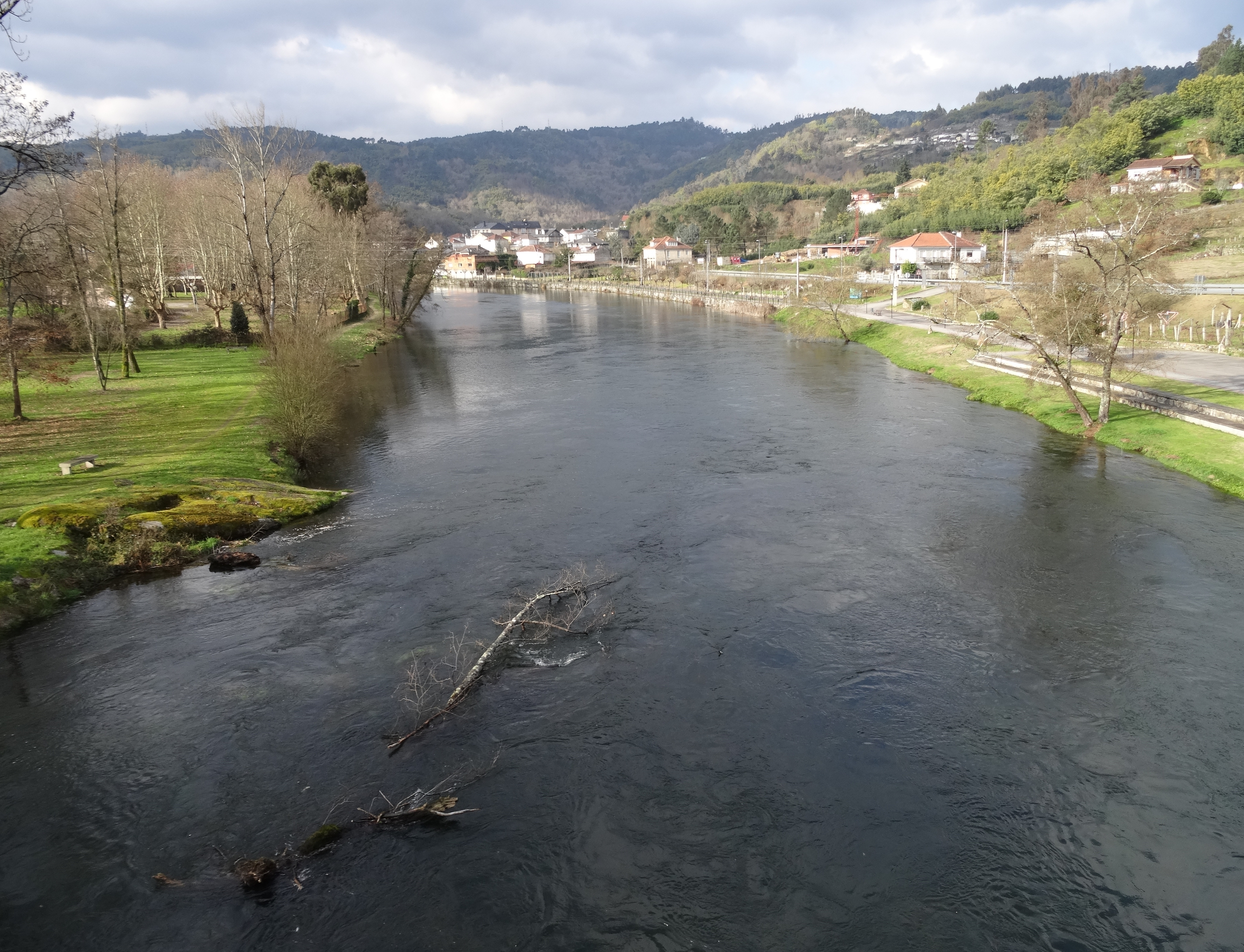
El río Avia a su paso por Leiro

Galicia es recorrida de norte a sureste por dos fallas tectónicas, partiendo las características del suelo gallego por dichos lugares. Una de estas fallas forma el escalón rectilíneo que se encuentra en la costa sudoccidental gallega entre el cabo Silleiro y la desembocadura del Miño, donde pueden verse facetas triangulares que marcan nítidamente la separación costera entre el continente y el mar. Por otra parte, los manantiales termales presentes en varias partes de Galicia (por ejemplo, en Orense) marcan el trazado de las fallas que atraviesan el territorio gallego. Así, se encuentran en la zona de Porriño canteras de granito, una roca muy abundante en buena parte de Galicia, pero ausente en el extremo nordeste, lo cual se nota en la arquitectura dominante: las construcciones defensivas (castros, murallas), puentes y las obras tanto civiles como religiosas emplearon tradicionalmente bloques de granito en la mayor parte de Galicia, mientras que en el noreste se ha venido empleando otros materiales de construcción, como puede verse en la muralla romana de Lugo, construida con lajas de pizarra. Las principales cadenas montañosas de Galicia son las sierras de Gistral (norte de Lugo), Ancares (frontera con León y Asturias), del Caurel (frontera con León), del Eje (frontera entre Orense y Zamora; a 2124 metros se encuentra Peña Trevinca, el techo de Galicia), de Manzaneda (corazón de la provincia de Orense), del Faro (frontera entre Lugo y Pontevedra), de la Cova de la Serpiente (frontera Lugo y La Coruña), Montemayor (provincia de La Coruña), Montes del Testeiro (entre Pontevedra y Orense), A Peneda, y las de Baja Limia-Sierra de O Xurés y Larouco (frontera entre Orense y Portugal).
Las principales cimas de Galicia son Peña Trevinca (2127 m), Peña Negra (2121 m), Peña Surbia (2095 m) (los tres primeros están en la sierra del Eje, Macizo de Peña Trevinca), Alto del Torno (1944 m) (Sierra Segundeira, Macizo de Peña Trevinca), Mustallar (1935 m) (sierra de Ancares), Maluro (1925 m) (Macizo de Peña Trevinca), Penalonga (1896 m), Lagos (1867 m), Cuerno Maldito (1858 m), Peña Rubia (1822 m), Tres Obispos (1798 m) (estos cinco localizados en la sierra de Ancares) y Cabeza de Manzaneda (1778 m).

### Hidrografía

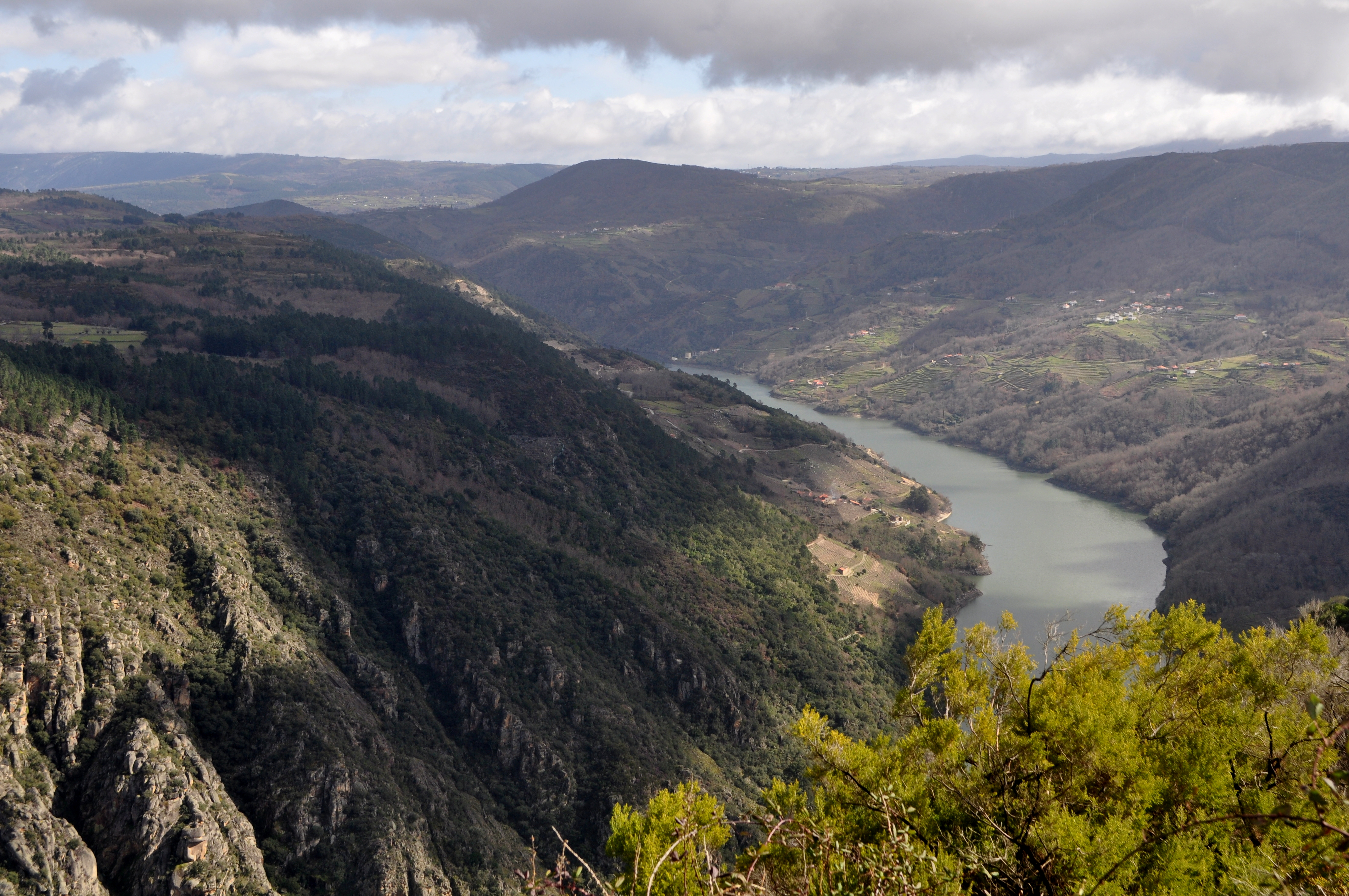
El cañón del río Sil divide las provincias de Lugo y Orense

Galicia mantiene una buena cantidad de cursos fluviales. En general, y debido a su pequeñez, salvo el Miño en su desembocadura o en los muchos embalses, los ríos no son navegables (excepción hecha para pequeñas barcas en el tramo final sin pendiente de algunos, que propicia la celebración de fiestas semiacuáticas como las llamadas «zaleas»).
Vinculado con su hidrografía destaca la reserva de la biosfera Tierras del Miño que se extiende por la cuenca alta del río Miño, en la provincia de Lugo y comprende los territorios pertenecientes a los ayuntamientos de Orol, Valle de Oro, Muras, Alfoz, Mondoñedo, Abadín, Germade, Villalba, Pastoriza, Riotorto, Guitiriz, Cospeito, Meira, Begonte, Rábade, Castro de Rey, Otero de Rey, Pol, Lugo, Friol, Castroverde, Guntín, Corgo, Baralla, Páramo y Láncara.
Son ríos muy cortos en la vertiente cantábrica y algo más largos en la atlántica, con las excepciones nuevamente del Miño y el Sil que tienen una longitud de varios cientos de kilómetros.
En Galicia existen muchos embalses para la producción de energía eléctrica, debido al caudal, pendiente y angostura, lo que produce también el fenómeno de los cañones, como los célebres cañones del Sil (muchos de ellos aprovechados para embalses).

### Clima

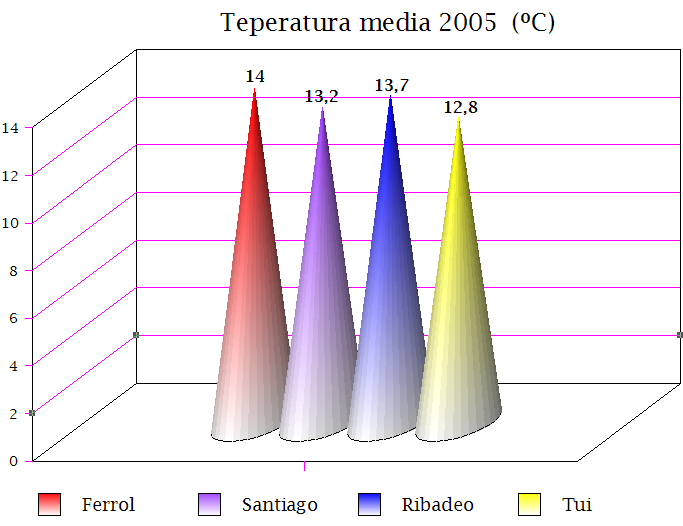
Temperatura media en Ferrol, Ribadeo, Santiago y Tuy (2005)

En general, Galicia tiene un clima suave similar a otras zonas del marco atlántico como la Bretaña Francesa o el centro-sur de Irlanda, todas estas de influencia oceánica. Aun así, la irregular orografía tiene como consecuencia la existencia de múltiples microclimas, con fuertes variaciones en áreas con poco más de 200 km².
A grandes trazos, se pueden distinguir las siguientes zonas:
- Las Rías Altas y el interior de la provincia de La Coruña, con un clima oceánico húmedo. Registra el mayor índice de precipitaciones de Galicia.
- La Mariña lucense, con un clima oceánico suave con temperaturas bajas todo el año.
- El interior, con un clima oceánico casi continental.
- Las Rías Bajas, con un clima oceánico suave.
- El curso fronterizo del río Miño, con un clima muy próximo al mediterráneo suave.
- La Ribeira Sacra, con un clima continental muy cálido propiciado por el valle del río Miño y los diversos montes que rodean la ciudad de Orense. En el verano se dan seguido registros con temperaturas entre las máximas de toda la península ibérica, que llegan a superar los 40 °C.

El territorio gallego tiene una temperatura media anual ponderada de 13,3 °C. Durante el invierno la temperatura media alcanza los 8,5 °C, en la primavera llega a los 15 °C, en el verano a los 19 °C y durante el otoño a los 11 °C. Es, por lo tanto, en el primer tercio del año (meses de enero a marzo) cuando se dan los valores más bajos de temperatura para la mayor parte de Galicia. Es en la zona atlántica de Galicia –provincias de La Coruña y Pontevedra– donde se registran las temperaturas medias anuales más elevadas, superando ligeramente los 14 °C y siendo de 1 a 2 °C más altas que las de Lugo y Orense, respectivamente. Los valores medios normalizados van desde mínimos por debajo de los 6 °C en las montañas de las sierras orientales y sudorientales (Ancares y sierra del Eje), hasta máximos superiores a los 15 °C en las áreas costeras a baja altura, especialmente en las Rías Bajas. La distribución espacial de las temperaturas presenta una variación costa-interior, relacionada con la presencia del océano Atlántico –que tiene un efecto de regulador térmico en las zonas costeras e incluso en zonas más interiores–. En conjunto, marcan un efecto diagonal noroeste-sureste de disminución de la temperatura, es decir, se podría trazar una línea desde Tuy hasta Ribadeo que se diferenciaría de las zonas principales climáticas en Galicia, una con temperaturas más suaves (la costa) y otra con temperaturas más continentales (el interior).

### Flora

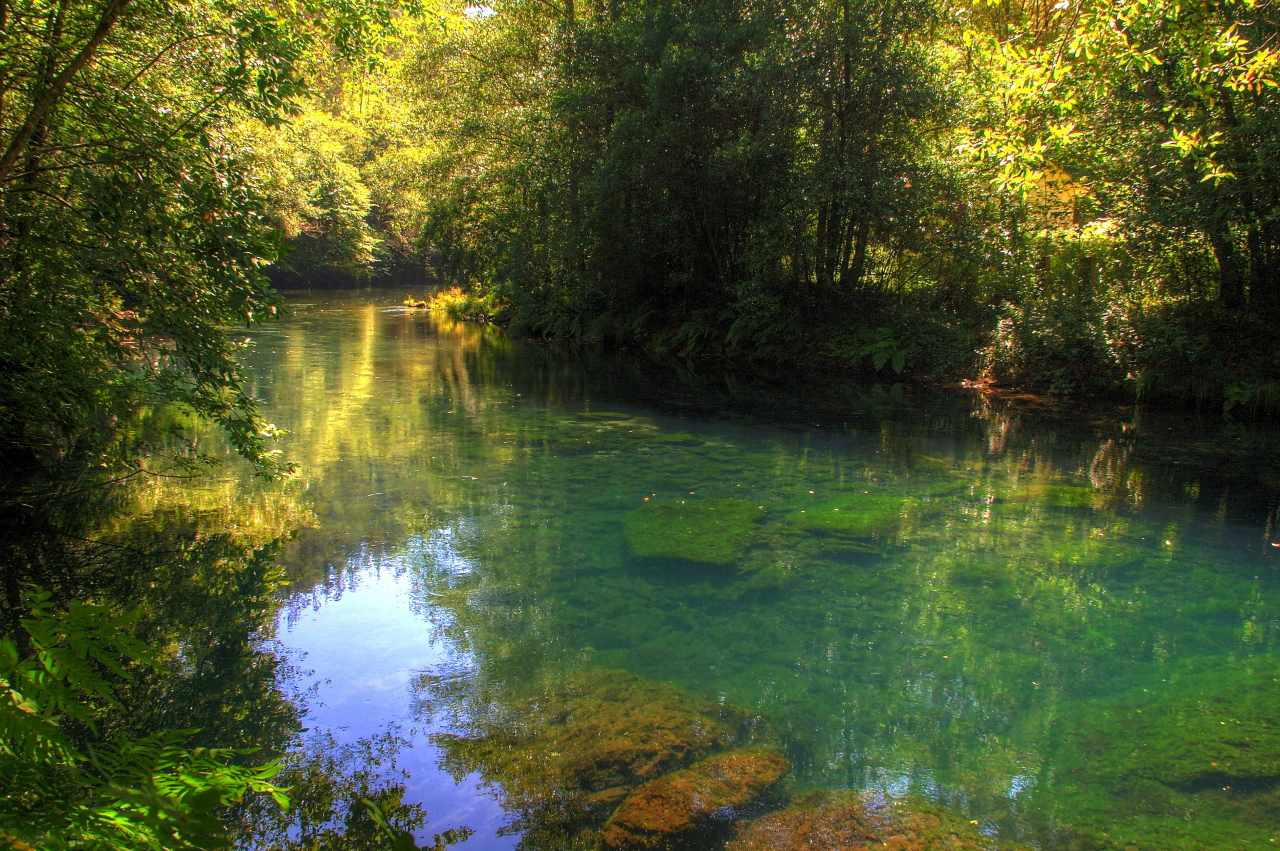
Parque natural de las Fragas del Eume, en la provincia de La Coruña

Galicia tiene un gran porcentaje de monte (un 68,96 %) y bosque, siendo una de las comunidades con más masa forestal. En 2008 se estimaba que más de 600 millones de árboles cubrían la superficie gallega, siendo valorada en 28 000 millones de euros. Sin embargo, también se estimaba que la mayor parte de los bosques permanecían abandonados, estando llenos de maleza. En los bosques gallegos se desenvuelven importantes especies forestales en estado natural, se ve en las últimas décadas que las características boscosas están cambiando debido a la importación del eucalipto, quedando un número de fragas reducido, en particular en el centro-norte de la provincia de Lugo y el norte de la provincia de La Coruña (Fragas del Eume).

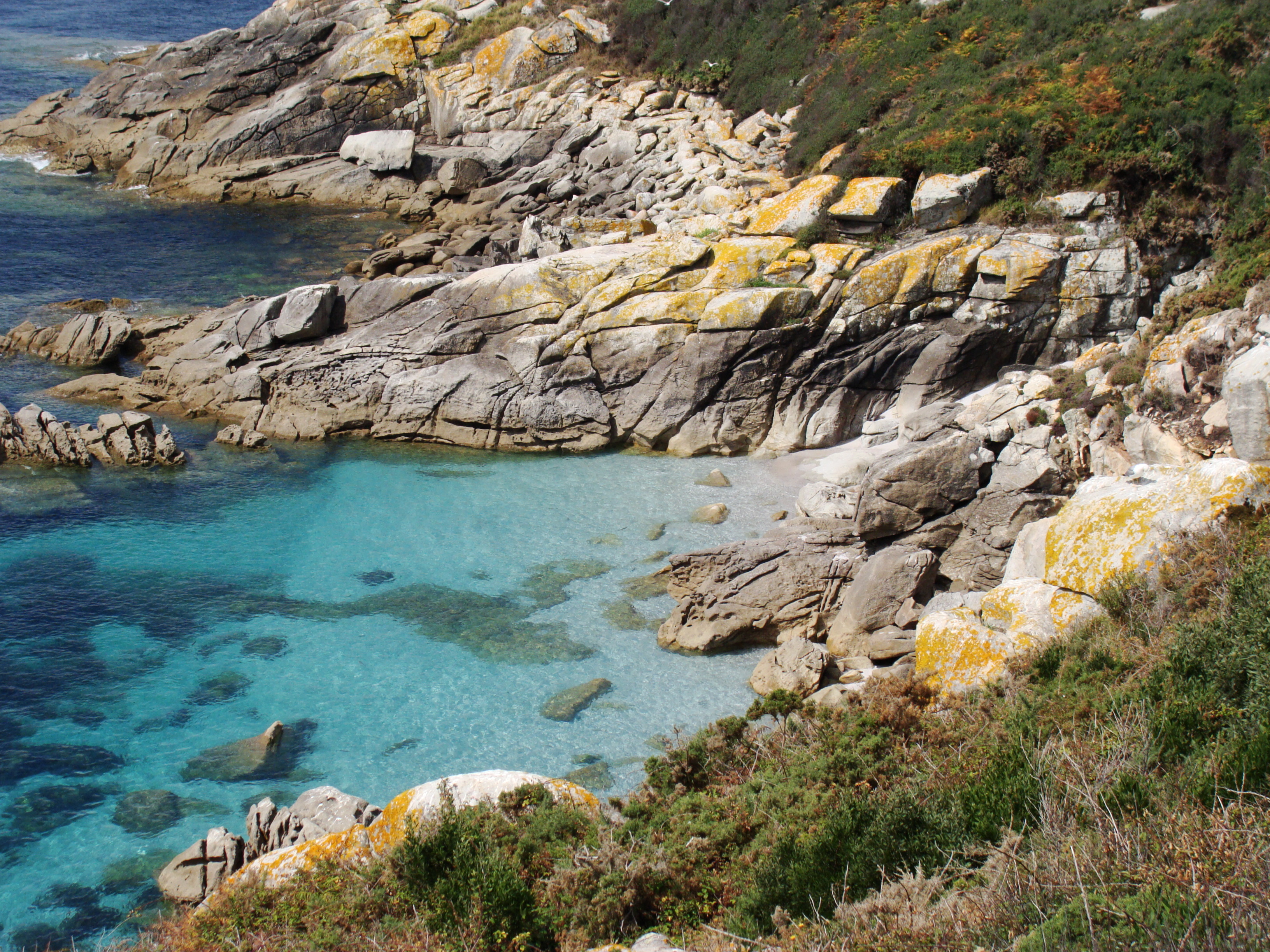
Acantilado en las islas Cíes

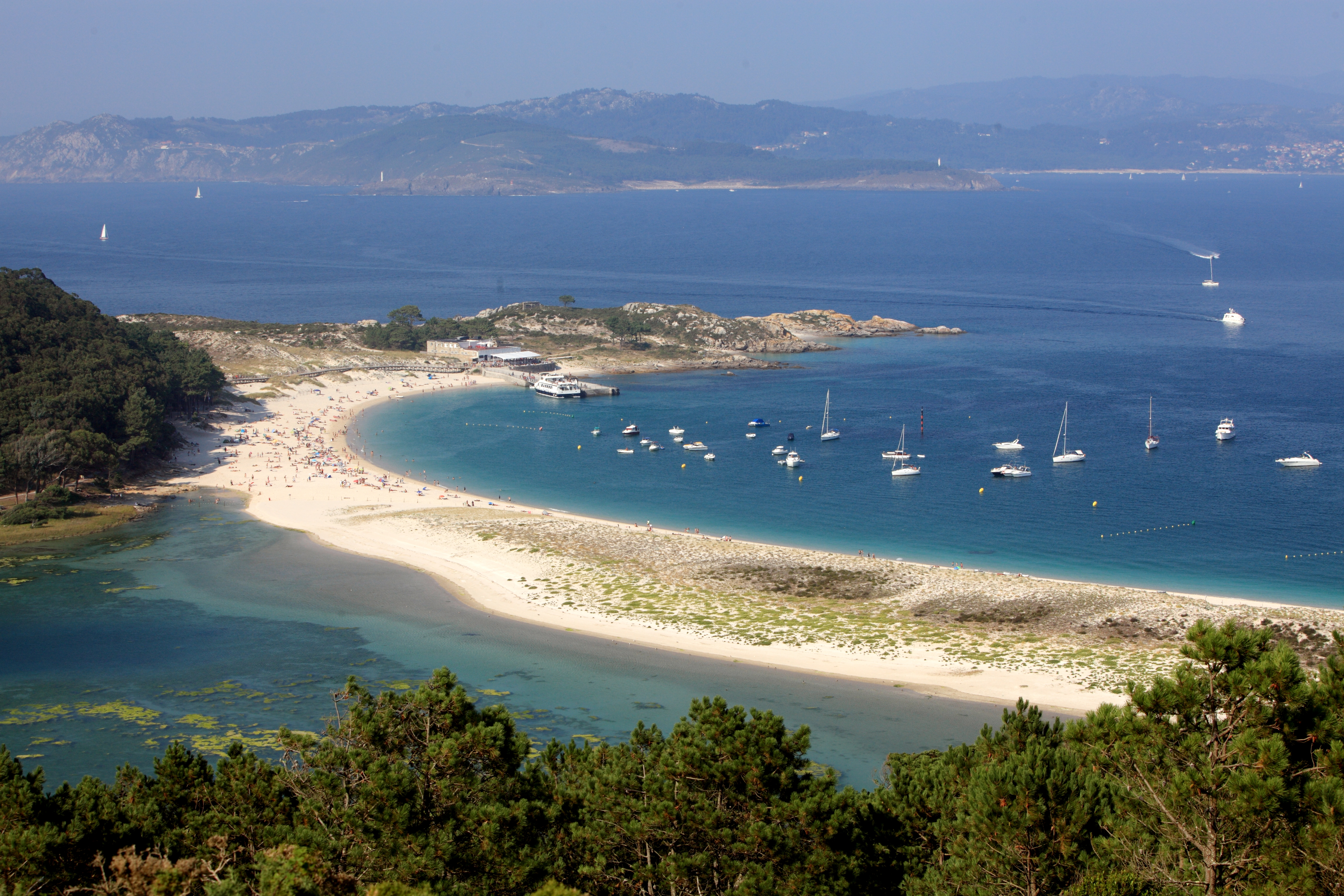
Playa de Rodas, Islas Cíes, elegida por el periódico británico The Guardian como la más hermosa del mundo

Dentro del aprovechamiento de la tierra se fueron introduciendo diversos cultivos, pero respecto a la cantidad de tierra dedicada compiten con los pastos debido a la presión del aprovechamiento económico del ganado.
Galicia es una fuerte potencia de riqueza forestal para España. A pesar de los incendios forestales que queman muchas hectáreas todos los años, la madera producida en Galicia es una importante fuente de ingresos, así como la pasta de celulosa procedente de maderas blandas. La región es una zona de transición entre tres climas y sus biotopos:
- atlántico, con bosques de robles, abedules, alisos comunes, etc.;
- mediterráneo, principalmente en los valles interiores de los grandes ríos, con elementos significativos como estepas, alcornoques, arbutus, etc.;
- continental bastante suavizado, con elementos puntuales como tejos, acebos, algunos abetos (alóctonos), pinos rojos, etc.;

Debido a la bonanza del clima y los altos niveles de lluvias y humedad, se dan también fácilmente especies subtropicales e incluso tropicales: palmeras, orquídeas, etc. En Galicia hubo tres revoluciones botánicas o forestales, que se dieron en tres épocas diferentes y con resultados bien distintos:
- llegada del castaño europeo (Castanea sativa) con los romanos, rápidamente aclimatado y ahora ya considerado como autóctono;
- llegada de las repoblaciones de Pino Rodeno (Pinus pinaster), con el tiempo llamado incluso pino de Galicia o pino gallego, desde el descubrimiento de América, sobre todo para la construcción de barcos;
- llegada de las repoblaciones de eucalipto (especialmente Eucalyptus globulus), desde el franquismo, aún contemplado como especie alóctona, principalmente para abastecer de materia prima a ENCE, la papelera de Pontevedra.

### Fauna

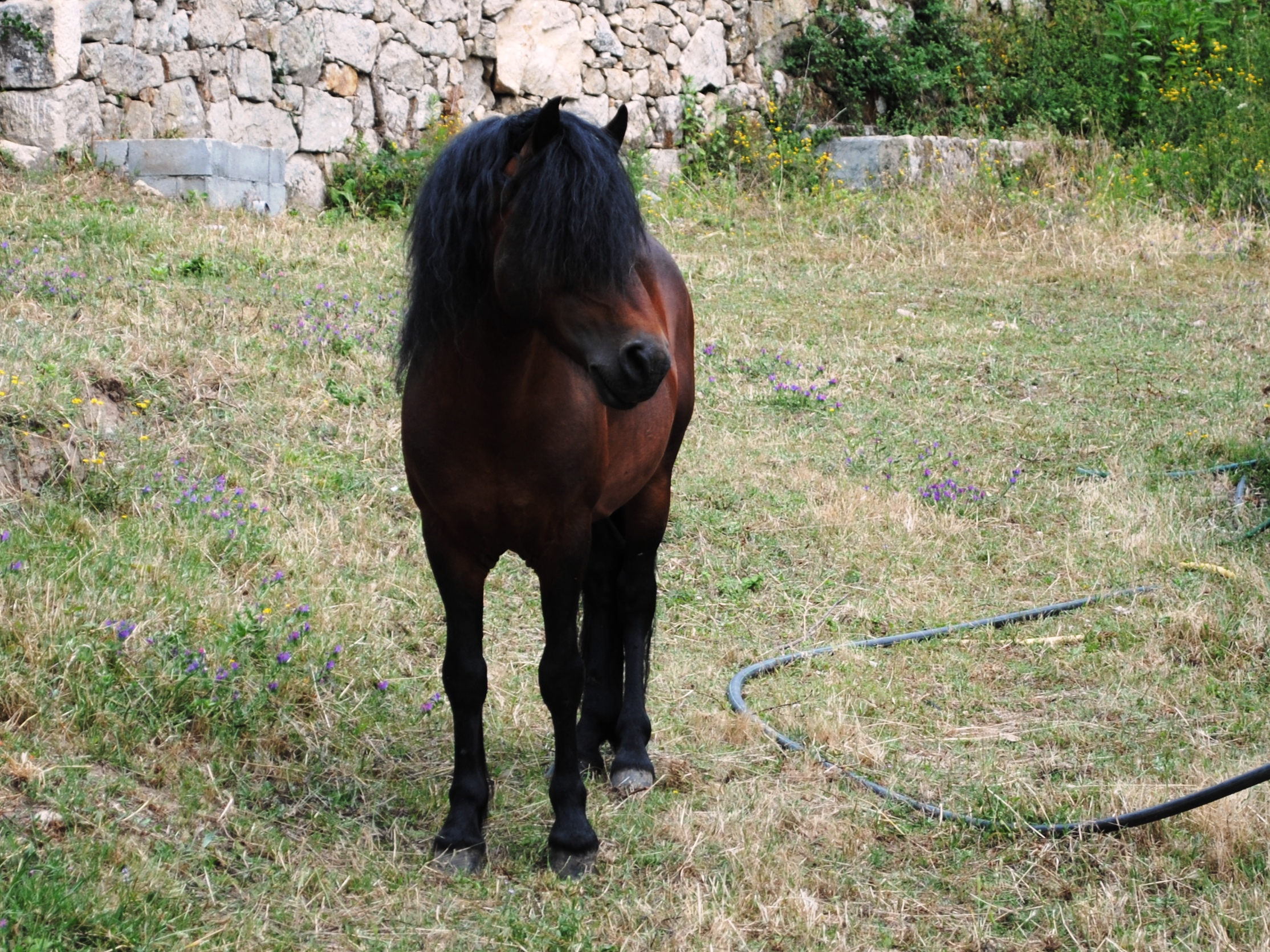
Caballo de pura raza gallega

Existen en Galicia 262 especies de vertebrados inventariados, de los que 12 son peces de aguas dulces, 15 anfibios, 24 reptiles, 152 aves y 59 mamíferos.
Los animales que se ven tópicamente como más característicos de Galicia son domésticos, y corresponden a las explotaciones ganaderas. Sin embargo, los bosques y montes gallegos albergan una variedad de pequeños mamíferos (liebres, conejos) y otros de mayor tamaño (como jabalíes o corzo) que son aprovechados en las temporadas de caza.
Dentro de las aves, cabe citar los varios sitios de paso o invernada, zonas ZEPA, etc., como la de la ría de Ortigueira, humedal gallego incluido en el convenio de Ramsar, o la ría de Ribadeo.
Cabe mencionar la raza de caballos autóctona de Galicia (caballo de pura raza gallega), y la gallina autóctona de Mos, que se encuentra en peligro de extinción, aunque el número de ejemplares ha aumentado en los últimos años.

## Economía

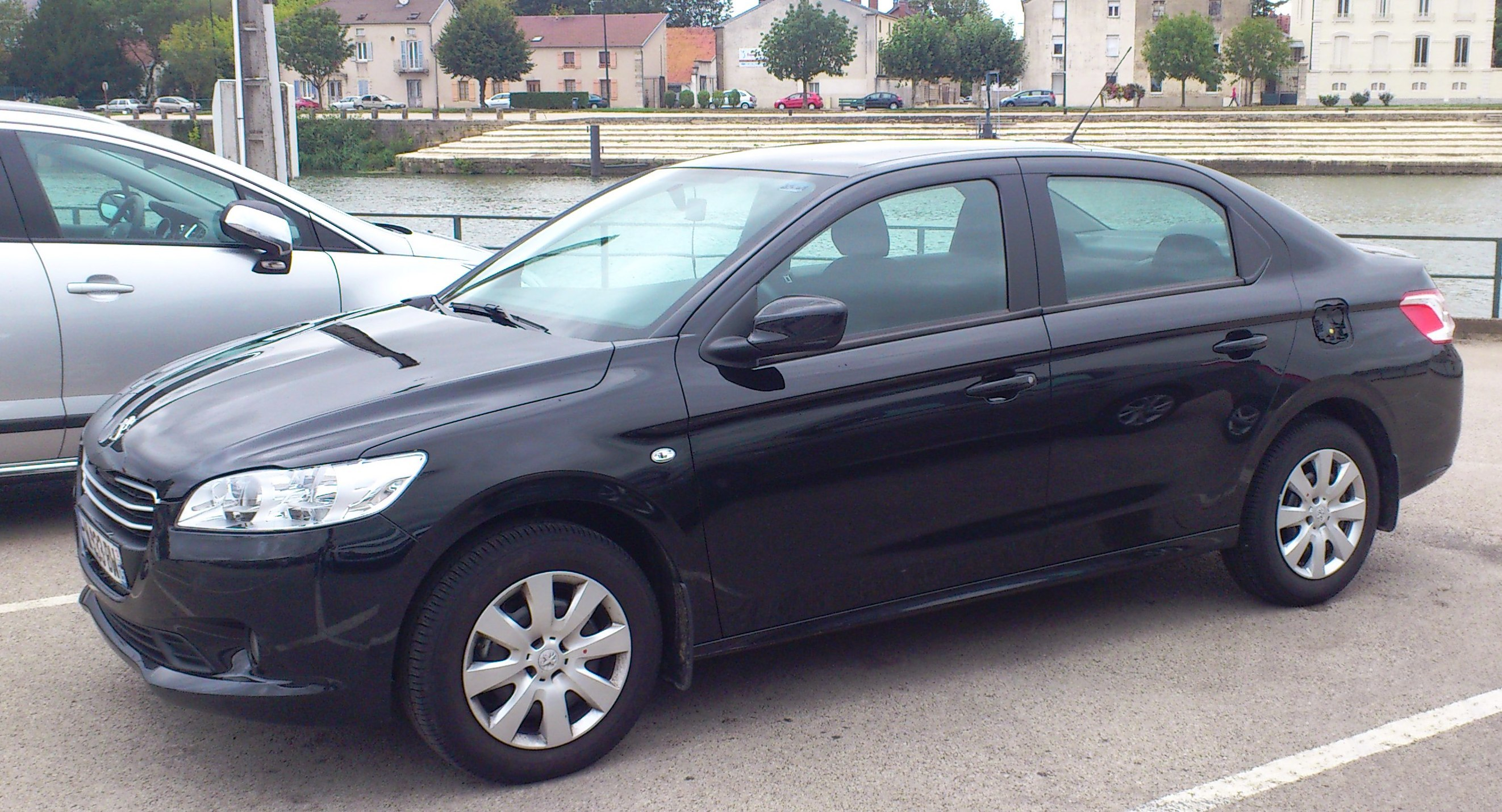
Peugeot 301 fabricado en la Factoría PSA de Vigo

Exportaciones de Galicia en 2020

Tradicionalmente, la mayor parte de la economía de Galicia ha dependido de la agricultura y la pesca, aunque en la actualidad hay más trabajadores en el sector terciario: 582 000 personas de un total de 1 072 000 (2002).
Dentro del sector secundario cabe destacar la construcción naval en Vigo y Ferrol, la industria automovilística en Vigo y la textil en La Coruña así como la industria relacionada con la manipulación del granito en Porriño. En industria automovilística, cabe destacar la factoría de Stellantis Vigo, que funciona desde 1958. En 2006 fabricó 455 430 vehículos, siendo un 7 % más en comparación con el año 2005, y en 2007 fabricó el vehículo 9 000 000 desde que comenzó su funcionamiento en 1958, un Citroën C4 Picasso. El área de Vigo sobresale además en el sector agroalimentario (sobre todo en la industria relacionada con el mar: conservera, pescado congelado y precocinados) destacando multinacionales como Pescanova, en el sector textil (con empresas como Selmark, El Secreto del Mar o Umbro España), en el área financiera, sector químico-farmacéutico (con Zeltia a la cabeza), los astilleros (MetalShips & Docks, C.N.P. Freire, Vulcano, Rodman Polyships, Armón o Hijos de J. Barreras) y otros sectores productivos.

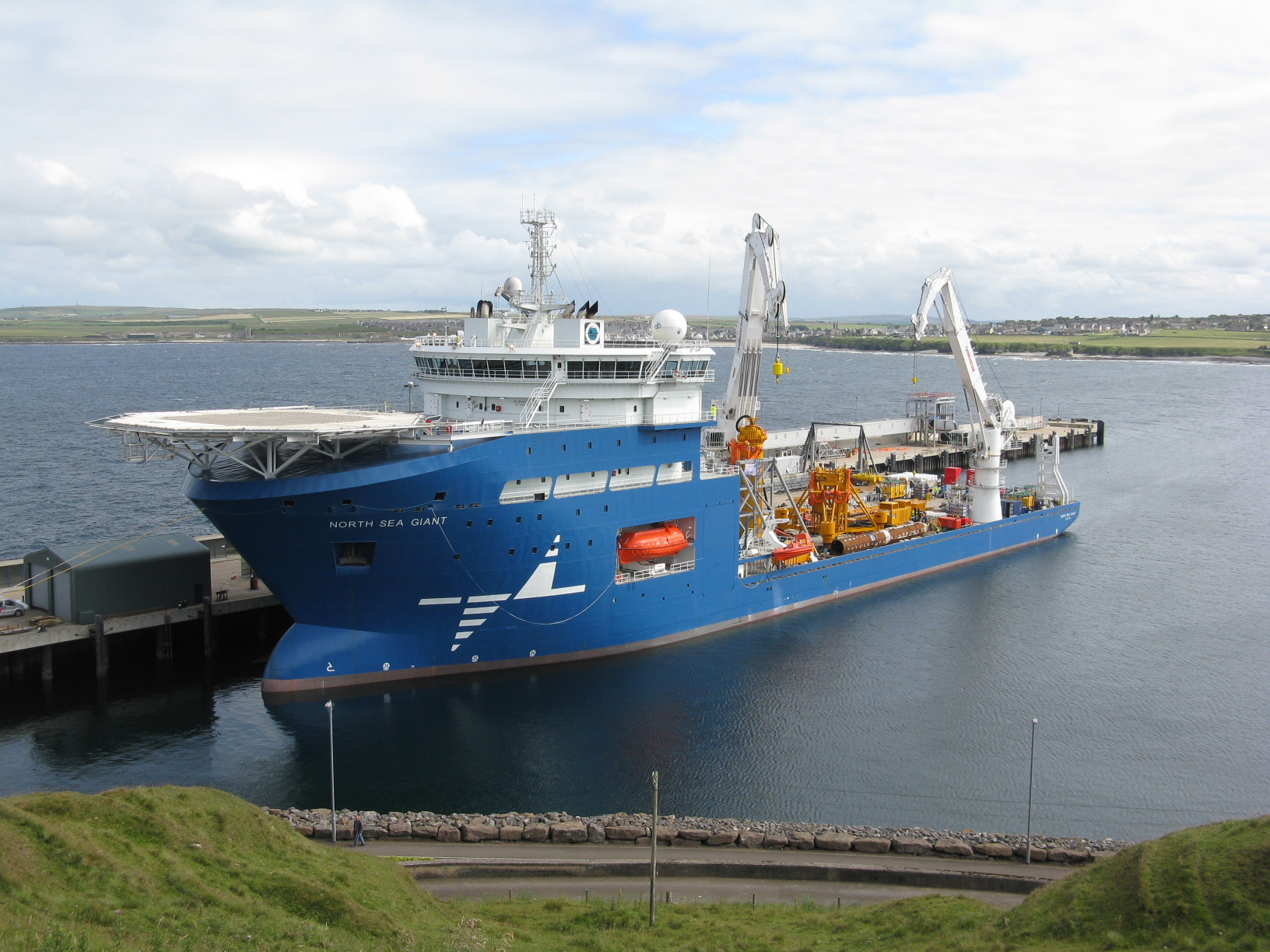
Offshore North Sea Giant construido por el astillero MetalShips & Docks de Vigo, premiado como mejor offshore del mundo en el año 2012

En Arteijo, un municipio del área metropolitana de La Coruña, tiene su sede Inditex, una compañía que engloba ocho marcas, entre las que destaca Zara —que además es la marca española más conocida internacionalmente—. En el ejercicio 2007, la empresa textil facturó 9435 millones de euros y obtuvo un beneficio neto de 1250 millones de euros.
Galicia también cuenta con una entidad financieras: Abanca.
El turismo en Galicia, de desarrollo más tardío que en otras zonas de la península, representa hoy en día una importante fuente de ingresos, con la peculiaridad de que se concentra en la costa (principalmente en las Rías Bajas), en Sangenjo, en Pontevedra, en Vigo, en La Coruña y en Santiago de Compostela.
Durante el año 2007, Galicia recibió 5,7 millones de turistas, un 8 % más que en el año 2006, es un 11 % más que en 2005 y 2004. El 85 % de los turistas que visitan Galicia visitan Santiago de Compostela, que es uno de los principales reclamos turísticos gallegos. El turismo supone el 12 por ciento del producto interior bruto (PIB) gallego y emplea a un 12 o 13 por ciento de los trabajadores.

### Energía

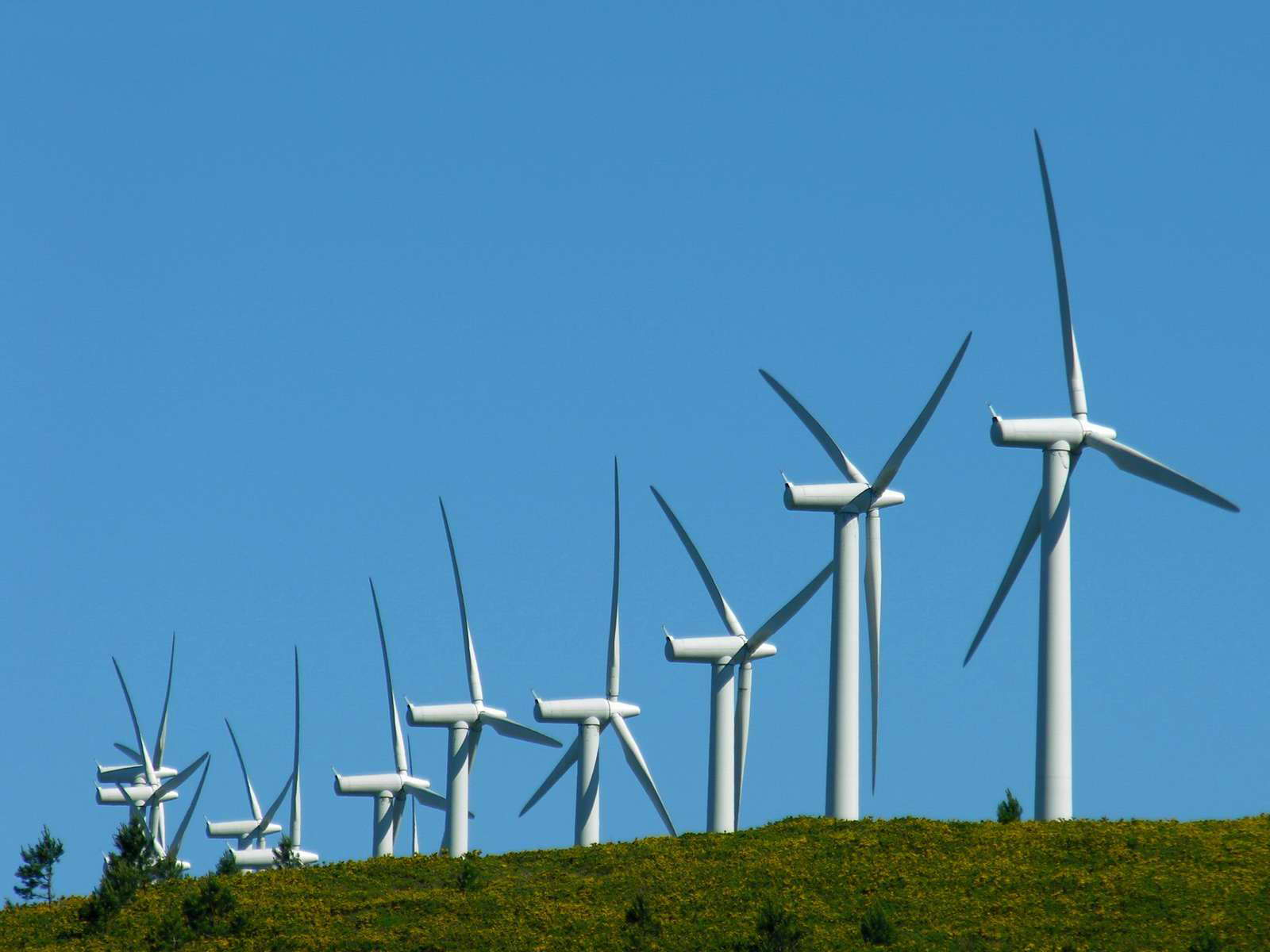
Aerogeneradores en Carnota

La generación neta en 2005 alcanzó los 25 097 GWh de los cuales 17 216 se obtuvieron de actividades de generación de régimen ordinario mientras que 8644 provenían de actividades de generación de régimen especial. Esta cantidad supuso el 9,33 % del total español. En ese mismo año la demanda en la comunidad gallega ascendió a 18 622 GWh.
Las principales fuentes de generación son los combustibles sólidos procesados transformados principalmente en las centrales térmicas de Meirama y Puentes. Esta última es la mayor central térmica de España con una potencia de 1468 MW distribuida en cuatro grupos.
El crecimiento de la potencia instalada en régimen especial en 2005 respecto del año anterior fue del 10,2 %. Dentro de este grupo, las energías renovables están en una etapa de gran crecimiento, destacando la energía eólica que supuso en 2005 el 83,1 % del total de la potencia instalada de energías renovables, y que en el año 2009 colocaba a la comunidad en el tercer puesto nacional con 3137 MW de potencia instalados. En los próximos años se espera una expansión de la energía solar termoeléctrica así como de la energía undimotriz.

## Infraestructuras y servicios

### Educación
Universidades
En Galicia existen tres universidades públicas y una privada. Entre las universidades públicas la más antigua de todas es la Universidad de Santiago de Compostela, fundada en 1495 y que actualmente tiene campus en Santiago y Lugo. En 1989 se fundó la Universidad de La Coruña, que tiene campus en La Coruña y Ferrol, y en 1990 se fundó la Universidad de Vigo, con campus en Vigo, Pontevedra y Orense. La única universidad privada de Galicia es la Universidad Intercontinental de la Empresa, fundada en 2021 en Santiago de Compostela.

### Transporte

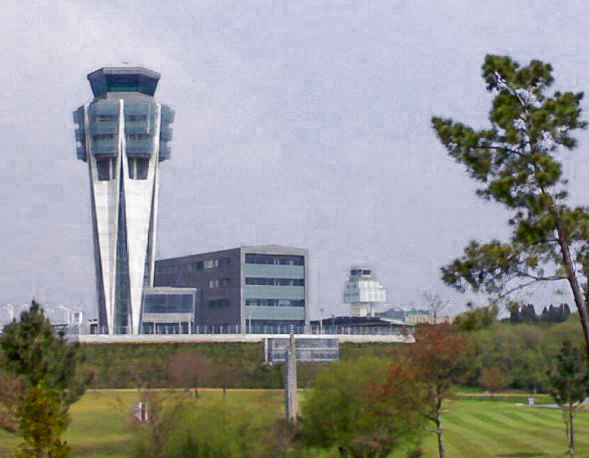
Torre de control del aeropuerto de Santiago de Compostela

#### Aeropuertos
En Galicia hay tres aeropuertos situados en el eje atlántico, en un radio de 70 kilómetros, todos ellos gestionados por la sociedad Aena:
- El aeropuerto de Santiago de Compostela-Rosalía de Castro (anteriormente y también conocido como Lavacolla), con un tráfico de 3,2 millones de pasajeros en 2022 es el más importante de Galicia y el segundo del norte de España. Conecta con las principales ciudades e islas de España. También ofrece vuelos a una decena de países de Europa.
- El aeropuerto de La Coruña (Alvedro), con 963 957 pasajeros en 2022, tiene vuelos directos a varias ciudades de España, así como a París, Londres y otras ciudades europeas.
- El aeropuerto de Vigo (Peinador), con 953 261 pasajeros en 2022, tiene vuelos directos a varias ciudades de España, así como a Londres.

#### Puertos

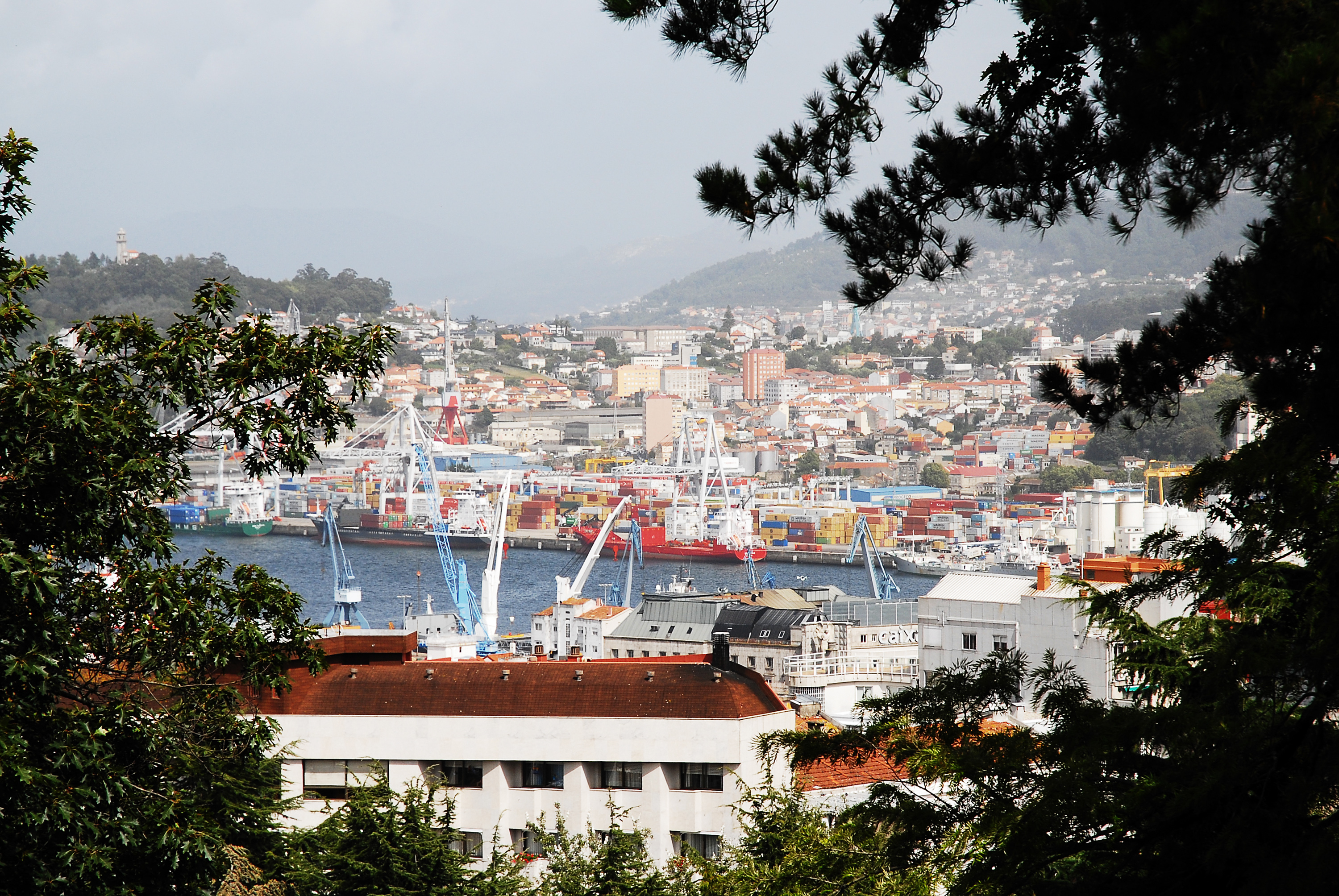
Terminal de contenedores de Guixar en el puerto de Vigo

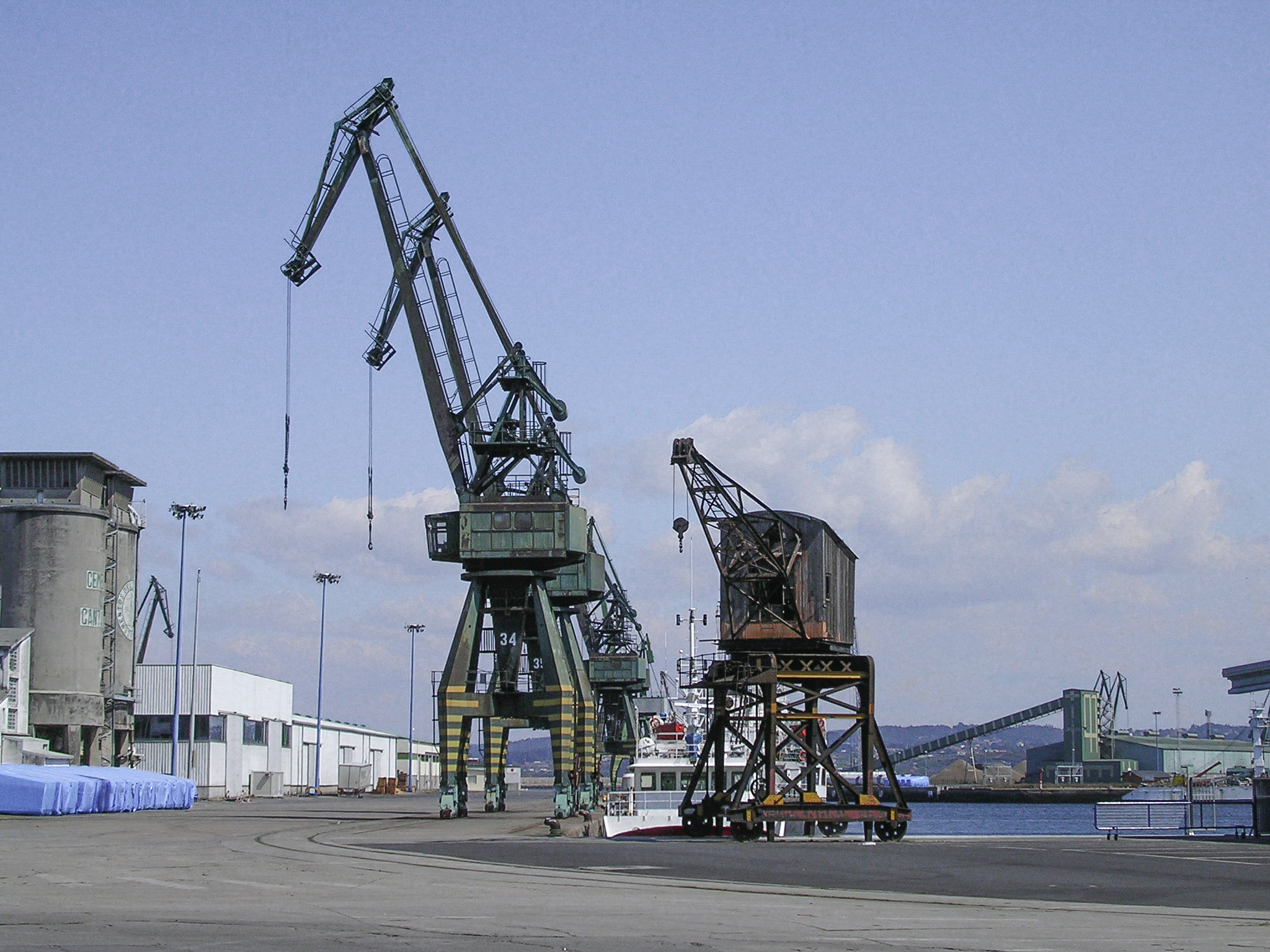
Muelle de Calvo Sotelo en el puerto de La Coruña, usado para el estibaje de madera, zinc, grano y demás graneles sólidos y líquidos

Entre los puertos gallegos cabe destacar el puerto de Vigo, con un tráfico total en 2004 de 4 730 399 toneladas y el de La Coruña, que es el segundo mayor puerto de pesca del mundo y que también recibe carbón, cinc, madera, arena, cereales, cemento, alúmina, aluminio, cemento, yeso, gasolina, petróleo, gas y en menor medida contenedores y ferris.
Otros puertos a destacar son los de Ferrol, que es una de las bases de la Armada Española, así como los de Marín-Pontevedra, Villagarcía de Arosa y Burela.
En Galicia hay además otros 122 puertos gestionados por el ente público Portos de Galicia.

#### Red viaria
Galicia cuenta con una extensa red de autopistas, autovías, vías de alta capacidad y carreteras que conectan las principales ciudades y localidades de la región, vertebrando todo el territorio. De entre todas ellas, destacan:
- La AP-9, que vertebra Galicia de norte a sur y pasa por cinco de las siete grandes ciudades gallegas: Ferrol, La Coruña, Santiago de Compostela, Pontevedra y Vigo.
- La A-8, acceso a Galicia desde Asturias y el resto de la costa cantábrica, une Ribadeo y Baamonde, aunque en un futuro está prevista su continuación hasta Santiago de Compostela).
- La A-6, que une La Coruña y Lugo con Castilla y León y Madrid entrando por el Cebrero.
- La A-52, que une Porriño y Orense con Castilla y León entrando por La Gudiña.
- La AP-53, entre Santiago y Orense.
- La A-54, entre Santiago y Lugo.

Está en redacción de proyecto la construcción de una cuarta autovía de entrada a la comunidad, la A-76, a través de Valdeorras, siguiendo un recorrido similar al de la actual N-120 entre Ponferrada y Orense. También está en proyecto la A-56 entre Lugo y Orense, de la cual ya se ha inaugurado un pequeño tramo. Todos los recorridos anteriormente citados cuentan con su correspondiente alternativa por carretera.

#### Ferrocarril

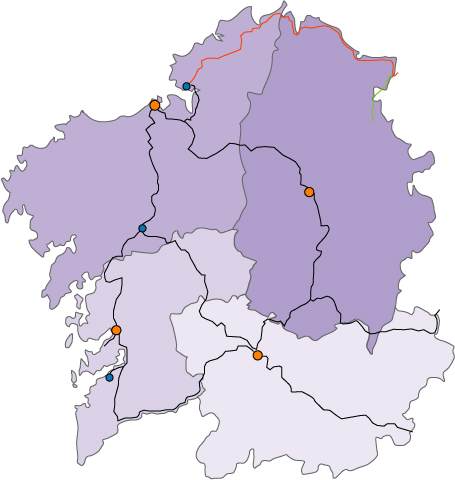
Líneas de ferrocarril

El 15 de septiembre de 1873 fue inaugurado el primer ferrocarril de Galicia entre Carril (Villagarcía) y Cornes (Santiago). En 1875 se inauguró la segunda línea, que unía La Coruña y Lugo. No será hasta 1883 cuando se une Galicia con el resto de España, a través de El Barco de Valdeorras.
La red de ferrocarril en Galicia ronda los 1100 km, siendo toda ella titularidad de Adif (o Adif Alta Velocidad) y operada por Renfe (a través de sus diferentes divisiones comerciales). Hay varias líneas de ancho ibérico (1668 mm) que unen todas las ciudades gallegas. Existe además una línea de ancho métrico (1000 mm) correspondiente al recorrido Ferrol-Ribadeo-Gijón que fue concluida totalmente en 1971, tras cerca de un siglo de proyectos y avances. De todas estas líneas las únicas electrificadas son la que entra por Ponferrada hacia Monforte, Orense y Vigo, la línea de alta velocidad Orense-Santiago-La Coruña y la línea de alta velocidad Olmedo-Zamora-Galicia, finalizada en el año 2021.

## Cultura

### Lenguas

Hablantes de gallego como primera lengua según los censos de población y vivienda del Instituto Gallego de Estadística en los años 2001 y 2011

Los dos idiomas oficiales de Galicia son el gallego y castellano. Sin embargo, gallego es la única lengua propia y vernácula de Galicia y del pueblo gallego, según recoge el Estatuto de Autonomía, la Ley de Normalización Lingüística y la Carta Europea de las Lenguas Regionales y Minoritarias. El 94,4 % de la población sabe hablar en castellano y un 83,1 % en gallego según datos de 2021 del INE.
Con el paso de los años el uso del gallego ha decaído en las zonas urbanas por la influencia e imposición (en diversas épocas históricas) del castellano. Aun así, es el idioma porcentualmente más hablado de entre los propios de las nacionalidades históricas de España. Hay cifras que indican que el 20 % de los jóvenes entre 14 y 19 años son analfabetos funcionales en gallego.
El gallego sigue siendo la lengua mayoritaria en las provincias de Lugo y Orense, sin embargo hay una tendencia a que el castellano gane terreno en el uso diario. En las provincias de La Coruña y Pontevedra predomina el uso del español. Según el IGE, el gallego se habla más en pueblos de menos de 10 000 habitantes y se habla más el castellano en las ciudades grandes y medianas. En las ciudades de más de 50 000 habitantes, los monolingües en castellano son el grupo mayoritario. En La Coruña, Vigo, Santiago y Pontevedra el grupo mayoritario es monolingüe en castellano. Predomina el uso del castellano entre los menores de 50 años de edad.
| Gallego | Habla siempre en gallego            | 24,0 % |
| Gallego | Habla más en gallego que en español | 21,5 % |
| Gallego | Total uso predominante en gallego   | 45,5 % |
| Español | Habla más en español que en gallego | 23,7 % |
| Español | Habla siempre en español            | 29,2 % |
| Español | Total uso predominante en español   | 52,9 % |

El 25 de mayo de 2010 se publicó en el Diario Oficial de Galicia el Decreto 79/2010, de 20 de mayo, para el plurilingüismo en la enseñanza no universitaria de Galicia en el que se ajusta el reparto hasta entonces vigente de materias que se debían impartir en gallego, equilibrándolo (en la teoría) con el que se deben impartir en castellano. Sin embargo, sólo el 8% de las aulas de infantil tienen alguna presencia de la lengua gallega, frente al 92% de monolingüismo en castellano, que no cuentan siquiera con el gallego como asignatura. El decreto plantea también la inclusión del inglés como lengua vehicular aunque, en la práctica, la inviabilidad de esto conlleva un monolingüismo casi absoluto de la educación en lengua castellana.Por si fuese poco, desde hace años se está utilizando la introducción del libro digital (sólo en castellano) en las escuelas para suprimir el gallego de las pocas materias en las que está permitido. El decreto fue objeto de numerosas protestas ya incluso antes de su aprobación (según algunos datos, un 90 % de los sindicatos de profesores no lo apoyaron, y el 100 % de las asociaciones estudiantiles se opusieron a él, así como la federación de ANPAs públicas y movimientos de renovación pedagógica).El resultado, tras más de una década de implantación, es un incremento exponencial en el analfabetismo en lengua gallega, con más de un cuarto de los jóvenes gallegos que ya no saben hablar la lengua propia y más de la mitad, que ya no utilizan el gallego nunca. Por otro lado, en el plano de los hablantes del gallego, el Decreto de Plurilingüismo supuso la pérdida casi inmediata del idioma gallego, y el paso al castellano, a la edad a la que los niños entran en la escuela, fomentando a pasos agigantados la homogeneización cultural e idiomática en favor del castellano en Galicia, con una pérdida sostenida de un 2% gallegohablantes menos por año. 
A mayores, cada año, todas las asociaciones culturales gallegas y grupos políticos de la oposición demandan y piden por la derogación del decreto, además de las sucesivas y repetidas denuncias del Consejo de Europa instando a eliminar las prohibiciones legales del uso del gallego (recuérdese que es lengua oficial) en la enseñanza. Por otro lado, los informes del cumplimiento de la Carta Europea de Lenguas Regionales y Minoritarias llevan años solicitando a la Junta de Galicia la derogación del decreto y la implantación de un sistema de vehicularización completo en lengua gallega, como indica y se establece como obligación legal debido a la ratificación de la carta por el Gobierno de España (en el año 2001). 
Frente a estos datos, el Partido Popular (promotor y gobernante de Galicia desde la vigencia del decreto), niega constantemente los perjuicios totalmente medidos y comprobados que provocaron sus leyes y recalcan lo beneficiosos que son los datos lingüísticos actuales y de pérdida de gallegohablantes. Por el momento, no se espera rectificación ni cambio alguno en la política educativa del PPdeG y las esperanzas de cambio son escasas, según los colectivos sociales, considerando la asistencia del actual presidente de la Comunidad, Alfonso Rueda, a manifestaciones en contra del uso del gallego en la enseñanza.

#### Gallego
El gallego es reconocido como lengua propia de Galicia en su estatuto, y tiene con el portugués un tronco común (galaicoportugués). La independencia portuguesa en la Edad Media favoreció la evolución del portugués y el gallego hacia lenguas distintas, ya diferenciadas en el siglo XV. Un movimiento lingüístico minoritario, el reintegracionismo, sostiene que el gallego y el portugués solo son diferentes variedades del mismo idioma galaicoportugués y que la actual separación de la normativa portuguesa y la normativa oficial gallega solo se debe a la castellanización normativa del gallego (única variedad galaicoportuguesa con ortografía semejante a la del castellano).
Recientemente se ha hallado el documento más antiguo escrito en gallego que se conserva, el cual data del año 1228, se trata del «Fuero de Castro Caldelas» (Foro do bo burgo do Castro Caldelas) otorgado por Alfonso IX en abril de ese año a la villa orensana de Allariz.
El gallego posee un estándar elaborado por la Real Academia Gallega sobre la base de su tradición literaria. El gallego contemporáneo, como lengua oficial, posee una variante culta que es empleada tanto en los medios de comunicación de Galicia como en la enseñanza primaria, secundaria y universitaria. El gallego es hablado por más de tres millones de personas alrededor del mundo, poseyendo un 95 % de inteligibilidad con el portugués. En relación con el número de hablantes, el gallego ocupa el puesto 146 en la lista mundial, en la que están incluidos más de 6700 idiomas.

### Literatura

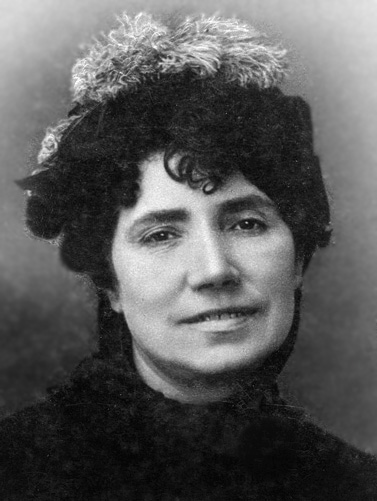
Rosalía de Castro

Las primeras manifestaciones literarias en galaicoportugués datan de la Edad Media, al igual que sucede con la mayor parte de las lenguas romances. De la tradición literaria de esta época, conocida como lírica galaicoportuguesa y recogida en varios cancioneiros, cabe destacar a poetas como Bernardo de Bonaval, Airas Nunes, Pedro da Ponte, Pero Amigo, Martín Codax y el rey portugués Don Dinis. El uso literario del gallegoportugués no se limitó al oeste de la península ibérica, sino que fue también ampliamente cultivado en los reinos de Castilla y de León. El rey Alfonso X el Sabio, de Castilla, compuso sus Cantigas de Santa María y varias cantigas de Escarnio e Maldizer en galaicoportugués.
Tras esta etapa medieval, tuvo lugar un período de tres siglos –conocidos como séculos escuros o siglos oscuros– en los que se produjo un abandono casi total del gallego como lengua literaria. Con el Rexurdimento, desde comienzos del siglo XIX, y coincidiendo con la corriente cultural del Romanticismo y una toma de conciencia nacional, la literatura en gallego volvió a cultivarse surgiendo como figuras fundamentales a Rosalía de Castro, Eduardo Pondal, Curros Enríquez o Manuel Murguía.
Ya en el siglo XX, antes de la Guerra Civil tienen especial importancia grupos de intelectuales como la Xeración Nós y las Irmandades da Fala, en los que se encuentran escritores como Vicente Risco, Ramón Cabanillas y Castelao. Se pueden acotar, luego, dos períodos más que coincidirían, aproximadamente, uno con el franquismo y el otro con el período que llega hasta la actualidad, desde el advenimiento de la democracia en España. Autores de fama de la literatura gallega contemporánea son Xosé Luís Méndez Ferrín, Manuel Rivas, Suso de Toro o Carlos Casares.

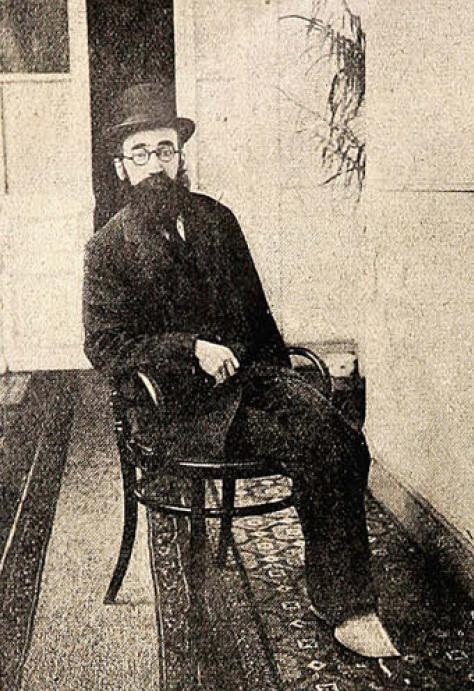
Ramón María del Valle-Inclán

En cuanto a la literatura realizada por autores gallegos en lengua castellana, existen varias figuras de gran talla. Así, uno de los autores clave de la literatura española del siglo XX es el gallego Ramón María del Valle-Inclán. Fue un dramaturgo, poeta y novelista español, que formó parte de la corriente literaria denominada modernismo en España y se encuentra próximo, en sus últimas obras, a la denominada generación del 98. Se le considera padre de la corriente literaria del «esperpento». Por otra parte, Camilo José Cela fue académico de la Real Academia Española y obtuvo, entre otros, el Premio Príncipe de Asturias de las Letras en 1987, el Premio Nobel de Literatura en 1989 y el Premio Cervantes en 1995. Por sus méritos literarios, en 1996 el rey Juan Carlos I le otorgó el Marquesado de Iria Flavia, creado ex profeso. Entre sus obras destacan La familia de Pascual Duarte y La colmena.
Otra figura notable de la literatura española procedente de Galicia fue Emilia Pardo Bazán. Perteneciente a una familia noble gallega, fue una novelista, periodista, ensayista y crítica literaria española introductora del naturalismo en España. Su obra más reconocida es Los pazos de Ulloa. Se trata, dentro del realismo literario español, de la novela que mejor ejemplifica la corriente naturalista, al reflejar la aceptación de las teorías positivistas aplicadas a la literatura por el escritor francés y padre del naturalismo Émile Zola. Otra mujer gallega dentro de los grandes nombres de la literatura española es Concepción Arenal, importante escritora realista vinculada al pionero movimiento feminista de finales del siglo XIX.
Destaca también el diplomático, escritor, historiador y pacifista español Salvador de Madariaga. Durante la Segunda República Española fue ministro de Instrucción Pública y Bellas Artes, y fue uno de los cofundadores, en 1949, del Colegio de Europa. Además de su importante labor de publicista, publicó notables ensayos sobre la historia de España y su papel en el mundo.
Ramón Menéndez Pidal fue un filólogo, historiador, folclorista y medievalista español. Creador de la escuela filológica española, fue un miembro erudito de la generación del 98.
Benito Jerónimo Feijoo y Montenegro fue un ensayista y polígrafo que, junto con el valenciano Gregorio Mayans constituye la figura más destacada de la primera Ilustración española.

### Arte

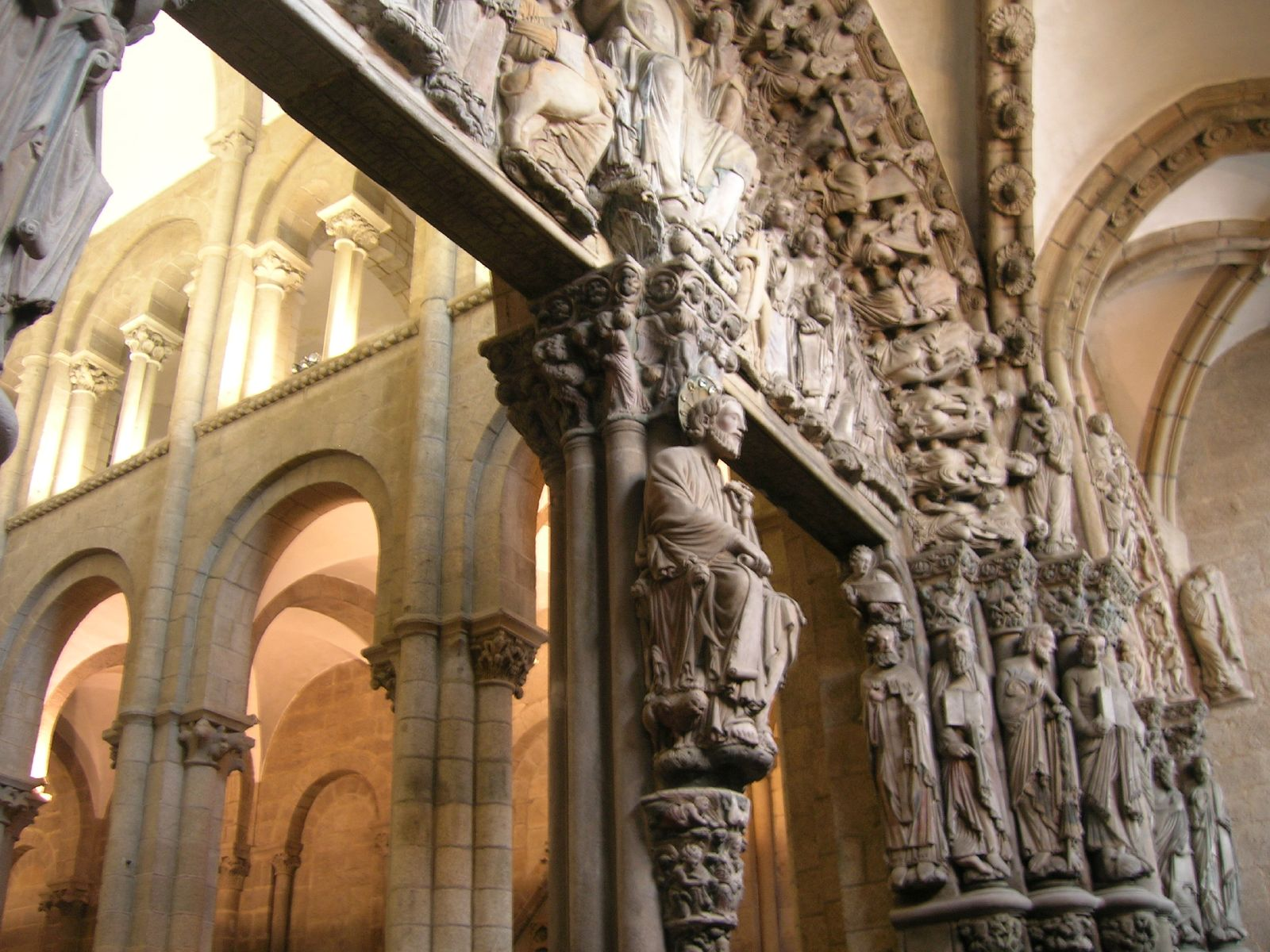
Pórtico de la Gloria de la catedral de Santiago de Compostela

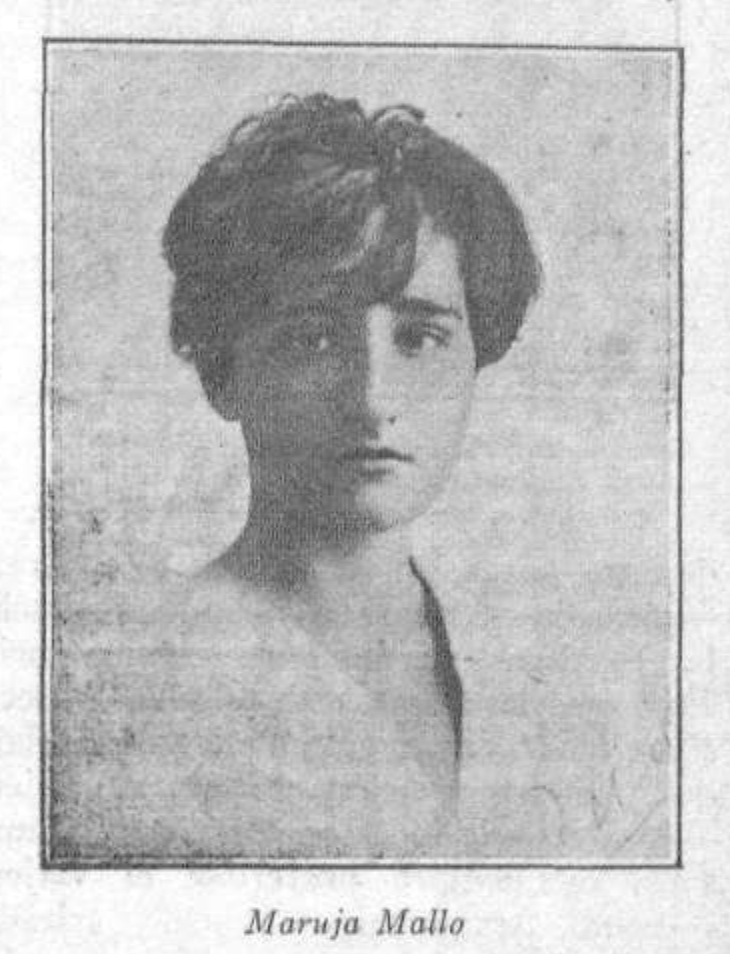
Retrato de Maruja Mallo en La Gaceta Literaria (1928)

Las primeras manifestaciones artísticas o simbólicas que se conservan en el noroeste peninsular corresponden a la Edad de Piedra, e incluyen las estructuras funerarias conocidas como dólmenes, y numerosos petroglifos. Posteriormente la cultura de los castros –poblados fortificados de la Edad de Hierro dejaría un rico legado celto-galaico de joyas y objetos de oro (torques, arracadas, brazaletes...), entre otros enseres. También esculturas en piedra de guerreros o de animales.

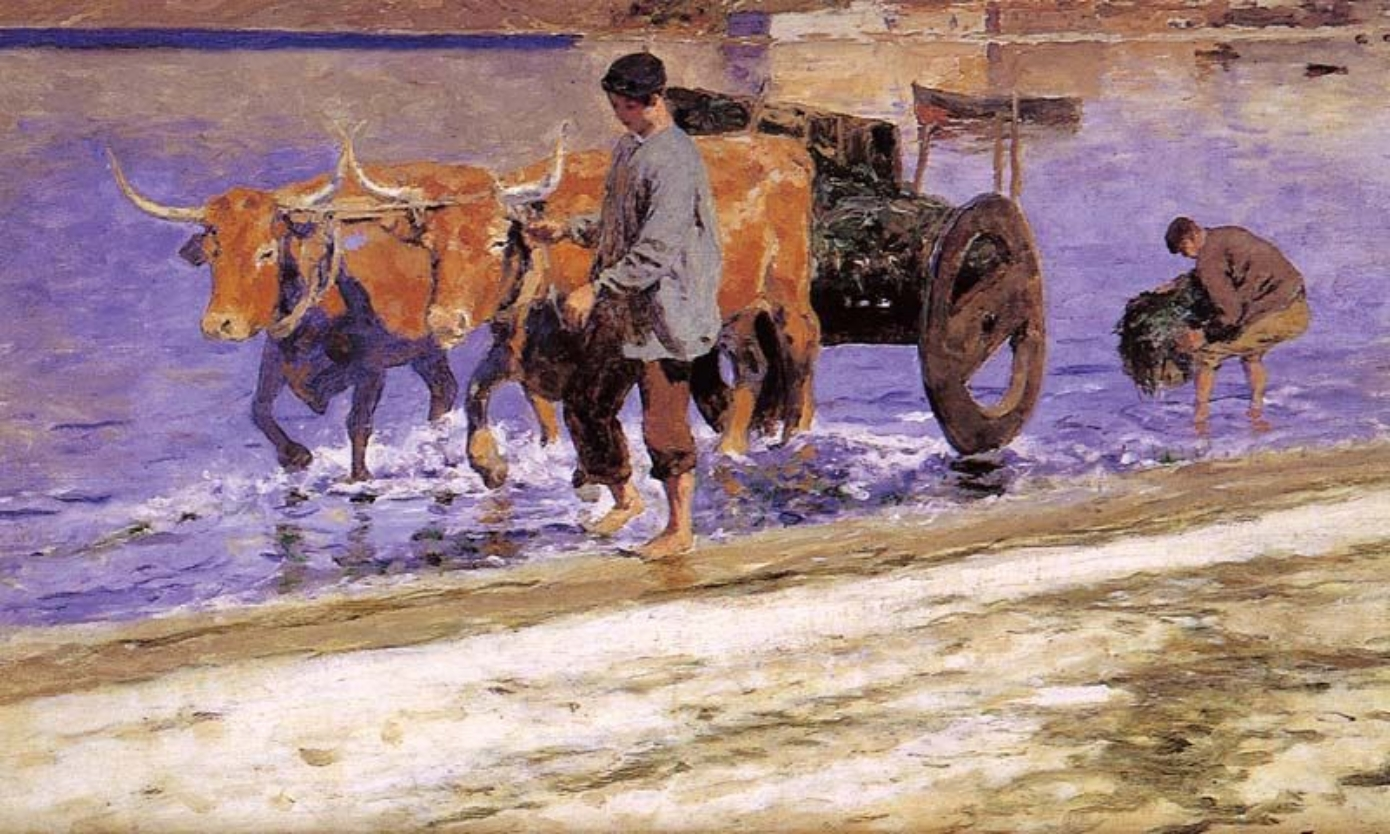
La carreta de argazo, del pintor Serafín Avendaño

De los tiempos romanos se conservan importantes monumentos de valor reconocido internacionalmente, como la muralla de Lugo, la Torre de Hércules en La Coruña (ambos Patrimonio de la Humanidad), o el puente romano de Orense. También han llegado hasta nuestros días algunos mosaicos, esculturas, estelas funerarias y aras votivas.
La Edad Media comienza con la presencia de suevos y visigodos, que dejó ejemplos de arquitectura eclesiástica entre los que destacan las iglesias de Celanova y Santa Comba de Bande, junto a monasterios como el de San Julián de Samos. Es sin embargo entre los siglos XI y XIII cuando se da un enorme auge constructivo en Galicia, en estilo románico, que da lugar a las cinco catedrales gallegas, incluida la catedral de Santiago, uno de los principales monumentos en la Europa de la época y meta final de la ruta de peregrinación que la puso en contacto con la cultura europea. Son también de esta época varios monasterios (Sobrado, Osera...) y centenares de iglesias repartidas por las cuatro provincias, así como algunos de los característicos cruceiros que abundan en el paisaje rural. Cabe destacar en el ámbito escultórico la figura del Maestro Mateo, autor en el siglo XII del Pórtico de la Gloria de la catedral de Santiago, obra cumbre de la escultura románica.
Reformas y ampliaciones en siglos posteriores hicieron que algunos de los antedichos edificios románicos incorporasen elementos de estilo gótico (catedral de Tuy), barroco (fachada de la catedral de Santiago de Compostela) o neoclásico (catedral de Lugo).

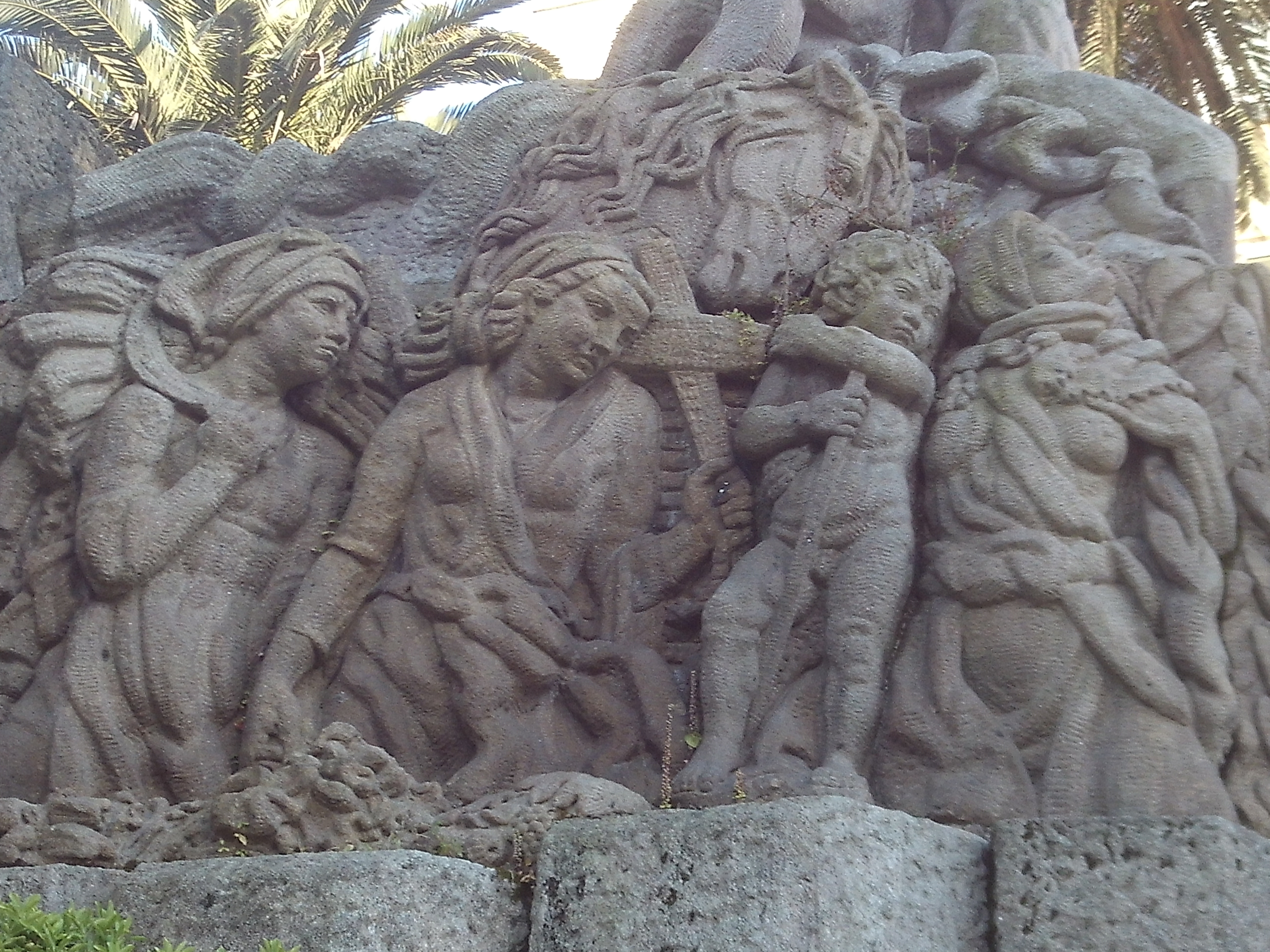
Representación del pueblo gallego por Francisco Asorey en el monumento a Curros Enríquez en La Coruña

A comienzos de la era moderna, el Renacimiento dejó edificios como la basílica de Santa María la Mayor en Pontevedra capital, el Colegio del Cardenal en Monforte de Lemos y el Hostal de los Reyes Católicos en Compostela, así como la pintura manierista. Posteriormente, el barroco traerá un nuevo período de esplendor al arte gallego en los siglos XVII y XVIII. Cabe destacar en él la fachada del Obradoiro de la catedral de Santiago de Compostela y la del monasterio de San Martín Pinario, así como numerosos retablos (el de San Martín Pinario, el de la iglesia del monasterio de Celanova, el de la catedral de Lugo...). Cobra también relevancia la arquitectura civil en la construcción de pazos, mansiones señoriales construidas en el campo por familias nobles o hidalgas de Galicia. En pintura destaca la figura de Antonio de Puga.
Ya en los siglos XIX y XX, movimientos como el eclecticismo, el regionalismo y el modernismo tuvieron expresión en la arquitectura urbana gallega, destacando la figura del arquitecto porriñés Antonio Palacios. En el ámbito de la pintura cabe destacar artistas como Pérez Villaamil, Serafín Avendaño, Luis Seoane, Maruja Mallo, Eugenio Granell, Manuel Colmeiro, Laxeiro y Arturo Souto. En cuanto al género escultórico, sobresalen los trabajos de Asorey, Francisco Leiro y Leopoldo Nóvoa.
Por último, no cabe terminar una panorámica general del arte gallego sin mencionar artes menores como la conocida cerámica de Sargadelos, los encajes de Camariñas, y la orfebrería y azabachería santiaguesas.

### Música

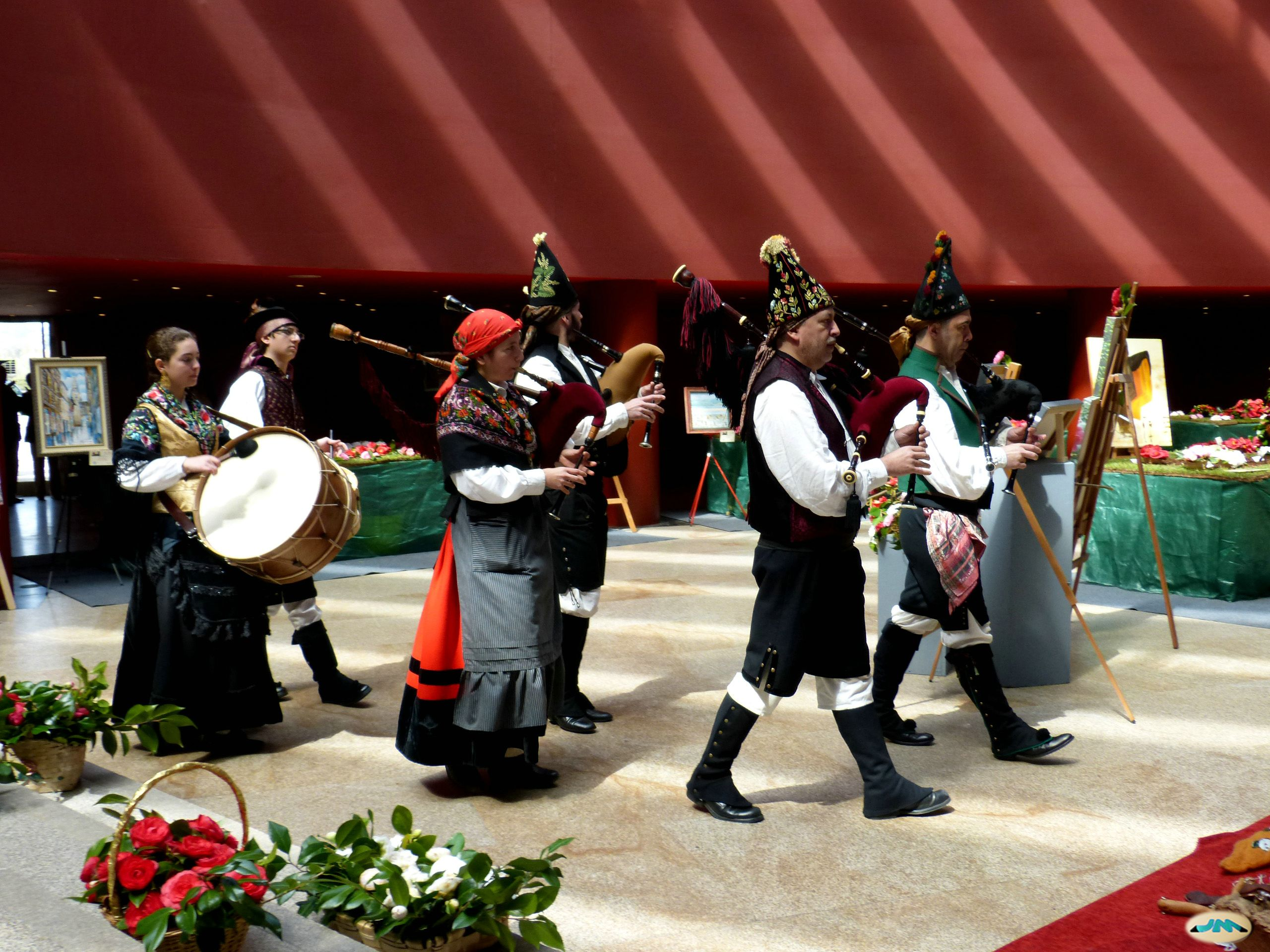
Gaiteros gallegos

Galicia posee una amplia tradición musical. Su riqueza musical reside en la variedad de ritmos musicales así como de instrumentos.
Los instrumentos que se emplean en la música gallega son fundamentalmente los de viento y percusión. De entre todos ellos, destaca la gaita gallega como el más extendido y conocido, aunque últimamente se está prestando especial atención a la recuperación de aquellos instrumentos que fueron cayendo en el olvido, principalmente los diferentes tipos de flautas gallegas y la zanfona. En cuanto a la percusión, tiene una gran variedad, pudiendo citarse el tamboril, el bombo y la pandereta, entre otros. En cuanto a ritmos musicales destacan las muñeiras y los alalás.

### Religión
En los años 2010, 2011 y 2012, en una encuesta realizada por el Centro de Investigaciones Sociológicas, de un total de 4111 personas (el número hace referencia a las personas que contestaron a la entrevista), 3420 se declararon católicos, 29 creyentes de otra religión, 433 no afiliados a una religión y 229 ateos.
De los 4111 entrevistados, 1756 se declaran practicantes (42,7 %). En porcentaje, la afiliación religiosa en Galicia es la siguiente:
- 83% católicos
- 0,7 % otra religión
- 10,5 % no afiliados
- 5,7 % ateos

Tradiciones religiosas
- Ofrenda de las ciudades del antiguo Reino de Galicia al Sacramento expuesto permanentemente en la catedral de Lugo, probablemente desde tiempos romanos.[105]
- Ofrenda al Apóstol Santiago, cuyos supuestos restos descansan en una cripta debajo de la catedral de Santiago de Compostela.
- La Semana Santa de Vivero, en la localidad de Vivero (provincia de Lugo), fue declarada como Fiesta de Interés Turístico Internacional en el año 2014.[106]
- La Semana Santa de Ferrol está declarada Fiesta de Interés Turístico Internacional desde el año 2014.[107]

### Fiestas populares
Las siguientes son algunas de las fiestas más populares de Galicia:
- Fiestas del Apóstol Santiago: son las fiestas en honor al patrón de Galicia y duran medio mes. En ellas se celebran actos religiosos y el 24 de julio se lanzan fuegos artificiales mientras se quema un castillo de pirotecnia que imita la fachada de la catedral.
- Fiestas de La Peregrina: son las celebraciones patronales de Pontevedra capital, en honor a la Virgen Peregrina, patrona de la provincia de Pontevedra. Se celebran durante nueve días a partir del segundo sábado de agosto y combinan actos religiosos, como la procesión y la ofrenda floral, con eventos populares como conciertos, verbenas, feria taurina, desfiles, fuegos artificiales y la Batalla de Flores.
- Fiesta de San Froilán: son las fiestas dedicadas al patrón de la ciudad de Lugo, entre el 4 y el 12 de octubre. Estas fiestas de Interés Turístico Nacional reúnen todos los años multitud de visitantes, llegando en su edición de 2008 a reunir a 1 035 000 personas.[108] Son famosas sobre todo por las tradicionales casetas donde se desgusta el pulpo á feira.
- Fiestas de María Pita: en La Coruña, son una de las fiestas más populares y multitudinarias de toda Galicia celebradas en honor a la figura de María Pita, heroína que con gran valor lideró en 1589 la defensa de la ciudad contra el asedio de la Armada Inglesa. Durante todo el mes de agosto, coruñeses y turistas disfrutan de gran variedad de eventos y festejos entre los que destacan, entre otros, el festival de música Noroeste Pop-Rock, festival del cómic Viñetas desde el Atlántico, el más importante en su categoría dentro del territorio nacional y el Trofeo Teresa Herrera de fútbol, el más antiguo y prestigioso torneo de verano del continente europeo.

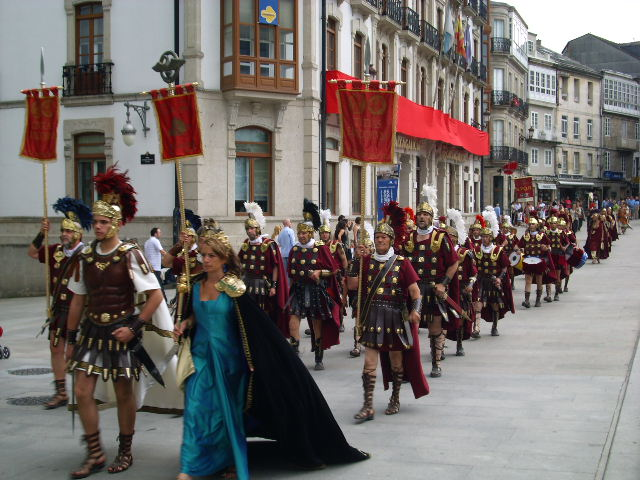
Desfile por las calles de Lugo durante el Arde Lucus

- Arde Lucus: es una de las fiestas más populares de Galicia, donde los habitantes de la ciudad de Lugo festejan su pasado romano y celta, disfrazándose como ellos, adornando la ciudad y realizando múltiples actividades como circos romanos, ventas de esclavos o bodas celtas.
- Fiesta del marisco: viene celebrándose cada octubre desde 1963 en El Grove. En la década de los 80 fue declarada de Fiesta de Interés Turístico Nacional. La degustación de marisco fresco a precios populares es, sin duda, el mayor atractivo de esta cita.
- Fiesta de San Pelayo: se celebra en La Estrada en junio. Dura tres días y consta de oficios religiosos, procesiones, fuegos artificiales y bailes. Es la fiesta patronal de La Estrada.
- Fiesta de la Dorna: se celebra el 24 de julio en Riveira y fue declarada Fiesta de Interés Turístico de Galicia en 2005. Nació en el año 1948, originariamente como una broma que un grupo de amigos quiso gastarle a sus vecinos, y desde entonces se viene celebrando cada año en torno al 24 de julio. Algunas actividades que se realizan son el Gran Prix de Carrilanas, una regata de embarcaciones hechas a mano, el Premio de Icaro de Vuelo sin Motor, o la Canción de Tasca.
- Feira Franca: se celebra en Pontevedra en el primer fin de semana de septiembre, es la recreación de un mercado abierto que se empezó a celebrar en 1467, en la feria se rememoran los períodos de más prosperidad de la historia de la ciudad de Pontevedra desde el siglo XV hasta finales del siglo XVI y se recrean las actividades históricas, teatro, animación, o demostración de oficios artesanos. La primera edición se celebró en el año 2000 y es una de las fiestas históricas más importantes de Galicia y el noroeste de España.

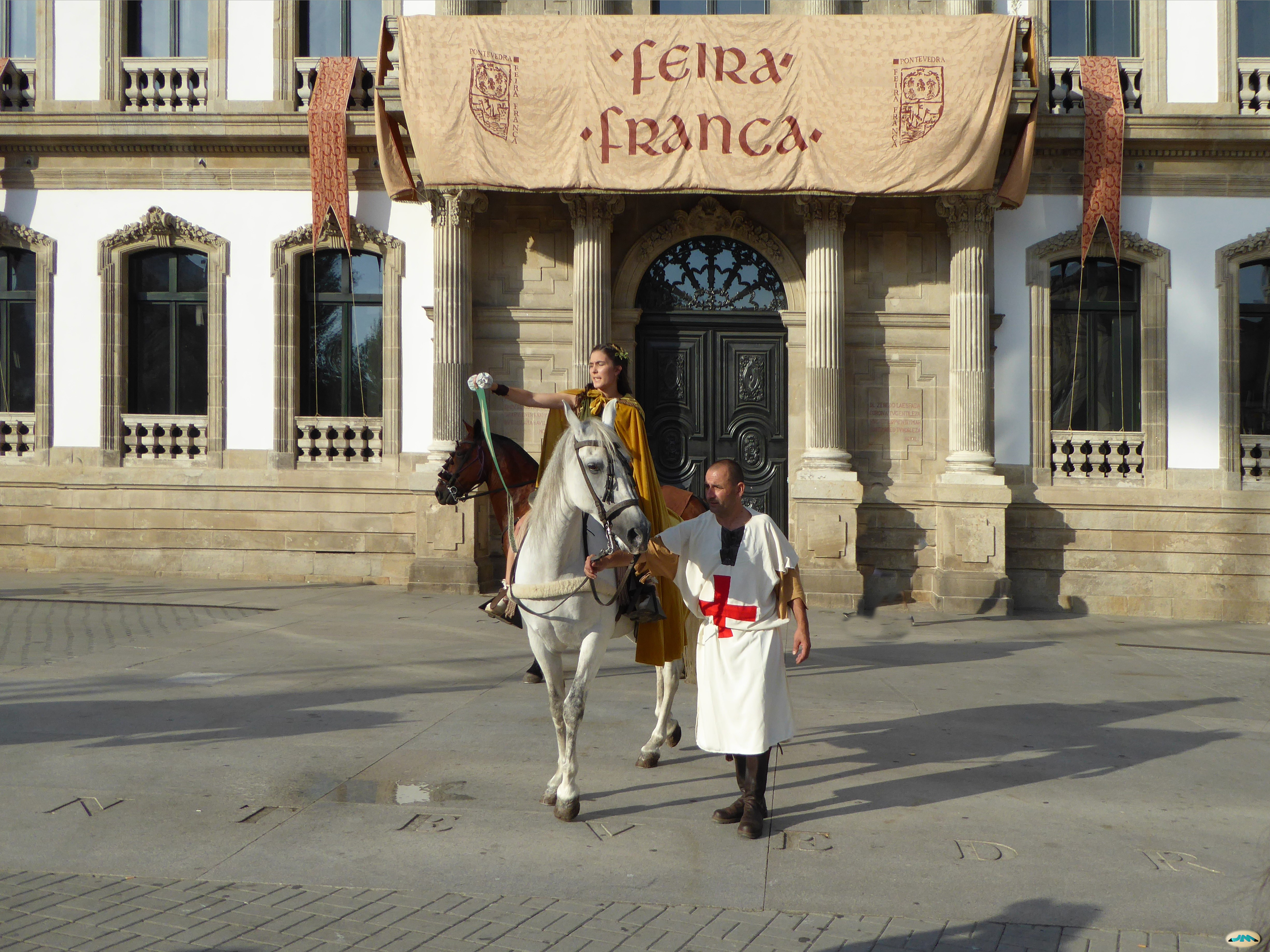
Caballero y dama a caballo en la Feira Franca de Pontevedra

- Rapa das Bestas de Sabucedo: se celebra el primer fin de semana de julio, es un acontecimiento de tradición ancestral, declarado de Interés Turístico Nacional en 1963. Es la rapa más famosa de Galicia, consiste en bajar del monte caballos salvajes y llevarlos a un recinto cerrado denominado «curro», en donde se les corta las crines y se marca a los potros. Es diferente respecto a las demás rapas de Galicia, ya que en ella los «aloitadores», encargados de inmovilizar a los animales para poder cortales las crines y marcarlos, no utilizan ninguna ayuda.
- Festival del Mundo Celta de Ortigueira: se celebra anualmente en la localidad de Ortigueira (La Coruña) durante varios días a mediados del mes de julio. Primero se celebró desde 1978 a 1987, y actualmente se celebra desde 1995. El festival se basa en la cultura celta, música folk y encuentro con distintos pueblos, lo cual hace de este festival algo importante para el conocimiento de otras culturas o pueblos venidos de muchas partes de España y del mundo. Suele reunir a un importante número de personas. Está considerado Fiesta de Interés Turístico Internacional.
- Romería Vikinga de Catoira: es una fiesta profana que se celebra en la localidad de Catoira el primer domingo de agosto. Se celebra desde 1960 y rememora hechos históricos en defensa de Galicia de los ataques de piratas normandos que buscaban el tesoro de la Iglesia compostelana. En 2002 fue declarada Fiesta de Interés Turístico Internacional.
- Fiesta del Corpus Christi de Puenteareas: se viene celebrando desde 1857. En el fin de semana siguiente a Corpus Christi se celebra la fiesta más representativa, las alfombras florales. Declarada Fiesta de Interés Turístico en 1968 e Interés Turístico Nacional en 1980.

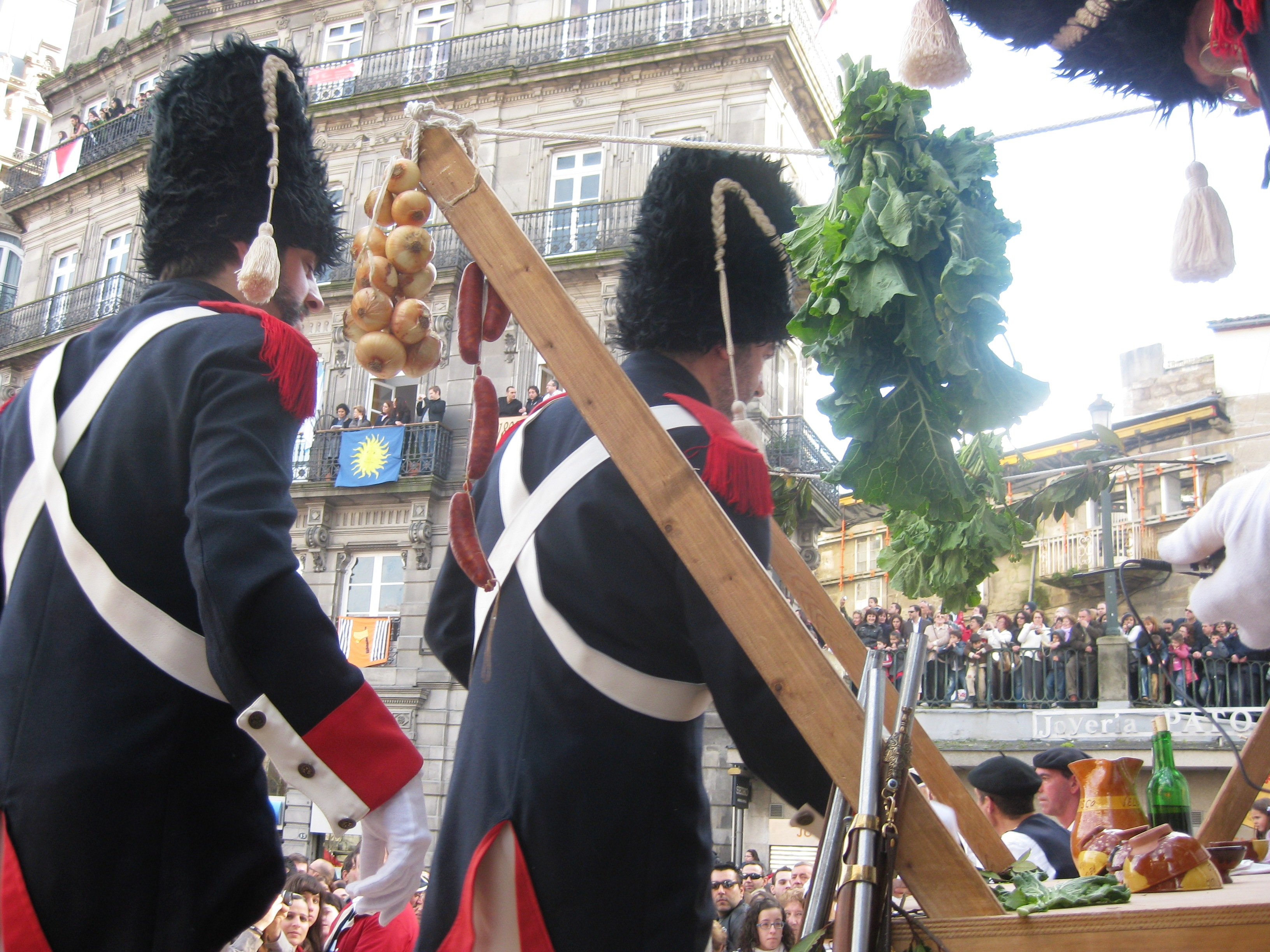
Representación de la expulsión de las tropas francesas durante la Celebración de la Reconquista de Vigo

- Celebración de la Reconquista: se celebra cada 28 de marzo en Vigo. Fiesta declarada de interés turístico gallego, en la cual se rememora la expulsión de los franceses de la ciudad en el marco de la Guerra de Independencia, el mismo día del año 1809. Los ciudadanos se implican mucho en esta fiesta participando en un gran número de actividades: recreación del levantamiento popular, mercado ambientado en la época, puestos de comida callejeros, etc.
- Fiesta del Pulpo: en Carballino, esta fiesta de Interés Turístico Nacional se celebra el segundo domingo de agosto de cada año en el parque municipal de la localidad ourensana de Carballino. El origen de esta tradición está en que era el pago en especie que se hacía en la Edad Media a las órdenes monásticas de Osera por la explotación de sus posesiones portuarias en las Rías Baixas. Las gentes de Carballino, en concreto las de las parroquias de San Xoán de Arcos y de Santa María de Arcos, propiedades también del monasterio de Osera, eran las encargadas de su transporte, preparación y venta en el mercado. Las pulpeiras de Arcos encarnan la secular tradición de la preparación del pulpo, y cocinan alrededor de 100 000 kilos de este cefalópodo, incluyendo la realización de la tapa de pulpo más grande del mundo.
- Noche de San Juan: en la ciudad de La Coruña, la fiesta ha logrado el mérito de ser considerada como Fiesta de Interés Turístico Internacional. La ciudad entera sale a la calle a festejar su noche más mágica, pudiendo encontrar hogueras en todos los barrios de La Coruña, siendo de especial relevancia la gran concentración de gente en las playas de Riazor y Orzán, en pleno corazón de la ciudad. Esta tradición hunde sus raíces en la milenaria celebración celta del Beltaine, cristianizada en los últimos siglos como festividad de San Juan, con la que se celebraba la llegada del verano que se extenderá hasta el comienzo del año nuevo, según el calendario celta, con la celebración del Samhain, otra festividad muy arraigada en la ciudad.
- Rali de Carretillas: original competición llevada a cabo en el municipio pontevedrés de Villa de Cruces. Consiste en decorar y tunear carretillas que posteriormente serán empleadas en diferentes tramos de un Rali. Se trata de un deporte por parejas en el cual uno empuja y el otro va sentado en la carretilla. Esta competición se organiza el primer fin de semana del mes de agosto coincidiendo con las fiestas patronales del citado municipio. En la pasada edición se cumplió el décimo aniversario de un evento que ha ganado enormemente en público y vistosidad en los últimos años.[109]
- Carnavales: conocidos como Entroidos. Tienen una gran relevancia en toda la comunidad, con disfraces, comparsas y gastronomía típica. Tienen un especial arraigo en la provincia de Orense, donde destacan los carnavales de localidades como Ginzo de Limia, Laza y Verín por su larga duración y los elaborados trajes tradicionales. Entre los carnavales urbanos destaca el Carnaval de Pontevedra y su entierro del Loro Ravachol.

### Gastronomía

Vinos con denominación de origen

La gastronomía de Galicia destaca por su variedad y por la calidad de sus productos, demostrada en muchos casos por los treinta productos gallegos con Denominación de Origen, algunos de ellos con Denominación de Origen Protegida (DOP).

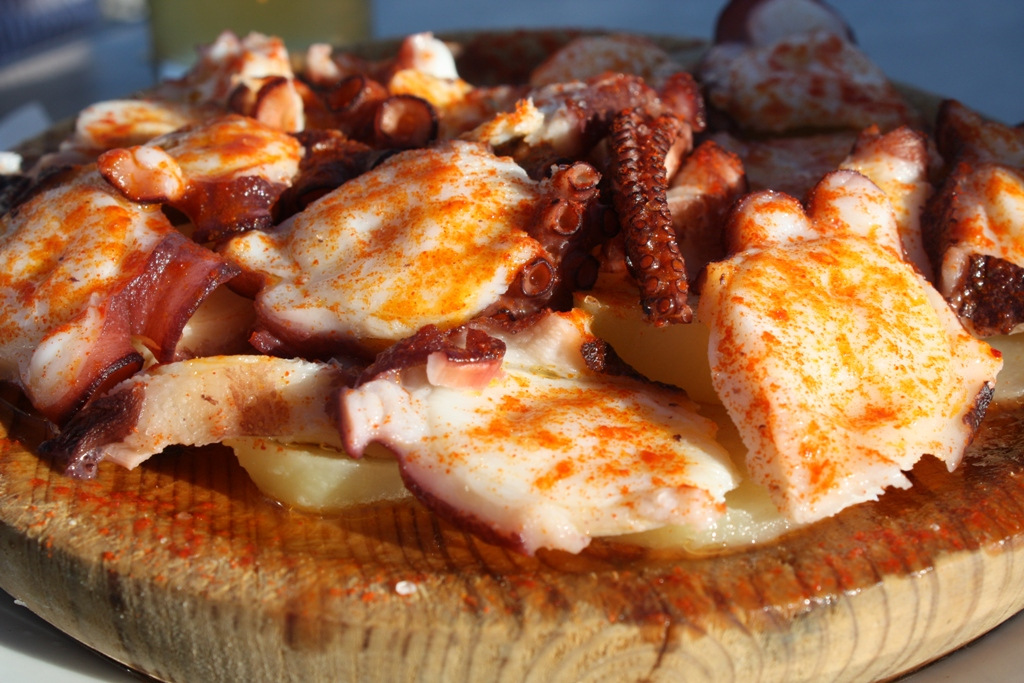
Pulpo á feira o pulpo a la gallega

En la cocina gallega se emplea a menudo el pescado y el marisco. La empanada gallega es una comida típica de Galicia, con relleno de carne o pescado. El caldo gallego es una abundante sopa cuyos ingredientes principales son las patatas y los grelos. El grelo también es empleado en el lacón con grelos, un plato típico de Carnaval, que consiste en lacón de cerdo cocido con grelos, patatas y chorizo. La centolla es muy típica en la gastronomía gallega, y se prepara para ser cocida viva, teniendo su cuerpo principal abierto como una concha, y entonces se mezclan vigorosamente sus entrañas. Otro plato popular es el pulpo a la gallega, cocido (tradicionalmente en una olla de cobre) y servido en un plato de madera, cortado en trozos pequeños y rociado con aceite de oliva, sal marina y pimentón.
Hay varias variedades regionales de queso. El más conocido es el denominado queso de tetilla, llamado así por su forma, similar a la mama de una mujer. Otras variedades de gran fama incluyen el queso San Simón de Villalba y el queso de la denominación Arzúa-Ulloa. Esta última zona también produce carne de vaca de alta calidad. Un postre clásico son las filloas, una comida similar al crepe hecha con harina, leche y huevos. Cuando se cocinan en la época de la matanza del cerdo, también pueden contener la sangre del animal. En Santiago de Compostela se elabora una famosa tarta de almendra, la tarta de Santiago.

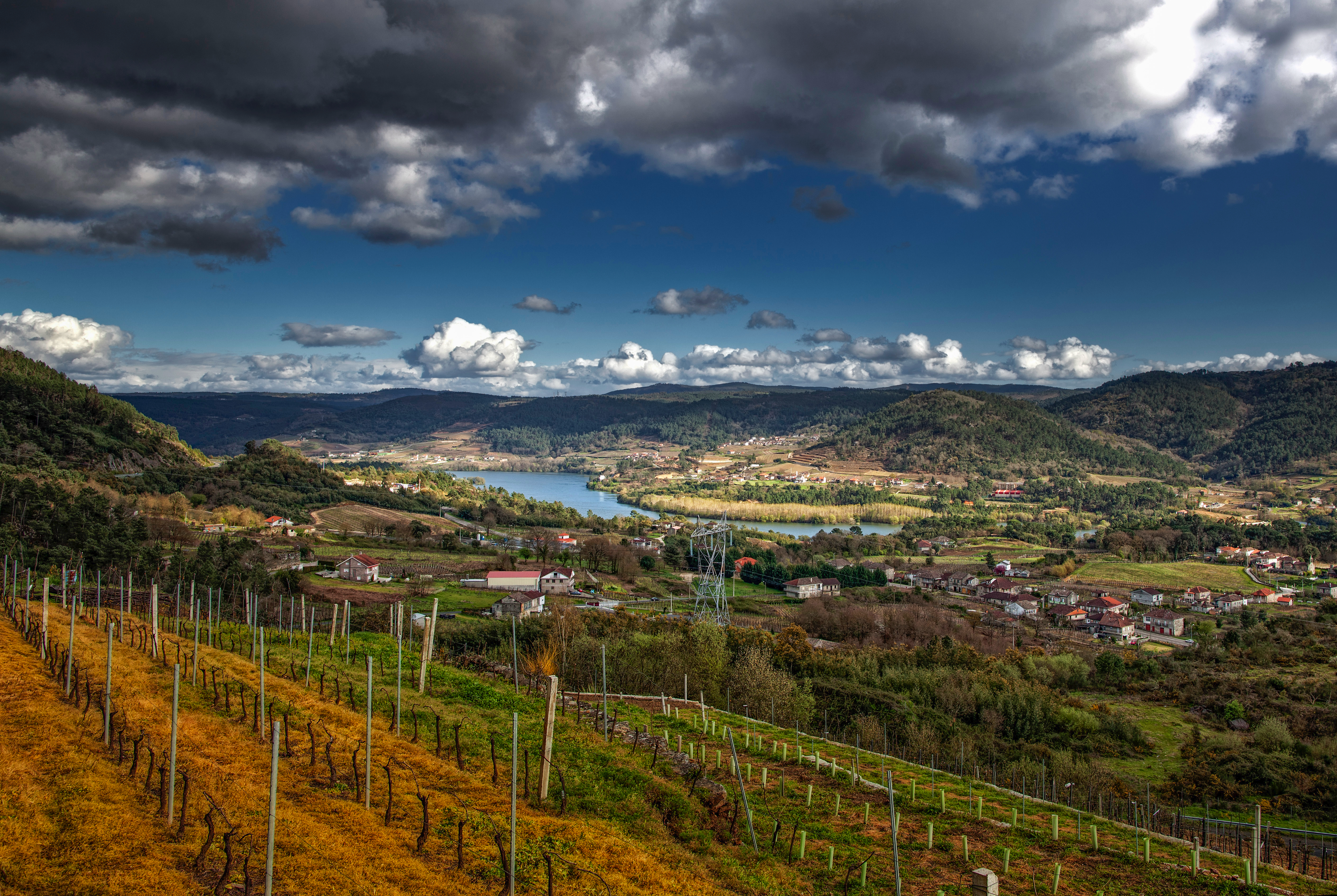
Viñedos en la Ribeira Sacra

Galicia produce un número de vinos de alta calidad, entre los que cabe destacar las cinco denominaciones de origen existentes en la comunidad: El Ribeiro, Rías Bajas, Ribeira Sacra, Monterrey y Valdeorras. Las variedades de uva utilizadas son locales y rara vez se encuentran fuera de Galicia y del norte de Portugal.

### Deporte

Los jugadores del Real Club Celta de Vigo antes de un partido de la Europa League 2016-17

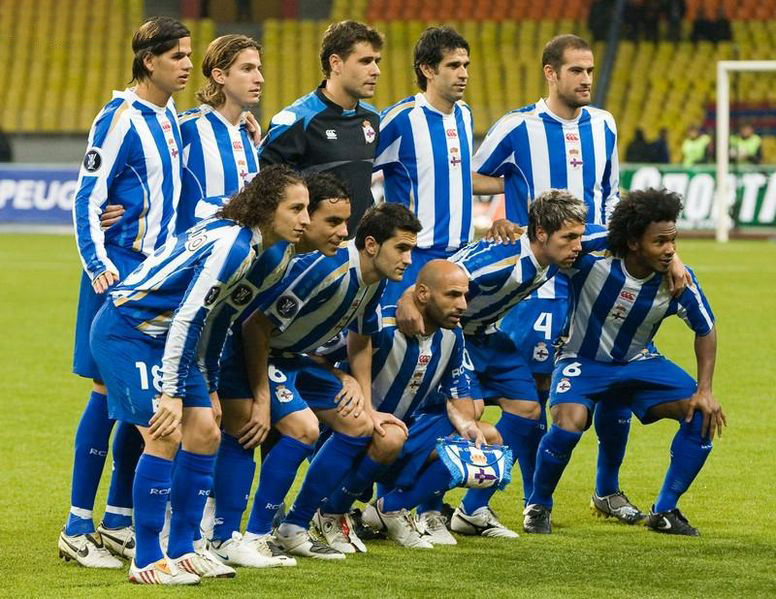
Los jugadores del Deportivo de La Coruña antes de un partido de la Copa de la UEFA 2008-09

En lo que respecta a los deportes de masas, destaca el fútbol, siendo sus dos principales equipos el Celta de Vigo y el Deportivo de La Coruña que actualmente juegan en primera división y segunda división respectivamente y que mantienen una histórica rivalidad, conociéndose los enfrentamientos entre ellos como derbi gallego. El Deportivo de La Coruña ha sido campeón de Liga en una ocasión, de Copa en dos y de Supercopa de España en tres ocasiones llegando además a semifinales de la Liga de Campeones; por su parte el Celta de Vigo es el club gallego con más temporadas en la máxima categoría, además de llegar a semifinales de la Europa League. También destaca el Racing de Ferrol, que actualmente también milita en la segunda división. Otros equipos de fama son los históricos Pontevedra CF y SD Compostela, que jugaron en primera división, el CD Lugo, con varias participaciones en la división de plata, o el desaparecido CD Ourense. En el fútbol femenino destaca el Deportivo de La Coruña, que milita en la máxima categoría y es heredero del Karbo Deportivo, tres veces campeón de la Copa de la Reina. A nivel individual salió de Galicia el único balón de oro de España, Luis Suárez. Galicia acogió además varios partidos del Mundial de Fútbol de 1982, en los estadios de Riazor y Balaídos.
En baloncesto masculino destacan equipos como el CB Breogán y el Básquet Coruña, ambos actualmente en la Liga ACB, CAB Obradoiro y Club Ourense Baloncesto, actualmente en LEB Oro, y el desaparecido OAR Ferrol, que fue fundador de la ACB. En baloncesto femenino destacan el Ensino Lugo, actualmente en la máxima categoría, así como el Celta Zorka, que fue campeón de liga y copa, y el Universitario de Ferrol, actualmente en Liga Femenina Challenge.
Destacan también los equipos de balonmano CB Cangas, Club BM Cisne, SD Teucro y SD Octavio. En hockey sobre patines destaca el H.C. Liceo, equipo más laureado de Galicia, y el desaparecido CP Cerceda. En fútbol sala masculino destacan Burela FS y Noia FS en la primera división, O Parrulo y Lugo Sala en segunda división, y los desaparecidos Prone Lugo y Santiago Futsal, mientras que en fútbol sala femenino destacan Burela FS, Club Sal Lence, CD Ourense y Ourense CF, todos ellos campeones de liga.
En el atletismo, cabe destacar la plusmarquista a nivel nacional español, Ana Peleteiro.
Existen también varias selecciones gallegas, entre las que destacan la selección gallega de fútbol, la de baloncesto o la de rugby.

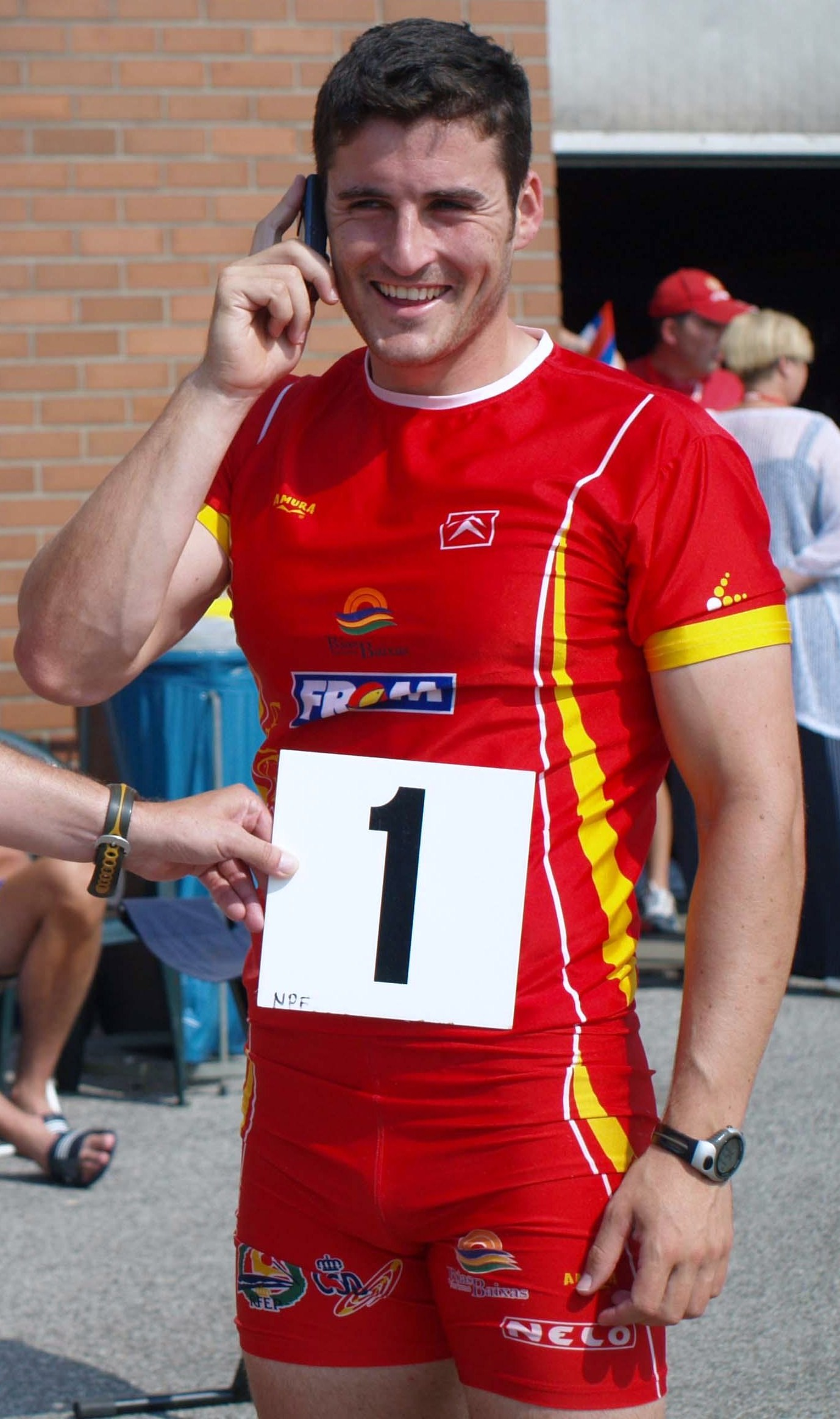
David Cal es el español con más medallas olímpicas de la historia

Galicia es conocida también por su tradición de deportes acuáticos, tanto en el mar como en los ríos, como remo, navegación deportiva, piragüismo o surf, deportes en los que es una asidua ganadora de metales en los Juegos Olímpicos, en la actualidad los máximos ejemplos son David Cal, Carlos Pérez Rial o Fernando Echávarri. En el ámbito acuático el deporte gallego por excelencia son las traineras, contando Galicia con representantes en la Liga San Miguel de traineras. En los últimos años Galicia también se ha convertido en una potencia en triatlón de la mano de Francisco Javier Gómez Noya, medallista olímpico en 2012, e Iván Raña, los dos campeones del mundo, y siendo Noya uno de los mejores atletas de la historia en la especialidad.
En el año 2006 el ciclista de Mos Óscar Pereiro ganó el Tour de Francia tras la descalificación del estadounidense Floyd Landis, quien le había arrebatado el primer puesto en la penúltima jornada. También hay deportistas gallegos que destacan en deportes como el alpinismo, donde sobresale la viguesa Chus Lago, tercera mujer en alcanzar la cima del Everest sin ayuda de oxígeno, y que cuenta también con el título Leopardo de las Nieves.

#### Automovilismo
En Galicia todas las disciplinas del automovilismo son regidas por el Federación Gallega de Automovilismo. Esta se encarga de organizar el Campeonato de Galicia de Rally, Campeonato de Galicia de Montaña, Campeonato de Galicia de Autocross Campeonato de Galicia de Karting y Campeonato de Galicia de Eslalon.
En rally la comunidad cuenta con pruebas distribuidas en las cuatro provincias puntuables tanto para el campeonato gallego como para el Campeonato de España de Rally. Entre otras destacan: Rally de Ourense, Rally de Ferrol, Rally Rías Baixas, Rally do Cocido, Rally de La Coruña, Rally Ciudad de Narón, Rally Botafumeiro, etc. Los pilotos más destacados son: Sergio Vallejo, Germán Castrillón, Manuel Senra, Estanislao Reverter, Iván Ares, Pedro Burgo y entre los copilotos destacan Luis Moya, campeón del mundo en 1990 y 1992 con el madrileño Carlos Sainz, Diego Vallejo y Cándido Carrera.

#### Deporte en el mundo
En Salvador de Brasil existe un equipo de fútbol fundado por inmigrantes gallegos, el Galícia Esporte Clube. Fue fundado en 1 de enero de 1933 y disputa actualmente la Primera División de la liga baiana de fútbol. Su presidente (2013-2015) es Darío Rego.
En Venezuela existió el club de fútbol Galicia de Aragua, fundado en 1960 como Deportivo Galicia, en Caracas. En 2002 se traslada a Maracay, estado de Aragua, cuando su nombre fuera cambiado por Galicia de Aragua. En ese mismo año desciende a segunda división, siendo posteriormente sustituido por el Aragua Fútbol Club.

### Medios de comunicación

#### Televisión

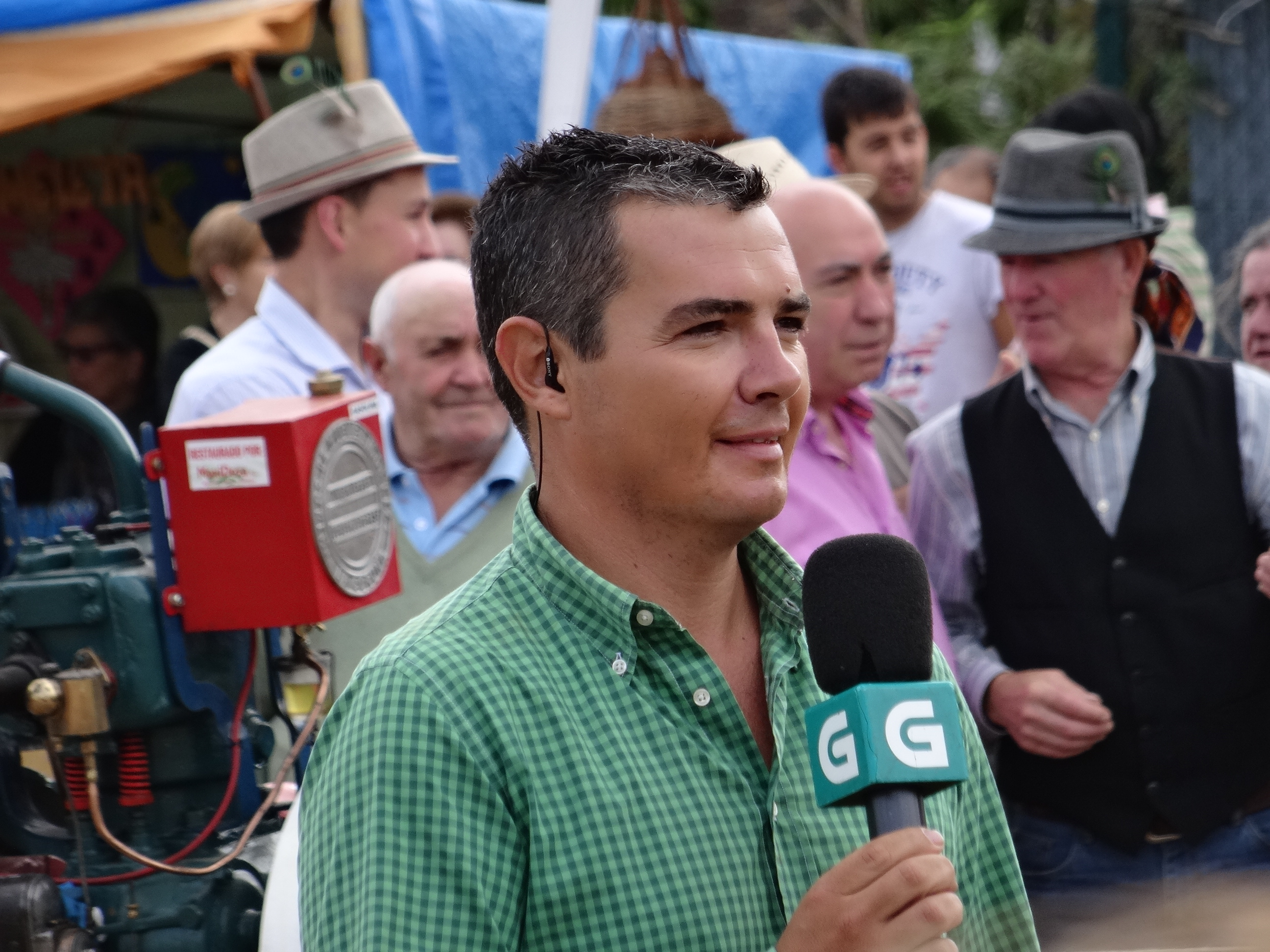
Presentador de TVG en 2015

La Televisión de Galicia (TVG) es la cadena pública autonómica de televisión, que emite desde el 24 de julio de 1985 y forma parte de la Compañía de Radio-Televisión de Galicia (CRTVG). Televisión de Galicia emite en todo el territorio gallego y además cuenta con dos canales internacionales, Galicia Televisión Europa y Galicia Televisión América, que emiten en toda la Unión Europea y en América gracias al satélite Hispasat. CRTVG también emite el canal tvG2. Son actualmente los dos únicos canales de televisión con una programación en gallego disponibles a nivel autonómico.
Además, la Corporación Voz, situada en la ciudad de La Coruña, (propietaria de La Voz de Galicia y Radio Voz) emitió desde el 31 de mayo de 2010 el canal Vtelevisión, una cadena de televisión de temática generalista, pero que con el tiempo evolucionó hasta una programación muy reducida, de apenas 2-3 horas en horario nocturno, desapareciendo el 1 de enero de 2018.
Dentro de las televisiones locales estaba la red de Localia, que tenía canales en las siete ciudades gallegas. Aparte hay televisiones locales como Televigo, Telemiño o Telelugo.

#### Radio
La Radio Galega (RG) es la radio pública de Galicia y forma parte de la CRTVG al igual que la Televisión de Galicia. Radio Galega comenzó a emitir en fase de pruebas el 24 de febrero de 1985, iniciando su programación regular el 29 de marzo del mismo año. Cuenta con dos cadenas que emiten de forma convencional, siendo Radio Galega, que emite programación generalista, y Radio Galega Música, que emite música. También emite por TDT estas dos cadenas además de Son Galicia Radio, dedicada a música gallega.
Galicia cuenta con varias emisoras libres y comunitarias. Cuac FM (La Coruña) es la sede social de la Red de Medios Comunitarios (que agrupa a medios sin ánimo de lucro y orientados a servir a su comunidad), y también están adheridos a dicha red Radio Filispim (Ferrol) y Radio Roncudo (Corme). Las tres forman parte de la Red Gallega de Radios Libres y Comunitarias (ReGaRLiC), junto a A Kalimera (Santiago de Compostela), Radio Piratona (Vigo) y Radio Clavi (Lugo).

#### Prensa escrita
El periódico gallego con mayor difusión es La Voz de Galicia, con sede en La Coruña y que cuenta con doce ediciones locales y otra para toda España. El resto de periódicos de mayor tirada son El Correo Gallego, Faro de Vigo, El Progreso de Lugo, y el orensano La Región. Entre otros periódicos de menor difusión destacan el Atlántico Diario, del área metropolitana de Vigo, el periódico De luns a venres (primer diario gratuito en gallego), el periódico deportivo DxT Campeón, el periódico El Ideal Gallego de La Coruña, el Diario de Pontevedra, el Heraldo de Vivero y el Diario de Ferrol. En lo que respecta a la prensa escrita digital, destacan los diarios Praza Pública, Galicia Confidencial y Galicia Hoxe (primer diario publicado únicamente en gallego, cuya edición impresa cerró en 2011).